# A Csillagok háborúja dátumai
A Csillagok háborújának a galaktikus történelmének az idővonala a kánon alapján. A galaxis szempontjából fontos események időrendi feljegyzése. A galaktikus időszámítás kiindulási pontja a yavini csata. A Y. e. (YE) azt jelenti, hogy Yavin előtt, a Y. u. (YU) pedig, hogy Yavin után (a yavini csata előtt/után, angolul: Before/After the Battle of Yavin, BBY/ABY), ez alapvetően az első megjelent film, az 1977-es Egy új remény cselekményétől értendő.
Egy standard galaktikus év (az év hosszúsága a Coruscant bolygón) 365 standard napból áll. Egy standard nap egyenlő egy nappal a Coruscant bolygón (huszonnégy óra).

## A galaktikus történelem kronológiája

### Őstörténet (Keletkezéstől – Y. e. 25. évezredig)
- Létrejön az univerzum.
- A galaxis közepén egy szuper-masszív fekete lyuk alakul ki, amely körül csillagok keringenek.
- Megjelennek a midikloriánok, az élő sejtekben megtalálható, mikroszkopikus méretű, szimbióta egysejtű létformák, közvetítők az Erő és az Erő-érzékeny létformák között.
- Megszületnek az Erő urai az Atya, a Fiú és a Lány.
- Ásványi anyagok halmozódnak fel és árasztják el az Illum bolygót.
- A Dagobah bolygón az intenzív vulkáni tevékenységnek köszönhetően kialakul a Tőr-hegy.
- A Crul bolygón megjelenik egy primitív faj, majd évmilliók alatt értelmes Crolute fajjá fejlődik.
- Az Abednedo bolygón megjelenik egy primitív faj, majd évmilliók alatt értelmes Abednedo fajjá fejlődik.
- Batuu bolygó a kereskedelmi útvonalak révén kiemelkedő kereskedelmi központ volt a hiperűrutazás előtt.
- Egy intelligens ősi faj feltalálja a hiperhajtóművet a Purgillog tanulmányozása révén.
- Y. e. 30 000 körül 
  - A Devaroniak segítség nélkül szintén feltalálják a hiperhajtóművet a Devaron bolygón.
  - Benetage lakói elhagyják a bolygót.
- Y. e. 27 000 körül – Emberi civilizáció alakul ki az Empress Teta bolygón

### A Régi Köztársaság (Y. e. 25. évezred – 1032)

#### Kezdetek
- Y. e. 25 000 körül – Megalakul a Régi Köztársaság.
- Megalakul a Dai Bendu vallási csoport, ez volt a Jedi Rend előde.
- Egy személy, akit csak úgy hívnak, hogy az első Jedi, megalapítja a Jedi Rendet az Ahch-To bolygón, a béke és az igazságosság megőrzése érdekében.
- Röviddel a Jedi Rend megalapítása után egy Jedi-felderítő felfedezi az Ilum bolygót (később Starkiller bázis) és a kyber kristályokat, a hírre a Jedi Tanács lezárja a bolygót.
- Az első Jedi-templomot Ahch-To sziklás szigetein építik meg. Nem sokkal ezután a Jedi falut is felépítik a Templom-szigeten.
- Az előrejelzések szerint a Kinro üstökös a magvilágon áthaladva több világot elpusztítana, ezért mielőtt belépne a középső peremvidékre, a Jedi Rend tagjai összegyűltek és az Erő segítségével megsemmisítik az üstököst, a folyamat során több jedi elveszíti életét vagy az elméjét.
- Y. e. 21 032 körül – Megalakul a vérmonarchia a Thisspias bolygón, később csatlakozik a Régi Köztársasághoz.

#### Y. e. 25 000 – 5000
- Y. e. 12 000 körül – Az Ossus bolygó a Jedik zarándokhelye lesz.
- Két faj a pau'an és az utai, kolonizálják az Utapau bolygót.
- Mesula jéghold kataklizmikus repedéseken megy keresztül, ami által összetörik.
- Krynbalt Kyr lesz Utapau első nagy Zigothja.
- Jedha hideg, sivatagos holdján felépül Kyber Temploma.
- Megszületik Fényhozó Hylemane a Régi Köztársaság kormányzója.
- Fényhozó Hylemanet halálra verik egy székkel, rácáfolva a mítoszra, miszerint "halandók fegyvere nem ölheti meg őt".
- Zygerriai Rabszolgatartó Birodalom és a Régi Köztársaság között háború tört ki, amely a Köztársaság győzelmével, és a birodalom bukásával zárul.
- Egy ismeretlen Jedi áttér az Erő sötét oldalára, a követőivel elszakadnak a Jedi Rendtől, és a százéves sötétség néven elhíresült eseményben megalapítják a Sith Rendet. A Jedi Rend legyőzi őket, és a külső peremvidéki Moraband bolygóra menekülnek, amely a Sithek otthona lesz.
- A Morabandon élő Sithek bosszút esküdnek, újjászerveződnek és létrehozzák a Sith Birodalmat. Eközben hatalmas Sith templomok és síremlékek épülnek a Sötét Nagyurak Völgye néven ismert helyen.
- A Sith Birodalom bevezeti a rabszolgaságot és a galaxis irányításáért harcol. A Jedikkel harcolva óriási szuper fegyvereket építenek ki kyber kristályok segítségével.
- Momintot Sithnek képzi Lady Shaa. Később, Momin megöli Sith mesterét és elutazik, hogy fejlessze tudását. Végül, két Jedi öli meg, miközben egy várost akar elpusztítani a szuper fegyverével. Szelleme a maszkjában tovább él. Történetét a Sithek próbálják semmisnek tekinteni.
- A buja erdős Mustafar bolygón él Lady Corvax és a férje, aki harc közben elesik. Lady Corvax megpróbálja feltámasztani a mustafariak legszentebb tárgyával, a "Fényes Csillag" kristály segítségével. A rituálé kudarcot vall, és a felszabaduló energia új pályára tolja a bolygót, így változtatva át láva bolygóvá.
- Rur vezetésével a Jedi Rendből kiszakad és megalakul az Ordu Aspectu, egy unortodox Jedi szekta. Az ellentét az Entruviai konfliktusban csúcsosodik ki, aminek a vége békekötés lesz, ez alapján a Jedi Rend tagjai ellenőrzik az Ordu Aspectu tevékenységét.
- Amikor a Jedi ellenőrök megérkeznek Rur fellegvárába, a fellegvár mesterséges intelligenciája átveszi az irányítást, és elkezdi kivégezni a fellegvár lakóit. Rur az életét feláldozva kikapcsolja a gépet és hiperűr ugrásra állítja a fellegvárat, ezzel megszűnik az Ordu Aspectu.
- Megkezdődik a Corsair háború.
- A Corsair Háború után Oo'ob Jedi mester megszakítja a Jedik doktrínáját, megelőző módszert alkalmaz a galaktikus béke fenyegetéseinek kezelésére. Ő és a társa Var-Whill kidolgozzák a Farkiller nevű mesterlövész távcsöves puskát, amivel számos "feltörekvő" zsarnokot gyilkolnak meg. A Jedi Tanács azonban úgy érzi, hogy Oo'ob módszereinek nincs visszatartó ereje. Mind Oo'ob, mind Var-Whill hitehagyott lesz.
- A Krath csoport meghódítja a későbbi nevén Teta császárnő bolygót, majd csatlakoznak a Sith Birodalomhoz.
- Radaki távozik a Jedi Rendből, mert úgy gondolja, hogy a Jediknek családra és vagyonra van szükségük. Így elcsábítja az Erő sötét oldala, Darth Krall néven Sith nagyúr lesz.
- Az Elvesztegetett Évek csatájában Darth Krall győzelemre viszi a Sitheket. A csata után a Sith Birodalom jelentősen kiterjeszti hatalmát a galaxisban.
- Y. e. 7977 – Bevezetik a C.R.C időszámítást.
- Y. e. 6000 körül – Megszületik a bardottai civilizáció, amikor a Frangawl kultusz egy katonai társadalmat ural.

#### A Régi Köztársaság bukása (Y. e. 5000 – 1032)

##### Jedi – Sith háború (Y. e. 5000 körül)
- Y. e. 5000 körül 
  - A Sithek rabszolgaságra épülő birodalma egy rövid időre újra megalakul, és az egész galaxisban meghatározó hatalommá válik. Háborút indítanak a Jedik és a Régi Köztársaság ellen, a Köztársaság fővárosa, Coruscant elesik. Ez lehetővé teszi a Sitheknek egy szentély felépítését a bolygón, azon a helyen, ahol majd a későbbi Jedi Templom fog állni. A Jedik azonban végül visszaverik a Sitheket és visszaveszik Coruscantot.
  - A Massassi nép megépít egy hatalmas Sith templomot a Yavin 4-en.
- A Jedi-Sith háborúban Teta és Odan-Urr Jedi mester győzelmet aratnak a Krath csoport és a Sithek felett a Koros szektorban. Tetát császárnőnek kiáltják ki, és a tiszteletére róla nevezik el a Koros szektor rendszerét és annak bolygóját.
- Odan-Urr Jedi mester egy Jedi Könyvtárat épített az Ossus bolygón.
- A Jedik úgy hiszik, hogy ekkortájt semmisült meg a Rammahgon Jedi könyv, amit azonban 5000 évvel később Luke Skywalker talál meg az Ossus bolygón és viszi magával az Ahch-To bolygón lévő Templom-szigetre.
- A Jedi Rendnek és a Régi Köztársaságnak csak a magvilágból sikerül kiűzni a Sitheket, ezzel több ezer évre állandósulnak a kisebb nagyobb harcok a Régi Köztársaság és a Sith Birodalom között.

##### Y. e. 5000 – 1032
- Kitör a háború a mandaloriak és a Jedik közt.
- A Mandalori hadjáratok során, Ubduria bolygót elpusztítják a mandalorok. A háborúk miatt a Mandalore elsivatagosodik és szinte lakhatatlanná válik.
- Y. e. 4000 körül 
  - A Négy Mester felépíti a Jedi Templomot a Coruscanton, a Sith szentély romjai fölé, annak érdekében, hogy megfékezze és megszüntesse erejét, valamint hogy kihasználhassa a terület erősségét az erőben.
  - A Naboo bolygón kialakul egy hüllőszerű humanoidokból álló civilizáció.
  - Sadow, egy Sith Lord a Jedik által irányított Ossus bolygónak a csillagát szupernóvává változtatva elpusztítja a bolygót.
- Y. e. 3966 körül 
  - Az űrutazók egy új eszközzel, a hiperűr-szextánsokkal navigálnak útjaik során.
  - Darth Tanis megépíti a malachori szuper fegyvert a malachori Sith templomban. Bekövetkezik egy nagy katalitikus esemény, amelyet később "Malachor nagy csapása" néven ismernek. A Jedi lovagok megtámadják a Malachor bolygón felépített Sith templomot, ami egy szuper fegyver, és a Malachori csata során az egyik Sith nagyúr aktiválja, ezzel megölve mindenkit a bolygó felszínén, köztük a Sith erők vezetőjét is, holttesteik kővé dermedve állnak a templom körül. Ezután a Jediknek tilos Malachorra utazni, és a helyre vonatkozó adatokat eltávolítják a Jedi Archívumból.
  - A nagy csapás idején vált gyakorivá a kereszttartó fénykard használata a Makashi technikát gyakorlók körében.
- Y. e. 3277 – Bevezetik a Lothal-i naptárat.
- Y. e. 2082 – Egy helyi vállalat átvette Heaven rendszer irányítását és a Kék Sárkány kalózokkal együtt vezetik a rendszert.
- Y. e. 2000 körül 
  - Kisebb háborúk sora után a Dagoyan Rend átveszi az uralmat a Bardotta felett. Az uralkodó Frangawl kultusz elrejtőzik.
  - Jour-un városa válik Bardotta kereskedelmi központjává.
  - Ossus bolygó körül sűrű aszteroida mező alakul ki, ami megakadályozza a kutatókat az Ossus bolygóra történő expedíciós utakat.
  - Az Iktotch rendszer csatlakozik a Régi Köztársasághoz.
  - Kolonizálják a Weik bolygót.
  - A kashyyyki Klorri-klán elkezd használni egy könnycsepp formájú harci pajzsot, ami később a vukik hagyományos pajzsa lesz.
  - Az arakeini szerzetesek, akik egy vallási rend tagjai óriási órát építenek kőből az Arakeirkos-hegy tetejére. Azt híresztelték, hogy ha egy elhunyt személy nevét felírják a halottak könyvébe, arra örökké emlékezni fognak. Y. u. 5-ben a Jakkui csatában az egyik birodalmi pilóta azt kéri, ha meghalna írják fel a nevét az arakeini halottak könyvébe.
- Y. e. 1032  
  - Tarre Vizsla, az első mandalori Jedi elkészíti a Sötét Szablyát.
  - Ismét kitör a Jedi-Sith háború, a háborúban összeomlik a Régi Köztársaság és elkezdődik a „sötét kor”.

##### „Sötét kor” (Y. e. 1032)
- A Sithek behatolva a magvilágba elfoglalják Coruscantot és a Jedi Templomot a coruscanti csata alatt.
- A mandalori Tarre Vizsla halála után behatol a Jedi Templomba a Vizsla klán, hogy megszerezzék a Sötét Szablyát. A Szablyával egyesítik a mandaloriakat.
- A Jedik és a Régi Köztársaság megmaradt erői felszabadítják Coruscantot és a Jedi Templomot.
- A Jedi–Sith háború a Régi Köztársaság és a Jedi Rend győzelmével zárul.
- A Sith Birodalom összeomlik és megszűnik.
- A Jedi–Sith háborúban a Sith Rend szinte kihal, a háború egyedüli Sith túlélője, Darth Bane. Felismeri azt, hogy a belharcok olyannyira meggyengítették a Sith Rendet, hogy a Jedik le tudták őket győzni. Hogy ez ne történhessen meg újra, Bane megreformálja a Sitheket és létrehozza a kettők szabályát, amelynek értelmében csak két Sith élhet egyszerre, egy mester és egy tanítvány. Bane titokban egy tanítványt fogad Darth Zannahot, aki később párbajban megöli mesterét és eltűnik. Bane halála után a Jedik azt gondolják, hogy a Sithek örökre eltűntek.
- Darth Bane az utolsó Sith, akit a morabandi Sötét Nagyurak Völgyében temetnek el.

### Galaktikus Köztársaság (Y. e. 1032 – 19)

#### A Köztársaság felemelkedése (Y. e. 1032 – 1000)
- Y. e. 1032 után
  - A Régi Köztársaságot újjászervezik és létrejön a Galaktikus Köztársaság, a Régi Köztársaság haderejét pedig feloszlatják. A Galaktikus Szenátus, Tarsus Valorumot választja a Köztársaság első főkancellárjává.
  - Az 5000 éves volt Sith Birodalom területeit a Köztársasághoz csatolják.
  - A a coruscanti Jedi Templom a Jedik központjaként kezd szolgálni.
  - A Yavini Konvent meghatározza a Yavini Kódex pontjait.
  - Megépül a bardottai királyi palota.
  - Megkezdődik az alderaani királyi palota építése.
  - Az anchorita szekta egy vallási szervezet, amely úgy véli, hogy a szenvedés az élet alapja. A Jakku bolygón működik, és a Jedi Rendet támogatják.
- Y. e. 1014 – Megépül a Jedi Templom az Illum bolygón.

#### Y. e. 1000 – 360
- Y. e. 973 – Megszületik Maz Kanata a Takodana bolygón.
- Y. e. 965 – Egy Dai Bendu-féle kolostort építenek a Kijimi bolygó Izukika hegyén. A bolygót Y. u. 35-ben a Végső Rend elpusztítja.
- Y. e. 896 – Megszületik Yoda
- Y. e. 867 – A Naboo csatlakozik a Galaktikus Köztársasághoz.
- Y. e. 832 
  - Jafan tábornok helyreállítja a békét a Naboo bolygón.
  - Jafan tábornok király lesz és megalapítja Theedet, a Naboo fővárosát. Irányítása alatt megépítik Theed királyi palotát.
- Y. e. 797 – Yoda megkezdi Jedi kiképzését.
- Y. e. 620 – Az Antar 4-en megalakul az Antar Rangers nevű biztonsági erő, a Jedi Rend támogatására.
- Y. e. 600 – Megszületik Jabba Desilijic Tiure a Nal Hutta bolygón.
- Y. e. 532 – Porter Engle volt Jedi mester, aki elhagyta a Jedi Rendet megalapítja a Bardotta Pengéjét.
- Y. e. 522 – Megépül a szakadár Jedik börtönének szánt Citadella a Lola Sayu bolygón.
- Y. e. 519 – Kallidah egy bázist hoz létre egy aszteroidának a felszínén ásatások céljából, hogy tanulmányozza a bolygó pusztulásának okait, amely az aszteroida származik. Az aszteroida végül Polis Massa néven válik ismertté. Az ásatás kevés eredménnyel jár, nem találnak szinte semmit.
- Y. e. 511 – Gyarmatosítják a Jelucan bolygót.
- Y. e. 509 – Megszületik Yaddle.
- Y. e. 400 – Megszületik Thomas Toov.

#### Galaktikus Köztársaság fénykora (Y. e. 360 – 82)
- Y. e. 357 – Két bolygó az Eiram és az E'ronoh között konfliktus robban ki.
- Y. e. 332 
  - A Galaktikus Köztársaság feltérképezi a hipertér útvonalakat, ezzel biztonságosabbá téve a hipertér utazását.
  - Gyarmatosítják a Jafan bolygót, Y. e. 32-ig a Jafan család uralja.
- Y. e. 319 
  - Az Aionomica állítólagos harmadik kötete, a Szent Jedi szövegek gyűjteménye, hamisítási botrány tárgyát képzi.
  - A Mustafar a Techno Unió birtokába kerül. Az Unió az őslakos mustafariakat felbéreli az ásványi anyagok bányászatára, miközben biztosítja a szükséges technológiát.
- Y. e. 265 – Megszületik Faddaff Davenspon.
- Y. e. 262 – Megszületik Avar Kriss.
- Y. e. 257 – Az Eiram és az E'ronoh közti konfliktust egy szervezet robbantotta ki 100 évvel ezelőtt. Az egész konfliktus mögött a huttok állnak, hogy kiterjeszthessék a befolyásukat a két bolygó rendszerére. A huttok által felbérelt szervezet elrabolja a két szemben álló bolygó vezetőit, akiket a Jedik szabadítanak ki, azonban Simmix Jedi mester az akció során meghal. A kiszabadított vezetők a gyors megbékélést szorgalmazzák.
- Y. e. 252 – Megszületik Innamin
- Y. e. 250 – Megszületik Bell Zettifar.
- Y. e. 250 
  - Megszületik Affie Hollow.
  - Megszületik Reath Silas.
- Y. e. 248 – Megszületik Vernestra Rwoh.
- Y. e. 247 – Bell Zettifar csatlakozik a Jedi Rendhez.
- Y. e. 244 
  - Megszületik Avon Starros.
  - Nihil lovasok megtámadnak egy Hutt csillaghajót a Sedri Minor bolygó felett.
- Y. e. 242 – Megszületik Serj Ukkarian.
- Y. e. 240 – A Jedi Tanács Dez Rydant a Jedi lovag rangjára emelik.
- Y. e. 232 körül
  - Lina Soh főkancellár a Nagy Terjeszkedés időszakát felügyeli, amikkel a Külső Peremvidék a Köztársasághoz csatlakozik. Soh főkancellár felkéri a Jedi Rendet, hogy hozzák létre a Köztársaság határrendszerét. A főkancellár közvetítésével a Quarrenek és a Mon Calamariak megbékélnek.
  - Létrejön néhány hiperűr útvonal a Külső Peremvidék felé, amit főleg a kalandot keresők, és a köztársasági törvények kijátszását keresők veszik ígénybe.
  - A Jedi Rend létrehozza a „Csillagfény jeladókból” álló Galaktikus Határrendszert a Külső Peremvidék sötét zónáiban. A Jedi Tanács számos Jedit a Peremvidéki állomásokra küldenek szolgálni, többek között Avar Kriss mester, vagy Keeve Trennis Jedi lovag is a Csillagfény jeladókon állomásoznak.
  - A Jedi Rend egy előőrséget hoz létre a Külső Peremvidéken található Elphrona nevű bolygón, kincstárként használva számos műtárgyat tárolnak itt. A Birodalom bukása után pár évvel Luke Skywalker, Ben Solo és Lor San Tekka felfedezik a bolygót, ahol Luke megütközik Ren lovagjaival.
  - Eiram és az E'rono bolygó a korábbi köztársasági segítség miatt engedélyeznek egy Csillagfény jeladó építését a rendszerben.
  - Mivel a Jedi Rend és a Köztársaság Csillagfény programja sérti a Nihilek területét, ezért a Nihilek vezetője Marchion Ro harcot hirdet a Köztársaság és a Jedik ellen.
  - A nihilek megtámadnak egy Legacy Run A osztályú moduláris teherhajót, ami megsemmisül a hiperűrben, bekövetkezik a „Nagy Katasztrófa” néven ismert esemény, a hajó törmelékei az egész galaxisban szétrepülve balesetet okoznak. A Köztársaság a Jedikhez fordul segítségért az életmentéshez és a válság megszüntetéséhez.
  - A Nagy Katasztrófa számos Jedinek okoz balesetet, például Reath Silas Jedi Padawannak vagy Vernestra Rwoh Jedi Lovagnak, aki sok más emberrel együtt egy dzsungel holdon reked, miután a szállítóhajójuk megsérül és lezuhannak.
  - A Jedi Tanács Vernestra Rwoht 16 évesen a Jedi lovag rangjára emeli.
  - A Nagy Katasztrófában Ab Dalis bolygó egyik városa megsemmisül és vele együtt 20 millió ember az életét veszti. A túlélők kimenekítésére a Garello Technológia vállalat sietett segíteni. A túlélőket összeszedve éppen elhagyni készülnek a bolygót, amikor a Nihilek megtámadják őket és mindenkit megölnek.
  - Marchion Ro vezetésével a nihilek megtámadják a Trymant 4 bolygót. Lula Talisola Jedi padawan vezetésével egy csoport padawan felveszi a harcot a nihilekkel. A nihilek kirabolják és felgyújtják a bolygó városait, végül elmennek.
  - A San Tekka klán hipertérkutató család, biztosítja a Köztársaságnak a további hiperűrútvonalak létrehozását a Peremvidékre.
  - A nihilek megtámadnak egy Jedi állomást, ami megsemmisül.
  - A Jedi Tanács, Lina Soh főkancellár javaslatára ellentámadást indítanak a nihilek ellen.
  - Kitör a Kur-i csata a Köztársaság és a nihilek között. Marchion Ro eláruja és feláldozza a nihil csapatokat, hogy a köztársaságiak azt higgyék, hogy végeztek az összes nihillel. A csatában rengeteg Jedi megsérül vagy meghal, köztük Jora Malli Jedi mester is az életét veszíti. Marchion Ro a csata közepén elmenekül.
  - Marchion Ro a Kur-i csata után, azonban már nem képes egy egységes nihil sereget összeállítani, csak kisebb nagyobb portyázó csapatokat képes verbuválni.
  - A csata után megrendezik a Csillagfény jeladó ünnepséget, ahol szinte az egész Jedi Rend jelen van, az ünnepségen beszédet mond Lina Soh főkancellár és Yoda Jedi mester is.
  - A Nihilek rajtaütést hajtanak végre Elphron bolygón élő Blythe családon, hogy elrabolva őket a gazdag alderanni rokonaiktól váltságdíjat követelhessenek. A Jedik kiszabadítják a családot, azonban Marchion Ro megöli Ottoh Blythe-t és elfogja Loden Greatstorm Jedi mestert, akit elvisz a bolygóról és bebörtönözi.
  - A Köztársaság meg tiltja a Hutt klánnak, hogy a Köztársaság területén kereskedelmi tevékenységet folytasson, mivel rendszeresen megsértik a köztársasági törvényeket.
  - Sedri Minor bolygón gyerekek tűnnek el nyomtalanul, a kivizsgálásra érkeznek a bolygóra Sskeer, Avar Kriss, Terec és Trennis Jedi mesterek, felfedeznek egy veszélyes érző növényt, amik képesek megszállni és irányítani az embereket. A Drengir megszállja Sskeer Jedi mester elméjét és a segítségével egyesével elkapja a többi Jedit, akiket egy barlangban tart fogva.
  - Klias Teradine egy problémás Jedi Padawan, aki felfedezi a tiltott Bogan gyűjteményt a Jedi Archívumban, ami a Sith ereklyéket tartalmazza, ezért száműzik a Jedi Rendből.
  - Ebben az időszakban válnak aktívvá a Vihar csoportok, a Starros klán, Bardotta pengéje és az Ikrek.
  - Nihil lovasok felégetik a Nelgenam bolygót.
  - A Jedi Tanács tagja Stellan Gios, Ty Yorrick, és padawanja Bell Zettifar összecsapnak egy csapat nihil martalóccal.
  - A Jedik elhagyják az elphronai Jedi állomást.
- Y. e. 200 – Megszületik Csubakka a Kashyyyk bolygón.
- Y. e. 162 – A Con Csillag Bányavállalat bányatelepet hoz létre a Parnassos bolygón.
- Y. e. 131 – A B'ankora faj anyabolygója megsemmisül egy meteorbecsapódástól, a túlélőknek a Köztársaság a Coruscant bolygón kis szentélyt ad a fajnak, amelyet B'ankor-menedéknek hívnak.
- Y. e. 119 – Megszületik Xu Bo.
- Y. e. 116 – Megszületik Kedpin Shoklop a Werma Lesser bolygón.
- Y. e. 112 – Megszületik Li Yu.
- Y. e. 106 – Megszületik Janyor a Garel bolygón.
- Y. e. 104 – Megszületik Dooku testvére Ramil a Serenno bolygón.
- Y. e. 102 
  - Megszületik Dooku a Serenno bolygón, azonban hamarosan az apja Gora gróf felismerve Erő-érzékenységét elhatározza, hogy megszabadul a gyermektől, értesíti a Jedi Rendet, de nem várja meg az érkezésüket, Dookut kiteszi az erdőbe, hogy a vadállatok végezzenek vele. Nem sokkal később megérkeznek a Jedik, akik megmentik Dookut és magukkal viszik.
  - Megszületik Sifo-Dyas a Minashee bolygón.
  - A nagyobb bűnszervezetek között, mint az Ezüst Hajnal Lovagjai, a Jáde Patkányok, a Kék Sárkány és a Vörös Kajszibarack kitör a harc. A harcokból a Kék Sárkány kalózszervezet jön ki győztesként és válik a legerősebb bűnszervezetté a galaxisban.
  - Zhang Jincheng lesz a Tűz nevű űrállomás vezetője, aminek több millió fős lakossága van.
  - Jamie Brasen választják a Begamore bolygó elnökévé. Brasen hatalomra kerüléssel helyet kap a Galaktikus Szenátusban, ahol kivívja a többi szenátor tiszteletét. Brasen engedve a korrupciónak létrehoz egy bűnszervezet, aminek a vezetője lesz. Diktatúrát vezet be és személyi kultuszt épít ki a Begamore-on. A Köztársasági HoloNetet lekapcsolja a bolygón és szigorúan megfigyelteti a lakosságot.
  - Yula Braylon Jedi mester megszüli a fiát Arath Tarrexszot. Yula eltitkolja fiát a Jedi Tanács elől.
- Y. e. 101 
  - Ekkor észlelik utoljára a Loth-farkasokat a Lothal bolygón, kihaltnak hitték egészen Y. e. 1-ig, amikor is Ezra Bridger találkozik a farkasokkal.
  - Megszületik Dooku testvére Jenza a Serenno bolygón.
- Y. e. 99 
  - Wat Tambor megszerzi a Tripla-Zéró protokoll személyiségmátrix, amit egy protokolldroidba helyezve brutálisan képes meggyilkolni az áldozatát. Tambor megijed a mátrixtól és elzárja.
  - Iakar bolygón megkezdi működését a Fabreth Egészségügyi vállalat és csillagközi kereskedésbe kezd.
  - Megszületik Sean későbbi Jedi padawan.
  - Megszületik Zhuang Yuanying.
- Y. e. 94 – Megszületik Nan Heli lánya, Nan Moyou.
- Y. e. 93 – Megszületik Meggone.
- Y. e. 92 
  - Az Ezüst Hajnal Lovagjai megtámadják a másik bűnszervezetet a Kék Sárkányt, a két bűnszervezet összecsapása hosszú ideig tartó háború kezdete.
  - Li Qiong, Nan Moyou szolgálólányaként kezd dolgozni.
  - Brasen elnök megkezdi Begamore körüli pajzs építését, az engedély nélküli érkező vagy távozó hajók ellen.
- Y. e. 91 – Maz Kanata megtalál egy Jedi holokront, amit elrejt.
- Y. e. 90 
  - Arath Tarrex és Dooku rivalizálni kezdenek, Arath gyakran sértegeti Dookut az arisztokratikus modora miatt, ezért „Őexcellenciájának” nevezi. Dookut tanítványának fogadja Yoda mester, míg Arathot nem választják ki, ezért várnia kell egy évet.
  - Dooku megismeri és jó barátja lesz Sifo-Dyas padawannak.
  - A Jedi Tanács három tagja Yula Braylon, Tera Sinube és Yoda, illetve két padawan Sifo-Dyas és Dooku a serennoi fesztiválra utaznak. A fesztivál célja, Serenno és a Köztársaság közti kapcsolat mélyítése. A fesztiválon Gora gróf meghalja Dooku nevét és magából kikelve a gróf nekiesik Yoda mesternek, amiért visszahozta a fiút. Dooku megtudja, hogy Gora az apja, és hogy Ramil és Jenza a testvérei. Később Dooku és Jenza egy kommunikációs eszközzel titokban hosszú évekig fenntartják a kapcsolatot.
- Y. e. 88 
  - Trennis Jedi mester kilép a Jedi Rendből, mivel csalódik benne.
  - Dooku és Sifo-Dyas betörnek a Jedi Archívum lezárt területére, és megtalálják a Sith ereklyéket tartalmazó Bogan-gyűjteményt.
- Y. e. 87 – Zhuang Yuanying csatlakozik az Ezüst Hajnal Lovagjai bűnszervezethez.
- Y. e. 85 – Mostema Jedi mester Seant választja ki a padawanjának.
- Y. e. 84
  - Megszületik Sheev Palpatine a Naboo bolygón.
  - Megszületik Gretz Droom.
  - Megszületik Pell Baylo.
- Y. e. 83 – Ismét nagyobb összecsapásra kerül sor az Ezüst Hajnal Lovagjai és a Kék Sárkány között.
- Y. e. 82 
  - Meghal Anya, Dooku édesanyja.
  - Megszületik Maarva Carassi Andor a Ferrix bolygón.
  - Lene Kostana Jedi mester vezetésével Sifo-Dyas és Dooku padawanokkal egy Sith ereklye után kutatnak az Asusto bolygói fekete piacon. A bolygón csapdát állít a Jediknek a „Hakotei elöljárói” nevű szövetség, hogy egy rituálé keretein belül végezzenek velük. Dooku a fogságból kiszabadul és a szövetség a vezetőjével Erő villámlással végez, majd kiszabadítja a társait.
  - A Jedi Tanács Mostema Jedi mestert és padawanját Seant küldik kivizsgálni a Begamore bolygón lévő diktatórikus helyzetet.
  - Az „Élénkpiros Madarak” nevű kalózbanda meggyilkolja Nan Helit, a Jedi Tanács Mostema Jedi mestert és padawanját Seant küldik kivizsgálni az esetet. A Jedik a Lake 9527 aszteroidán lévő Nan családi villájába érkeznek, amikor a kalózbanda ismét megtámadja a villát. Mostema és a padawanja eltávolodnak egymástól és Sean életét Li Yu az Ezüst Hajnal Lovagjai vezetője menti meg. Sean csatlakozik a bűnszervezethez és elhagyják az aszteroidát.
  - Az Ezüst Hajnal Lovagjai megtámadják és legyőzik a Jáde Patkányokat.
  - A Köztársaság létrehozza az Igazságügyi Osztályt. A helyi konfliktusok kezelésére innen küldik ki a békefenntartókat.
  - Megalakul a Galaktikus Bányászati Szövetség, ami majd később a Birodalom támogatásával több százezer bolygón, holdon és aszteroidán szerez bányászati jogokat.
  - A Köztársaság fénykora véget tér és hanyatlásnak indul meg.

#### Y. e. 82 – 32
- Y. e. 80 
  - Megszületik Qui-Gon Jinn a Coruscant bolygón.
  - Megszületik Ima-Gun Di későbbi Jedi mester.
  - Megszületik Ky Narec későbbi Jedi lovag.
- Y. e. 76 – Megszületik Dannl Faytonni.
- Y. e. 72 – Megszületik Mace Windu a Haruun Kal bolygón.
- Y. e. 69 – Megszületik Rahara Wick a Hosnian Prime bolygón.
- Y. e. 68 
  - Anglang Lehet csatlakozik a Cularin Szindikátushoz.
  - Dooku padawanjának fogadja Qui-Gon Jinnt.
  - Dooku és padawanja Qui-Gon Jinn kideríti, hogy Arath Tarrex ellopta Ketas nagykövetet hivatali pecsétjét, hogy kifizesse a szerencsejátékból származó tartozását, a Jedi Tanács ezért büntetésként a Jedi Archívumba küldi dolgozni. Az ügy utáni nyomozásból kiderül az is, hogy Tarrex édesanyja Yula Braylon Jedi mester a Jedi Tanács tagja. Yula Braylon az ügy után elveszíti helyét a Jedi Tanácsban.
- Y. e. 65 – Megszületik Raddus a Mon Cala bolygón.
- Y. e. 64 – Megszületik Wilhuff Tarkin az Eriadu bolygón.
- Y. e. 62 – Megszületik Cad Bane a Duro bolygón.
- Y. e. 60 
  - Pell Baylo megalapítja a Repülés Képző Intézetet.
  - Megszületik Lemuel Tharsa, későbbi nevén Denetrius Vidian gróf a Corellia bolygón.
- Y. e. 57 
  - Megszületik Obi-Wan Kenobi a Stewjon bolygón. Hat hónappal később felfedezik és a Jedi Templomba viszik.
  - Megszületik Brookish Boon a Sy Myrt bolygón.
- Y. e. 56 – Megszületik Galen Walton Erso a Grange bolygón.
- Y. e. 53 – Megszületik Baze Malbus a Jedha holdon.
- Y. e. 52 – Megszületik Chirrut Îmwe a Jedha holdon.
- Y. e. 51 – Megszületik Orson Callan Krennic a Lexrul bolygón.
- Y. e. 50 
  - Megszületik Babu Frik.
  - Megszületik Réillata a Naboo bolygón.
- Y. e. 49 – Megszületik Zodu Onglo
- Y. e. 47 – Megszületik Lyra Erso az Aria Prime bolygón.
- Y. e. 46
  - Megszületik Mon Mothma a Chandrila bolygón.
  - Megszületik Padmé Naberrie a Naboo bolygón.
  - Megszületik Sabé a Naboo bolygón.
  - Megszületik Antoc Merrick a Virujansi bolygón.
  - Wilhuff Tarkin részt vesz a Q'anah kalóz vezette Senex-Juvex kalózcsoport elleni rajtaütésben.
- Y. e. 45 
  - Megszületik Cikatro Vizago a Devaron bolygón.
  - Megszületik Davits Draven a Pendarr III bolygón.
- Y. e. 44 
  - Megszületik Garazeb Orrelios a Lasan bolygón.
  - Megszületik Pitina Mar-Mas Voor, későbbi birodalmi miniszter.
- Y. e. 43 – Megszületik Lando Calrissian a Socorro bolygón.
- Y. e. 42 
  - Megszületik Gallius Rax a Jakku bolygón.
  - Gora halála után fia Ramil Serenno grófja, a serennoi lakosságot a Köztársaság ellen akarja fordítani azzal, hogy kalózokat és zsoldosokat bérel fel, hogy szállják meg a Serennot, mondván a Köztársaság nem képes megvédeni a bolygót. Testvére Jenza szembe fordul az idősebb bátyával és Dooku segítségét kéri a legyőzésében. Dooku az ellenállási csoporttal legyőzik a megszálló kalózokat és zsoldosokat, majd végez Ramillal. Dooku kilép a Jedi Rendből, Serenno grófjának kiáltja ki magát és titkokban átáll az Erő sötét oldalára, Darth Tyranus néven Darth Sidious tanítványa lesz.
- Y. e. 41 
  - Megszületik Anakin Skywalker a Tatuin bolygón.
  - Megszületik Grogu.
  - Megszületik Rae Sloane a Ganthel bolygón.
- Y. e. 40 
  - Galen Ersot felveszik A Köztársaság Jövője Programba a Brentaal IV-en.
  - Kirames Kajt helyett Skor Kalpana lesz a főkancellár.
  - Qui-Gon Jinn Jedi mester és padawanja, Obi-Wan Kenobi missziót vállal a Pijal bolygón.
  - Mace Windu felajánlja Qui-Gon Jinn-nek a visszavonuló Poli Dapatian Jedi Mester helyét a Jedi Tanácsban, de Qui-Gon Jinn visszautasítja.
  - A Jedi Tanács Eno Cordova Jedi mestert és padawanját, Cere Jundat elküldi az Ontotho bolygóra egy templom feltárására.
  - A Malastare-i csatában Kep-She Jedi mester legyőzi Trench admirálist.
  - Mace Windu megmenti, majd padawanja lesz Depa Billaba.
  - Qui-Gon Jinn elviszi padawanját Obi-Wan Kenobit a Kashyyykra egy Vuki ünnepségre. A trandoshan vadászok megzavarják az ünnepet és elrabolják Jinnt és számos vukit.
  - Yoda megmenti Lo-t, egy Erő-érzékeny gyermeket, egy kalóz csoporttól.
  - Yoda rátalál egy azonosítatlan bolygóra, ahol a helyi harcosok az élő Erővel átitatott kék kövekből merítik az erejüket.
  - Skor Kalpana gyors bukása után, Finis Valorumot választják meg főkancellárnak.
  - A mandalóri polgárháborúban Qui-Gon Jinn és Obi-Wan Kenobi azt a feladatott kapják, hogy megvédjék Satine Kryzet, a pacifista új mandaloriaiak vezetőjét.
  - Megszületik Lor San Tekka.
- Y. e. 39 
  - Padmé Naberrie és édesapja segít Shadda-Bi-Boran bolygó teljes lakosságának átköltöztetésében, mivel a bolygó napja haldoklik. Azonban a túlélők később meghaltak, mivel a kitelepítettek nem tudtak alkalmazkodni az új környezetükhöz.
  - A Kereskedelmi Szövetség támadni kezdi a Kashyyykot és a kolóniáinak világát, ezzel elkezdve egy 20 éves konfliktust a Vukikkal.
- Y. e. 38 
  - Megszületik Wald a Tatuin bolygón.
  - Padmé Naberrie 8 évesen csatlakozik az Fiatal Törvényhozók Egyesületéhez, ez egy politikai gondolkodású fiatalok szervezete.
  - Shmi és Anakin Skywalker a Tatuin bolygóra költöznek, mikor Gardulla, a Hutt megveszi őket. Azonban a Hutt egy fogadásban elveszti a rabszolgákat és oda kell adja őket Wattonak.
- Y. e. 36
  - Megszületik Ahsoka Tano a Shili bolygón.
  - Megszületik Maketh Tua a Lothal bolygón.
  - Orson Krennic és Galen Erso először találkoznak a Brentaal IV-en.
- Y. e. 35 
  - Megszületik Lauren Mel Coelho a Tangenine bolygón.
  - Megszületik Tiaan Jerjerrod a Tinnel IV-en.
  - Megszületik Kaeden Larte.
  - Megszületik Wazellman a Wick 111-en.
- Y. e. 34
  - Padmé Naberrie 12 évesen az Ifjúsági Törvényhozó Programban találkozik Palo Jemabiel, akibe beleszeret.
  - Megszületik Crix Madine a Corellia bolygón.
- Y. e. 33 
  - Megszületik Kanan Jarrus a Coruscant bolygón.
  - Ahsoka Tanot befogadják a Jedi Rendbe, miután Plo Koon Jedi mester felfedezi őt a Shili bolygón.
- Y. e. 32
  - Wilhuff Tarkin lett Eriadu kormányzója, Sheev Palpatine a Naboo szenátorának támogatásával.
  - Megtartják az Eriadu Konferenciát, ahol a Nebula Front a Kereskedelmi Szövetség Igazgatóságának hat tagját megölik, egyedül Nute Gunray alkirályt hagyva életben, illetve merényletet kísérelnek meg Finis Valorum főkancellár ellen. Tarkin kormányzó elősegíti és felgyorsítja a Kereskedelmi Szövetség Naboo-i invázióját.
  - Darth Sidious megbízza Darth Mault, hogy a Kereskedelmi Szövetség flottája elleni kalóz támadásokat szüntesse meg.
  - Eldra Kaitis Jedi padawan a Xrexus kartell fogságába esik, akit Xev Xrexus úrnő árverésen eladja Jee Kra bandavezérnek, Dath Sidious a padawan után küldi Darth Mault, hogy tesztelhesse képességeit egy Jedi ellen. Darth Maul felbérel egy csapat fejvadászt, köztük Cad Banet is, hogy kiszabadítsák a padawant, Drazkel holdjára lezuhanva Darth Maul végez Eldra Kaitisel.
  - Darth Maul a meggyilkolt Jedi, Eldra Kaitis nevét felhasználva létrehozza a Kaitis Kartellt, ezzel kapcsolatokat kezd kiépíteni a bűnözői alvilágban.
  - Darth Sidious elküldi tanítványát a Malachorra, ahol az elesett Sithek hamvai táplálják Darth Maul gyűlöletét a Jedik iránt.
  - Új adó bevezetését javasolja Finis Valorum főkancellár, a 31-814D javaslatot a Köztársaság Galaktikus Szenátusa elfogadja, és a szabadkereskedelmi övezeteket megadóztatják.
  - Padmé Naberrie a trónválasztáson legyőzi az izolacionista Sanandrassa királynőt. Megkoronázzák és ekkor veszi fel az Amidala uralkodói nevet.
  - Padmé Amidala csúcstalálkozót rendez a Naboon, annak reményében, hogy helyreállítsa a kapcsolatot a Chommell-szektor világaival.
  - Sifo-Dyas megjósolja, hogy a Galaktikus Köztársaság egy pusztító háborúval fog szembenézni, ezért szorgalmaz egy köztársasági hadsereg felállítását, a Jedi Tanács többi tagja túl szélsőségesnek tartják elképzeléseit, ezért kizárják a tanácsból. Titokban Dooku gróf tanácsára megrendel egy klón hadsereget a Kamino bolygó klónozóitól a Galaktikus Szenátus nevében.
  - Sifo-Dyas Jedi mestert a Jedi Tanács a Feluciára küldi, hogy rendezze a törzsi vitákat, de ehelyett titokban elmegy Valorum főkancellár asszisztensével Silmannal tárgyalni a Pykeokkal az Oba Diah holdjára. Dooku gróf felbéreli a Pyke-szindikátust, hogy öljék meg a Jedit, lelövik a hajóját a roncsok átvizsgálása után átadják a Jedi mester holttestét Dooku grófnak, Silman túléli a támadást, de a szindikátus bebörtönzi.

#### Galaktikus Köztársaság bukása (Y. e. 32 – Y. e. 19)

##### A klónháborúk előzménye (Y. e. 32 – 22)
- Y. e. 32 
  - Darth Sidious tervei szerint a Kereskedelmi Szövetség blokádolja a Naboo-t, tiltakozva a szenátus azon döntése ellen, hogy megadóztassa a szabadkereskedelmi övezeteket, fokozva ezzel a kereskedelmi vitákat. Finis Valorum főkancellár titokban Qui-Gon Jinnt és Obi-Wan Kenobit küldi el, hogy a Naboo-i válság megoldásának reményében a Kereskedelmi Szövetséggel tervezett tárgyalásokon követei legyenek.
  - Darth Sidious tovább manipulálja a Kereskedelmi Szövetség vezetését, hogy katonai erőket vessenek be a Naboo megszállására.
  - Theedet elfoglalja a Kereskedelmi Szövetség Droid Hadserege és erőszakosan megkezdik a lakosság fogolytáborokba történő elszállítását.
  - A Naboo bolygóról Qui-Gon Jinn és Obi-Wan Kenobi elmenekítik Padmé Amidalát, a megsérült hajó miatt kénytelenek a Tatuin bolygóra menni, ahol találkoznak a rabszolgasorban lévő Anakin Skywalkerrel. Qui-Gon Jinn és Watto fogadást köt Anakin Skywalkerre a fogathajtóversenyen, amit Anakin megnyer, ezzel felszabadul a rabszolgaság alól és a Jedikkel tart a Coruscantra.
  - Ahogy a csapat elhagyni készül a Tatuint, párbaj alakul ki Darth Maul és Qui-Gon Jinn között. A Jedik először találkoznak Sithekkel, mióta a Sitheket közel ezer évvel ezelőtt kihaltnak hitték.
  - A társaság végül a Coruscantra érkezik, hogy a Galaktikus Szenátustól kérjen segítséget a Kereskedelmi Szövetség ellen. A Szenátus a segítség helyett egy vizsgáló bizottság felállítását ajánlja, amit Amidala királynő elutasít és hallgatva Palpatine sugalmazására indítványozza Valorum főkancellár leváltását.
  - Valorum Főkancellárt bizalmatlansági szavazás útján leváltják, a főkancellári posztra három szenátor jelentkezik Ainlee Teem, Bail Antilles és Sheev Palpatine. A nabooiak sorsát együttérzés váltotta ki elfoglalt otthoni világuk iránt, ami Palpatine szenátornak segít győzni és őt választják meg főkancellárnak. Palpatine megüresedett szenátori helyére Oshadam kerül.
  - Padmé Amidala királynő visszatér a Naboora, hogy a saját eszközeivel vegye fel a harcot a megszállók ellen. A két Jedi úgy dönt, továbbra is segítenek neki, így vele tartanak.
  - Miután Amidala királynő titokban a Naboora érkezik, felveszi a kapcsolatot a gunganekkel és közösen szembeszállnak a Kereskedelmi Szövetséggel. Elfogják Gunray helytartót, közben Anakin sikeresen felrobbantja a droidvezérlő hajót, ezzel a droid hadsereg működésképtelenné válik.
  - Párbaj alakul ki Darth Maul és a két Jedi között, Maul leszúrja Qui-Gon Jinnt, Obi-Wan pedig derékban kettévágja Mault és az aknába zuhan.
  - A Jedi Tanács Obi-Wan Kenobit a Jedi lovag rangjára emelik, és lehetővé teszik számára, hogy Anakin Skywalkert kiképezze Qui-Gon Jinn kívánságának megfelelően. Yoda és Windu mesterek rádöbbenek, hogy az eddig kihaltnak hitt Sithek visszatértek.
  - Theedben az emberek és a gunganek küldöttsége együtt ünnepli a megszállók feletti győzelmet.
  - Darth Sidious tudomást szerez Sifo-Dyas klónhadsereg tervéről és Dookuval átveszik a projekt irányítását, Sifo-Dyas nevében. A nabooi invázió után Dooku gróf felkéri Jango Fett fejvadászt, hogy legyen a klónhadsereg genetikai sablonja. Fett 20 millió kreditet és egy nyers klónt kér cserébe.
  - Megszületik Boba Fett a Kamino bolygón, Jango Fett fiaként fejvadásznak kezdi kiképezni.
  - Elkezdik beültetni a klónkatonákba a viselkedésmódosító biochipeket, amik a 66-os klónprotokollt tartalmazzák.
  - Megszületik Han a Corellia bolygón.
  - Megszületik Miara Lart, későbbi lázadó pilóta.
- Y. e. 31 
  - Eltűnik Nuvo Vindi orvos, később szeparatista tudósként jelenik meg ismét Y. e. 21-ben, aki feléleszti a kihalt kék vírust.
  - Lemuel Tharsa a Csillagközi Thorilide Céh ellenőre Shilmer-szindrómával fertőződik meg, miközben a gorsei intrószféra finomítóját vizsgálja.
  - Miara Lart és családja a Raada holdra költöznek.
  - Megszületik Apailana a Naboo bolygón.
  - Megszületik Paodok'Draba'Takat Sap'De'Rekti Nik'Linke'Ti' Ki'Vef'Nik'NeSevef'Li'Kek a Pipada bolygón.
  - Megszületik Qi'ra a Corellia bolygón.
- Y. e. 30 
  - Padmé Amidalát újraválasztják a Naboo királynőjévé.
  - Megszületik Rinnrivin Di, későbbi kartell vezér.
- Y. e. 29
  - Megszületik Hera Syndulla a Ryloth bolygón.
  - A Dallenor bolygón végzett ásatások során felfedeznek egy Jedi holokront, Obi-Wan Kenobit és Anakin Skywalkert küldik a bolygóra, hogy ellenőrizzék és vissza vigyék a Jedi Rendnek. Krypder Riders nevű kalóz banda támad rájuk, akik el akarják lopni a holokront, de végül a Jedik legyőzik őket. Később a két Jedi a lakatlannak hitt Carnelion IV-re utazik, ahonnan egy vészhívást fognak, két frakció háborús konfliktusának a közepéjébe csöppennek. Nem sokkal később megérkezik a Jedi Rend többi tagja, illetve a Galaktikus Köztársaság Igazságügyi Erők flottája és beszüntetik az ellenségeskedést.
- Y. e. 28
  - Padmé Amidala két kétéves ciklust követően távozik a Naboo királynői posztjáról. Réillatát választják királynőnek.
  - Réillata megkoronázása napján az új uralkodó azt kéri, hogy Padmé Amidala vegye át Oshadam helyét a Chommell-szektor szenátoraként. Amidala elfogadja és megkezdi a Naboo küldöttség vezetését a Galaktikus Szenátusban.
  - Egy földrengés súlyosan megrongálja a Bromlarch bolygó vízvezetékrendszerét. A vízvezetékrendszer újjáépítéséhez segítséget nyújt Padmé Amidala, a Naboo szenátora a Középső Peremvidék együttműködési indítványt nyújt be a Galaktikus Szenátusban.
  - Megszületik Ryoo Naberrie, Padmé Amidala unokahúga.
  - Megszületik Bom Vimdin, későbbi zsoldos és csempész.
- Y. e. 27
  - Kijelentik, hogy a Zilloi szörnyeteg kihalt, azonban később a klónháborúk idején a malastare-i csata alatt előbukkan az egyik példány.
  - Megszületik Enfys Nest, később egy lázadó csoport vezetője lesz.
  - Megszületik Enric Pryde, később az Első és a Végső rend parancsnoka.
- Y. e. 26
  - Lyra találkozik Galen Ersoval az Espinar bolygón.
  - Pitina Mar-Mas Voor megházasodik egy szenátorral.
  - Megszületik Cassian Jeron Andor a Kenari bolygón.
  - Megszületik Numa a Ryloth bolygón.
  - Megszületik TK-462 az Eriadu bolygón.
- Y. e. 25
  - Megszületik Bodhi Rook a Jedha holdon.
  - Megszületik Yendor a Ryloth bolygón.
  - A Coruscanton megházasodik Galen és Lyra Erso.
- Y. e. 24
  - Dooku gróf a Raxus-beszédében kijelenti, hogy megalapítja a Független Rendszerek Konföderációját. A bejelentésre csillagrendszerek ezrei hagyják el a Köztársaságot, és csatlakoznak a Konföderációhoz.
  - Megalakul a Szeparatista Szenátus
  - A Galaktikus Szenátus vitát tart a Hadseregről szóló törvényről annak eldöntésére, hogy a Galaktikus Köztársaságnak fel kell-e állítania egy hadsereget vagy sem.
  - Megszületik Chelli Lona Aphra, későbbi régész.
- Y. e. 23
  - Megszületik Dalven Kyrell a Jelucan bolygón.
- Y. e. 22
  - Megszületik Xea, TK-462 testvére.
  - Obi-Wan Kenobi Jedi lovag részt vesz egy Ansioni határvitában.
  - Naboo holdjain a fűszerbányászok sztrájkolnak a nyereség nagyobb hányadáért.
  - A Független Rendszerek Konföderációja és a Kereskedelmi Szövetség meggyilkolni tervezi Padmé Amidala nabooi szenátort. Mivel Amidala a Hadseregről szóló törvény vezető ellenzője. Zam Wesell fejvadász felrobbantja Amidala hajóját, mikor a Coruscantra érkezik, azonban a hajón Amidalának öltözött szolgálólánya, Cordé utazik, aki belehal a támadásba. A támadás miatt Palpatine főkancellár javaslatára a Jedi Tanács Obi-Wan Kenobit és Anakin Skywalkert rendeli Amidala védelmére. Zam Wesell másodjára is megkísérli meggyilkolni a szenátornőt, de ismét kudarcot vall és a két Jedi elfogja, Jango Fett végez a fejvadásszal, hogy ne tudják kihallgatni.
  - Palpatine és a Jedi Tanács a Naboora küldi Amidalát és vele együtt Anakin Skywalkert is. Később Anakin bevallja, hogy szerelmes Amidalába.
  - Anakin egy rémálmában anyját látja szenvedni, Amidalával együtt szülőbolygójára, a Tatuinra siet, hogy megmentse. Megtudja, hogy egy Cliegg Lars nevű férfi megvette, felszabadította és elvette feleségül. A férfi elmondja Anakinnak, hogy anyját egy buckalakó banda rabolta el, megkeresi Shmit, ám mikor rátalál, az a kezei közt hal meg. Dühében lemészárol mindenkit a táborban.
  - Obi-Wan Kenobi a Kamino bolygóra megy, ahol felfedezi a Köztársaságnak készülő klónhadsereget. Itt találkozik Jango Fett fejvadásszal, aki egy rövid kézitusa után elmenekül a Geonosisra, ahová Kenobi követi.
  - Palpatine és jobbkeze, Amedda ráveszik Jar Jar Binks helyettes szenátort, hogy indítványozza a főkancellár rendkívüli jogokkal való felruházását, aki ezután hatalmával élve, elrendeli a Köztársasági Hadsereg felállítását.
  - A geonosiai egyezményt a Szeparatista Tanács egy titkos ülésén ratifikálja.
  - Obi-Wan Kenobit elfogják, miközben a Geonosisról jelentést küld egy hatalmas droidsereg építéséről. Dooku gróf közli Kenobival, hogy a Szenátust egy Darth Sidious nevű Sith Nagyúr irányítja, és több száz szenátort tart a befolyása alatt.
  - Kenobi kiszabadítására a Geonosisra megy Anakin és Amidala, de őket is elfogják és mindhármukat halálra ítélik kémkedés vádjával.
  - A Jedik kiszabadítására a Jedi Tanács több mint 200 Jedit küld a Geonosisra, Yoda pedig a Kaminora utazik, hogy összeszedje a Köztársaság új hadseregét és elvigye a Geonosisra, ezzel kitör és elkezdődik a „klónháborúk”.

##### Klónháborúk (Y. e. 22 – Y. e. 19)
- Y. e. 22
  - Véget ér az ezeréves Nagy Béke időszaka. A klónháborúk az első geonosisi csatával kezdődik.
  - Mace Windu megöli Jango Fettet, amiből Boba Fett a gyűlöletét táplálja a Jedik iránt.
  - Yoda vezetésével megérkezik a Köztársaság Nagy Hadserege, így a harc csatává alakul, a klónok támadása azonban nem akadályozza meg a Szeparatista Tanács szökését.
  - Kicsi Poggle átadja a geonosisiak által tervezett Halálcsillag terveit Dooku grófnak.
  - Dooku grófot a Geonosisról való menekülése közben utoléri Anakin és Obi-Wan Kenobi, de Dooku legyőzi őket egy párbajban, Anakinnak pedig levágja a jobb karját. Megérkezik Yoda, megmenti a két Jedi életét, közben Dooku sikeresen elmenekül és a Coruscantra utazik, hogy odaadja a Halálcsillag terveit Darth Sidiousnak.
  - A csata után Anakin Skywalker és Padmé Amidala titokban házasságot köt a Naboo bolygón.
  - Az első geonosisi csatában rengeteg Jedi veszíti életét, a megmaradt túlélők visszatérnek a Jedi Templomba. A Köztársaság Nagy Hadserege a Coruscanton gyülekezve készülődik a háborúra.
  - A Köztársaság a geonosisi csata győzelmével elfoglalja a Geonosist, bár a bolygót a szeparatista erők egy éven belül visszafoglalják.
  - A szeparatisták megszállják az Onderon bolygót, Ramsis Dendup királyt letartoztatják és a helyére Sanjay Rash-t nevezik ki, ezzel megkezdődik a három évig tartó onderonai polgárháború.
  - Az Antar 4 holdon a gotáli lakosságban megosztottság alakul ki, a Köztársaság hívei és a Független Rendszerek Konföderációhoz csatlakozók között. Roshu Sune szeparatista támogató, terrorista bombatámadásokkal magához ragadja a hatalmat, és a vezetésével az Antar 4 csatlakozik a szeparatistákhoz. A Köztársasághoz hű lakosságot elűzik a holdról, és a gotáliak milliói menekülnek az Atzerri bolygóra. Az Antar 4 egészen a Klónháborúk végéig szeparatista irányítás alatt marad.
  - A Jedi Tanács Mace Windut küldi a Hissrich dzsungel bolygóra, hogy felderítse és megakadályozza a szeparatisták tevékenységét. Windu magával viszi Kit Fisto, Prosset Dibs, és Rissa Mano Jedi mestereket. Dibs látva a Klónháborúkban a Jedik szerepét, kezdi megkérdőjelezni a Jedik békefenntartó és mások védelmére való képességét. Dibs rátámad Windu mesterre, aki legyőzi és a Jedi Tanács elé viszi. A Tanács hazaárulásban bűnösnek találja és halálra ítéli, azonban Windu könyörületet kér a Tanácstól és rehabilitációs munkára küldik a Jedi Könyvtárba. Később Dibs az Erő sötét oldalára áll és a Galaktikus Birodalomban tizedik testvérként, mint Jedi vadász Inkvizítor lesz.
  - Egy konföderációs hajó támadja meg a Köztársaság egyik csapatszállítóját, a szállítóhajó lezuhan a Saleucami bolygóra. A szeparatista harci droidok a roncs után mennek, hogy a túlélőket kivégezzék. Az egyik túlélő Cut Lawquane, aki rájön, hogy nincs esélye a túlélésre, ha katonatársaival marad, ezért dezertál.
  - Jedi lovaggá ütik Anakin Skywalkert, majd Jedi tábornokként megkapja az 501-es légiót és CT-7567 "Rex" klónparancsnokkal vezeti az arantarai csatában.
  - Anakin Skywalker sebet szerez a jobb szeménél.
  - Anakin Skywalker missziót vezet a Benglor bolygóra, hogy kivizsgálja a szeparatista tevékenységet.
  - Csatát vívnak a szeparatisták és Anakin Skywalker vezette köztársasági erők a Corvair szektorban. Skywalker erői Wullf Yularen admirális segítségével felfedeznek és megsemmisítenek egy droidgyárat a Kudo III-on.
  - Plo Koon Jedi tábornok vezetésével a Farkasfalka klónosztag küldetést vezet a Quarmendy bolygóra, a szeparatista Nexus kereskedelmi állomást akarják megszerezni, de Wat Tambor szeparatista vezető megsemmisíti.
  - A szeparatisták ostrom alá veszik a Hisseen bolygót, hogy megszerezzék a rendszert. A Jedi Tanács Obi-Wan Kenobi, Plo Koon és Anakin Skywalker Jedi tábornokokat küldi, hogy megakadályozzák a Hisseen szeparatista kezekbe kerülését. A csata során Kenobi, Koon és Skywalker párbajozik Dooku gróffal és Sith tanítványával, Asajj Ventressel, miután a szeparatisták túszul ejtik a hisseeniai parlamentet.
  - A szeparatisták Whorm Loathsom tábornokkal és Asajj Ventressel el akarják foglalni a Christophsis bolygót, míg Trench admirális 30 hadihajóból álló flottával blokád alá vonja a bolygót, hogy megakadályozza a Köztársaság erőinek beavatkozását, csapdába ejtve ezzel Bail Organa szenátor felmentő seregét. A Köztársaság Obi-Wan Kenobi és Anakin Skywalker Jedi tábornokokat küldi a blokád megszüntetésére és Organa szenátor megsegítésére.
  - Kitör a Christophsisi csata. Trench admirális visszatér, akiről azt hitték, hogy odaveszett a Malastare-i csatában.
  - Anakin Skywalker felrobbantva a szeparatista parancsnoki hajót legyőzi Trench admirálist.
  - Obi-Wan Kenobi és Anakin Skywalker Asajj Ventressel párbajozik, miközben Rex és Cody Ventress kémét keresi.
  - Yoda mester Ahsoka Tano padawant a Christophsisra küldi, hogy Anakin Skywalker tanítványa legyen.
  - Obi-Wan Kenobi elfogja Whorm Loathsom tábornokot, ezzel a köztársaságiak győzelmével véget ér a Christophsisi csata.
  - Asajj Ventress elmenekül a Christophsisról, majd egy rivális űrkalóz bandának álcázva Ziro segítségével elrabolja Jabba fiát, Rottát, azt remélve, hogy a Hutt klán belép a háborúba a szeparatisták oldalán.
  - Jabba a köztársaságiaktól kér segítséget, akik remélik, hogy cserébe megnyitja az általa ellenőrzött hiperűrutakat a köztársasági flotta előtt, amely tetemes előnyhöz juttatná őket a háborúban.
  - Yoda a Christophsisra utazva, Anakint és Ahsokat a Teth bolygóra küldi kiszabadítani Rottát, míg Kenobit a Tatuinra megkötni az egyezséget Jabbával.
  - A Teth bolygón Anakin és Ahsoka kiszabadítja Rottát a szeparatisták kezéből. Ventress előbb Ahsokával, majd Kenobival párbajozik, végül elmenekül a bolygóról.
  - Dooku gróf meggyőzi Jabbát, hogy a Jedik megölték a fiát és vele is végezni akarnak. Padmé Amidala a Coruscanton lebuktatja Zirót, hogy összeállt a szeparatistákkal.
  - A Tatuinra érkezve, Anakin párbajozni kezd Dookuval a sivatag közepén. Ahsoka közben sikeresen eljuttatja Jabba palotájába a fiát.
  - Jabba rájön, hogy Dooku átverte, illetve hogy a nagybátya Ziro segédkezett a fia elrablásában. A megállapodás szerint Jabba a köztársasági flotta előtt megnyitja a hiperűrutakat.
  - A szeparatista erők Wat Tambor vezetésével megtámadják a Ryloth bolygót, ezzel megkezdődik a rylothi csata. A köztársaságiakat Ima-Gun Di Jedi tábornok és Cham Syndulla szabadságharcos vezeti.
  - Bail Organa és Jar Jar Binks szenátorok Toydariára utaznak, azzal a céllal, hogy meggyőzzék Katuunko királyt, hogy tegye lehetővé a segélyszállítmányok küldését a Rylothra. Ezt a Kereskedelmi Szövetség szenátusi képviselője, Lott Dod megakadályozza. Azonban Katuunko király nem hivatalos úton a támogatásáról biztosítja a szenátorokat, így titokban útnak indulnak a segélyszállítmányok.
  - A rylothi csata során elesik Ima-Gun Di Jedi tábornok.
  - Yoda vezetésével egy köztársasági küldöttség megy a Toydariára, hogy Katuunko királlyal tárgyalhasson, azonban Asajj Ventress katonái lelövik Yoda hajóját és egy sereget küld az elfogására.
  - Yoda legyőzi Ventress droidseregét, ezt látva Katuunko király közli Dooku gróffal, hogy Toydaria független rendszere a Köztársaságot választja, a hírre Dooku utasítja Ventresst, hogy ölje meg a királyt, ezt Yoda akadályozza meg, majd Ventress egy elterelő taktikával elmenekül a bolygóról.
  - A Jedi Tanács megbízza Plo Koon Jedi tábornokot, hogy derítse fel és semmisítse meg a szeparatisták titkos fegyverét.
  - Az embregadói csatában a Malevolence csatahajó megsemmisít három köztársasági cirkálót, Plo Koon és Wolffe klónparancsnok túléli a csatát, értük Anakin Skywalker és Ahsoka Tano érkezik megmenteni. Kiderül, hogy a rejtélyes szeparatista hajó nem más, mint Grievous tábornok zászlóshajója, ami ionágyúval van felszerelve. A Jedik sikeresen elmenekülnek a rendszerből, ezzel a Köztársaság tudomást szerez a szeparatista fegyverről.
  - A ryndelliai csatában Grievous tábornok a Malevolence csatahajóval megsemmisíti a köztársasági hajókat, a csatát a szeparatisták nyerik meg.
  - A Kaliida Nebulai csatában Grievous tábornok a Malevolence csatahajóval megtámadja a Köztársaság kórházállomását. A csatahajó ellen Anakin vezetésével egy bombázóraj indul Plo Koon-nal és Ahsoka Tanóval, felrobbantják az ionágyút, ezzel a Malevolence súlyos károkat szenved és visszavonul. Palpatine megtévesztve Padmé Amidalát a Kaliida Nebulai csata közepére küldi, ahol Grievous túszként használná. Kenobi és Anakin átszállnak a Malevolence csatahajóra, hogy kimenekítsék a szenátornőt, Kenobi párbajozik Grievoussal, miközben Anakin átprogramozza a hiperhajtóművet és az Antar holdjának vezeti, ezzel megsemmisül a Malevolence csatahajó. Grievous pedig elmenekül a rendszerből.
  - A mimbani csatában elesik Laan Tik Jedi tábornok.
  - Grievous tábornok inváziót tervez a Kamino bolygó ellen, ezért a rendszert védő Rishi bázist elfoglalja. Cody parancsnok és Rex százados vezetésével a klónok felrobbantják a bázist, ezzel megszűnik az alapjel sugárzása és megérkezik a köztársasági flotta. Grievous visszavonul.
  - A szeparatisták megnyerik a falleeni csatát, megsemmisül a köztársasági flotta.
  - Anakin Skywalker vezetésével a köztársaságiak megnyerik a bothawui csatát. Grievous tábornok elmenekül.
  - A csatában elvész R2-D2, Anakin a keresésére indul, Ahsokával. Grievous is vadászik az R2-es egységre, mivel a droid a Köztársaság összes hadititkát tárolja. Grievous sikeresen megszerzi és a szeparatista kémállomásra viteti a droidot. A Jedik rátalálnak a kémállomásra, ahol Anakin visszaszerzi a droidot, Ahsoka pedig Grievous-szal párbajozik, végül a kémállomást felrobbantják.
  - Rodia kilép a Köztársaságból és csatlakozik a Konföderációhoz, Onaconda Farr Amidalát a bolygóra hívja tárgyalni, majd Nute Gunray utasítására Farr letartoztatja Amidalát. Nute Gunray Rodiára érkezve elrendeli Amidala azonnali kivégzését, életét Jar Jar Binks képviselő menti meg, majd Amidala Farral együtt letartoztatja Nute Gunrayt. Rodia ismét csatlakozik a Köztársasághoz.
  - Megszületik Ketsu Onyo a Shukut bolygón.
  - Megszületik Dhara Leonis az Uquine bolygón.
  - Mina Bonteri férje az Aargonar bolygóra utazva egy szeparatista bázist hozott létre, azonban a Köztársaság megtámadja a bázist és a csatában életét veszti.
- Y. e. 21
  - A köztársasági fogságba került Nute Gunray helytartót, a Jedi Tanács Luminara Unduli Jedi mestert és Ahsokát bízza meg, hogy Coruscantra szállítsák, hogy bíróság előtt feleljen számos háborús bűnéért. Dooku gróf elküldi Asajj Ventresst Gunray kiszabadítására. Ventress párbajba bocsátkozik a két Jedivel, majd egy szenátori testőr százados segítségével sikeresen kiszabadítják Gunrayt.
  - A megszökött Nute Gunray helytartó után Kit Fisto Jedi mester és volt padawanja, Nahdar Vebb megy a Vassek 3 holdra egy nyomkövető alapján. Azonban Gunray nincs a holdon, Dooku gróf csapdát állít a Jediknek, egyenesen Grievous tábornok rejtekhelyére vezeti őket, hogy a tábornokot próba elé állítsa, mivel a gróf kételkedik a hatékonyságában. Grievous megöli Nahdar Vebb Jedi lovagot, Kit Fisto Jedi mester pedig sikeresen elmenekül a holdról.
  - Obi-Wan Kenobi és Anakin Skywalker Dooku gróf nyomára bukkan, és az elfogására készülnek. Dooku menekülés közben lezuhan a Vanqor bolygóra, a két Jedi hajóját eltalálja egy droid harcász, és ők is lezuhannak a bolygóra. Dooku grófot elviszi Hondo Ohnaka kalóz kapitány a Florrumra, ahol túszul ejti. Kenobit és Anakint Ahsoka menti meg a Vangor bolygóról. Hondo váltságdíjat kér a Köztársaságtól a grófért, Obi-Wan Kenobi és Anakin Skywalker a Florrumra utaznak, hogy hitelesítsék tényleg Dooku van fogságban. A hitelesítés után Palpatine főkancellár útnak indítja Kharrus és Binks szenátorokat a váltságdíjjal.
  - Hondo Obi-Wan Kenobit és Anakin Skywalkert is fogságba veti, hogy értük is váltságdíjat kérjen. A Florrumra érkezve a kalózok lelövik a diplomata hajót és meghal Kharrus szenátor. Binks szenátornak köszönhetően az áramellátás megszűnik a kalózok bázisán, ezzel Dooku gróf sikeresen megszökik a Florrumról. A két Jedi is kiszabadul, nem tartóztatják le Hondót, amiért tisztelni kezdi a Jediket.
  - A Quell csatában Aayla Secura Jedi Tábornok segítséget kér Anakin Skywalkertől, Secura megmentése közben Anakin súlyosan megsebesül, életét Ahsoka menti meg. A csatából menekülve kényszerleszállást hajtanak végre a Maridun bolygón. A csatát a szeparatisták nyerik meg.
  - A Jedik segítséget kérnek a helyi Lurmen telepesektől Anakin meggyógyításra, akik segítenek. A Maridun bolygóra egy szeparatista szállítóhajó érkezik, Lok Durd tábornok vezetésével, hogy tesztelhesse a szeparatisták új fegyverét. A szeparatisták megtámadják a Lurmen falut, amit a Jedik sikeresen megvédenek, Anakin megsemmisíti az új fegyvert és elfogja Lok Durd tábornokot.
  - Obi-Wan Kenobi és Anakin Skywalker Orto Plutonia bolygóra utaznak a Pantora két vezetőjével, hogy kivizsgálják, mi történt a helyi klónbázissal. A Jedik felfedezik, hogy a bolygó nem lakatlan, hanem értelmes lények, a Talzók lakják, ezzel Orto Plutonia nem lehet Pantora protektorátusa. Chi Cho Plutonia államelnöke továbbra is ragaszkodik ahhoz, hogy Orto Plutonia Pantora protektorátusa legyen, ezért háborút hirdet a Talzók ellen. A Talzók megtámadják Chi Cho államelnök konvoját, a támadásban halálos sebet kap az államelnök, Chuchi szenátor még időben érkezve közli az államelnökkel, hogy a Nemzetgyűlés felmentette tisztségéből, és a szenátornő felhatalmazást kapott a béketárgyalások megkezdésére a Talzókkal. Nem sokkal rá Chi Cho belehal a sérülésébe. Chuchi szenátor Pantora nevében elismeri Orto Plutonia bolygó függetlenségét.
  - Amidala és Jar Jar Binks képviselők a Naboora utazva felfedezik a 10 évvel ezelőtt eltűnt Nuvo Vindi orvos titkos szeparatista laboratóriumát. Vindi a kihalt Kék Árnyék Vírust újjáélesztette, és a szeparatisták biofegyverként akarják bevetni. Kenobi, Anakin és Ahsoka a Naboora utazva betörnek Vindi laborjába, megmentik a képviselőket, hatástalanítják a bombákat és elfogják Nuvo Vindi szeparatista orvost. Egy elrejtőzött droid kiengedi a vírust a laborban, Amidala és Ahsoka megfertőződnek, Ahsoka lezárja a létesítményt. Kenobi és Anakin elutaznak a Iego bolygóra a vírus ellenszeréért, amit sikeresen megszereznek és megmentik a fertőzötteket.
  - A Ryloth bolygót Wat Tambor egy éve drákói szigorral irányítja, a Szenátus támadást rendel el Ryloth felszabadítására. Anakin és Ahsoka nagy veszteségek árán, de sikeresen áttöri a szeparatista blokádot. Windu és Kenobi Jedi tábornokok megindítják a szárazföldi támadást a szeparatisták ellen, Kenobi a falvakat és városokat szabadítja fel, míg Windu a főváros, Lessu ellen vonul. Windu felkeresi és szövetségre lép az ellenállás vezetőjével Cham Syndullával és együtt támadják meg a fővárost. Felszabadítják a fővárost és vele együtt egész Rylothot, Windu mester pedig elfogja Wat Tambort.
  - A szeparatisták megnyerik a felucai csatát, a köztársaságiak elhagyják a bolygót.
  - Darth Sidious felbérli Cad Bane fejvadászt egy Jedi holokron ellopására a Jedi Templom Archívumából. Bane felkutatja és elfogja Bolla Ropal Jedi mestert, aki az Erőre érzékeny gyermekek, azaz a leendő Jedik névsorát tartalmazó memóriakristály őrzője. Ropal nem segít kinyitni a holokront, ezért Bane halálra kínozza, később Bane elfogja Ahsokát és vele kényszeríti Anakint, hogy nyissa ki a holokront. Bane sikeresen elmenekül a holokronnal, Darth Sidious négy Erő-érzékeny gyermeket kér a Mustafari bázisra, hogy rajtuk kísérletezhessen. Anakin és Ahsoka időközben elfogják Bane-t, ezért a négyből csak két gyermeket tud leszállítani. A Mustafarra utazva a Jedik megmentik a két gyermeket. Windu és Kenobi mesterek visszaszerzik a holokront, közben Bane-nek ismét sikerül elmenekülnie.
  - A Felucia bolygón Kenobi, Anakin és Ahsoka sikeresen megvédenek egy földművesfalut Hondo Ohnaka kalózbandájától.
  - A szeparatisták megtámadják a Malastare bolygót, hogy a köztársasági hadsereg üzemanyagellátása elakadjon. Palpatine főkancellár engedélyt ad, hogy bevessék a Köztársaság legújbb fegyverét, az elektron-proton bombát, ezzel a Köztársaság Windu és Skywalker Jedi tábornokok vezetésével megnyeri a malastarei csatát, amely a klónháborúk egyik legvéresebb ütközete volt.
  - Az elektron-proton bomba ledobása után felébred az utolsó Zilloi szörnyeteg, amit Y. e. 27-ben kihaltnak hittek. Anakin javaslatára sikerül elaltatni a szörnyeteget, majd Palpatine kérésére a Coruscantra szállítják, hogy az áthatolhatatlan páncélját tanulmányozzák. Palpatine megparancsolja Sionver Boll doktornak a lény megölését, azonban a lény megszökik és meg akarja ölni Palpatine főkancellárt, amiért elrendelte a megölését. A Szenátus tetején mérgező gázbombákkal végül megölik a Zilloi szörnyeteget.
  - Anakin vezetésével a Köztársaság megnyeri a Dorini csatát.
  - Padmé Amidala szenátor kémkedéssel tudomást szerez Dooku gróf új droidgyáráról a Geonosison. A köztársasági hadsereg Kenobi, Anakin és Ki-Adi-Mundi Jedi tábornokok vezetésével megtámadja a Geonosist, hogy megsemmisítsék a Kicsi Poggle vezette droidgyárakat, ezzel elkezdődik a második geonosisi csata. A Jedi Tanács a Geonosisra küldi segíteni Luminara Unduli Jedi mestert és padawanját, Barriss Offeet. A Geonosison a Jedi mesterek Ahsokát és Barrisst küldik a legnagyobb droidgyár főreaktorának a felrobbantására, ami végül sikerül és ezzel megsemmisül a droidgyár.
  - Obi-Wan Kenobi és Luminara Unduli Jedi tábornokok külön hadműveletet indítanak Kicsi Poggle szeparatista vezér elfogására. Luminara rábukkan Nagy Karina királynőre, aki kaptárelméjével képes volt harcba küldeni halott geonosisi katonáit. Luminárát elfogja Poggle és Karina királynő elé viszi a Progate templom alatti katakombákba. Kenobi és Anakin kiszabadítja Luminárát, elfogják Poggle-t és a barlangtermet tartó oszlopok ledöntésével a klónkatonák megölik Karina királynőt, ezzel véget ér a második geonosisi csata.
  - Palpatine főkancellár bemutatja a Dooku gróftól kapott Halálcsillag terveit a Köztársaság Stratégiai Tanácsadói részlegének, amelynek többek között Orson Krennic hadnagy a tagja. Titokban korlátlan finanszírozással kezdik meg a harci állomás előkészületét, attól tartva, hogy a szeparatisták hasonló fegyvert fejlesztenek.
  - Mace Windu Jedi mester sikeresen megvédi a Dantooine bolygót a szeparatisták támadásától, azonban egészségügyi készletek szállítására kér segítséget, amivel Ahsoka és Barriss padawanokat bízzák meg. A Geonosisról elutazva a szállítóhajó fedélzetére felkerülnek parazita férgek, amik megfertőzik a klónokat és Barriss Offee padawant is. Ahsoka, Anakin tanácsára lehűti a szállítóhajó hőmérsékletét, amitől elpusztulnak a férgek.
  - Grievous tábornok megtámadja és elfogja Eeth Koth Jedi tábornokot. Anakin és Adi Gallia Jedi tábornokok sikeresen kiszabadítják Kothát, közben Kenobi párbajban legyőzi Grievous tábornokot, akinek sikerül a Saleucami bolygóra menekülnie. Kenobi követi Grievoust a bolygóra, Rex századost felderítés közben egy kommandós droid súlyosan meglövi, ezért a többi klón egy helyi farmra viszi, ahol később kiderül, hogy a helyi farmer Cut Lawquane, egy dezertált klónkatona az első geonosisi csatából. Rex segít megvédeni Cut családját egy csapat kommandós droidtól, illetve nem jelenti a dezertálását. Kenobi megütközik Grievous-szal, akinek ismét sikerül elmenekülnie.
  - A Halálőrség Dooku gróf segítségével meg akarja dönteni Satine Kryze hercegnő pacifista rezsimét. A Halálőrség bombatámadást hajt végre a Mandalore fővárosában, Sundariban. Kenobi, Satine hercegnővel a Concordia holdra utazik, hogy kivizsgálja a Halálőrség tevékenységét. Kenobit elfogja a Halálőrség, de Satine kiszabadítja. Kiderül, hogy a Halálőrség vezetője a Concordia kormányzója, Pre Vizsla, és ő birtokolja a Sötét Szablyát.
  - A Coruscant felé haladva a Coronet fedélzetén Satine hercegnő ellen sikertelen merényletet követ el Tal Merrik, Mandalore szenátora, lebukása után túszul ejti Satine hercegnőt, de Anakin megöli a szenátort.
  - A Halálőrség egy bérgyilkost küld a Coruscantra, hogy végezzen Satine hercegnővel, de kudarcot vall és elmenekül. Satine hercegnőnek sikerül megőríznie Mandalore semlegességét a Szenátusban, ezzel megakadályozta a Halálőrség tervét, hogy a köztársasági csapatok bevonulásával kitörjön a forradalom.
  - Boba Fett klónkadétnak kiadva magát az Endurance fedélzetén merényletet kisérel meg Mace Windu Jedi tábornok ellen, amiért az első geonosisi csatában megölte apját, Jango Fettet. A sikertelen merénylet után Boba szétlövi az Endurance hajtóművét, majd Aurra Sing fejvadász segítségével elmenekül. A zuhanó hajón marad Kilian admirális és néhány embere, a felkutatásukra indul Windu és Anakin. Boba Fett a hajóroncsban újabb csapdát állít Windunak, a Jedik túlélik a robbanást, de a roncsok közé szorulnak. Anakin R2-D2-t elküldi, hogy hívjon segítséget. A két Jedi életét Plo Koon és Ahsoka menti meg. Boba társa, Aurra Sing túszul ejti Kilian admirálist és két emberét, hogy elfogják Windut. Windu helyett, Plo Koon és Ahsoka megy a katonák kiszabadítására a Florrumra. Kilian admirálist és a társát kiszabadítják, Boba Fettet pedig elfogják és a Coruscantra szállítják.
  - Mandalore semlegességét megőrizve elszigetelődik és elharapódzik a korrupció, Satine hercegnő Padmé Amidala segítségét kéri, hogy kérjen segítséget a Jedi Tanácstól. A Tanács Ahsokát küldi a Mandalore-ra, aki kideríti, hogy Almec miniszterelnök a titkosszolgálat segítségével létrehozta a feketepiacot. Almec őrizetbe veszi Satine hercegnőt, de Ahsoka kiszabadítja és elfogja Almec miniszterelnököt, Satine börtönbe záratja.
  - Ziro a Hutt felbéreli Aurra Sing fejvadászt, hogy ölje meg Padmá Amidala szenátort, amiért börtönbe záratta. Amidala az alderaani menekültügyi konferenciára tart, ahova elkiséri Ahsoka Jedi padawan, akinek látomásai vannak a támadásról. A konferencián többek között jelen vannak Bail Organa és Mon Mothma szenátorok is. Ahsoka kétszer is megmenti Amidala életét, majd elfogják Ausrra Singet és a Coruscantra viszik.
  - Grievous tábornok és Asajj Ventress megtámadja a Kamino bolygó fővárosát, Tipocát, hogy megszerezzék a klón DNS mintát. A védekezést Kenobi, Anakin és Shaak Ti Jedi tábornokok vezetik. Kenobi megütközik Grievous tábornokkal, aki elmenekül. Ventress megszerzi a DNS-t, de Anakin visszaveszi tőle és Ventress is elmenekül, köztársasági győzelemmel véget ér a kaminói csata.
  - A Kereskedelmi Szövetség blokád alá vonja a Pantora holdat, hogy kikényszerítse a csatlakozását a szeparatista szövetséghez. A nyomás növelése érdekében Papanoida Pantora új elnökének lányait elrabolják. Chi Eekway Papanoidát, Ahsoka és Chuchi szenátor a Pantorát blokád alatt tartó hajóról szabadítják ki, míg a másik lányt, Che Amanwe Papanoidát az apja és bátya a Tatuinról. A pantorai blokádot feloldja a Kereskedelmi Szövetség.
  - A Hutt klán felbéreli Cad Bane fejvadászt, hogy szabadítsa ki a coruscanti börtönből Zirót, a Huttot. Bane elrabolja C-3PO-t és R2-D2-t, hogy megszerezze a Szenátus tervrajzát. Bane, a nemrég kiszabadult Aurra Sing és két fejvadász betörnek a Szenátusba és több szenátort túszul ejtenek, köztük Padmé Amidalát, Bail Organát. Philo szenátort az ellenállása miatt megöli Bane. Bane a túszokkal kizsarolja Palpatine-ból a kegyelmi utasítást Ziro számára. Anakin kiszabadítja a szenátorokat, míg Bane és csapata Zirót szabadítja ki és a Nal Hutta bolygóra viszik, ahol a Hutt klán bebörtönzi.
  - A Jedi Tanács megbízza Obi-Wan Kenobit és Quinlan Vos Jedi tábornokokat, hogy kutassák fel és vigyék vissza a Coruscantra Zirót, de elkésnek. Ziro, Sy Snootles segítségével a Hutt klán fogságából kiszabadul és a Teth bolygóra utazik, hogy az apja sírjából magához vegye az elrejtett holonaplót, amiben a Hutt klán számos bűncselekménye szerepel, Sy Snootles Jabba parancsára megöli, majd a holonaplót visszaadja Jabbának.
  - Amidala felveszi a kapcsolatot Mina Bonteri szeparatista szenátorral, megbeszélést akar folytatni a Galaktikus Köztársaság és a Konföderáció közötti béke kezdeményezéséről. A Konföderációs Szenátus Bonteri javaslatára megszavazza a békeindítványt. Grievous terrortámadást hajt végre Coruscanton a központi áramelosztó központban, ezután a Köztársasági Szenátus megszavazza a banktörvény liberalizálását, ezzel utat nyit a további fegyverkezés és a háború kiterjesztése előtt. Dooku gróf megöleti Bonterit, majd úgy állítva be, hogy a köztársaságiak végeztek vele, visszavonatja a szeparatisták békeindítványát.
  - Sabine Wren megszületik a Krownest bolygón.
  - Jyn Erso megszületik a Vallt bolygón.
  - Dooku gróf felbérli Robonino és Chata Hyoki fejvadászokat, hogy félemlítsék meg az új klónok vásárlásáról szóló indítvány leszavazásra hajlandó szenátorokat, illetve Dooku utasítja a fejvadászokat, hogy öljék meg Amidalát, de nem járnak sikerrel és letartóztatják őket, amikor megtámadják Bail Organa szenátort.
  - Lolo Purs tanácsadó meggyilkolja Onaconda Farr szenátort, amiért elárulta a Köztársaságot és egy kis időre átállította Rodiát a szeparatistákhoz, később Mee Deechi szenátort is meggyilkolja. Lolo a gyilkosságokat Halle Burtoni szenátorra próbálja kenni, de Amidala lebuktatja és letartoztatják.
  - A Szenátus Amidala klóngyártás beszüntetésének javaslatát leszavazta, és helyette megszavazta Halle Burtoni javaslatát, hogy a Köztársaság rendeljen további öt millió klónkatonát.
- Y. e. 20
  - Orson Krennic vezetésével a köztársasági fogságban lévő Kicsi Poggle segítségével elkezdődik a Halálcsillag építése a Geonosis felett.
  - Darth Sidious utasítja Dooku grófot, hogy ölje meg tanítványát, Asajj Ventresst. A szeparatista parancsnoki hajón párbajozik Kenobi és Anakin Ventressel, mikor Dooku utasítást ad a hajó felrobbantására. Ventress és a két Jedi elmenekül a hajóról, miközben Dooku halottnak hiszi Ventresst. A Sullusti csatát megnyeri a Köztársaság.
  - Ventress a Dathomira menekül, és segítséget kér Talzin anyától a bosszújához. Ventress két éjnővér segítségével megtámadja Dooku grófot, de nem sikerül megölniük.
  - Talzin anya felkeresi Dooku grófot, hogy a segítségét ajánlja egy új likvidátor találásában. Ventress kiválasztja az éjfivérek közül Savage Opresst, majd Talzin anyja felerősítve az erejét az éjnővéreket szolgálja. Opress Dooku szolgálatában utasítja, hogy támadja meg a Devaroi Jedi templomot. Opress megöli Halsey Jedi mestert és a padawanját.
  - A Devaroi mészárlás után a Jedi Tanács Kenobit és Anakint a Dathomira küldik, hogy találják meg a gyilkost. Dooku utasítja Opresst, hogy utazzon el Toydariára és hozza el neki élve Katuunko királyt. Talzin anya segít a Jediknek megtalálni Opresst és elárulja, hogy a Toydarián találják meg. Opress párbajba bocsátkozik a két Jedivel, közben megöli Katuunko királyt és a holttesttét elviszi Dooku grófnak. Ventress és Opress megtámadják Dooku grófot, de nem bírják legyőzni és elmenekülnek.
  - Opress Dathomira menekül, ahol Talzin anya közli vele, hogy a fivére, Darth Maul él és elküldi, hogy kutassa fel.
  - Az Erő ura, az Atya egy 2000 éves Jedi, vészjelzést küld a mélyűrből. A Jedi Tanács Kenobit, Anakint és Ahsokát küldi a rejtély kiderítésére. A három Jedi Mortison az erő urainak birodalmában találják magukat. Az Atya egy próbatétellel rájön, hogy Skywalker a kiválasztott, és hogy képes fenntartani az Erő egyensúlyát a két gyermeke között, ha az Atya meghal. Az egyre gyengülő Atya megkéri Anakint, vegye át a helyét és tartsa egyensúlyban az Erőt, de Anakin visszautasítja. A Fiú megöli a Lányt, ezzel felborul az Erőegyensúly az univerzumban, ahogy erősödik a Fiú, úgy erősödnek a Sithek. A Fiú megmutatja Anakinnak a jövőjét és megtudja, hogy Darth Vader Sith nagyúr lesz, majd maga mellé állítja Anakint, később az Atya kitörli Anakin emlékeit. Anakin megöli a Fiút és az Atya is meghal, az Erő urainak a halálával visszaáll az Erőegyensúly a Mortison és az univerzumban.
  - A szeparatisták elfogják Even Piell Jedi mestert, aki fontos adatokat tud a titkos hiperűrbeli Nexus útról. A szeparatisták a Lola Sayu bolygón lévő Citadella börtönbe zárják Wilhuff Tarkin kapitánnyal együtt. Kiszabadítására Kenobi, Anakin és Ahsoka indul el, bejutnak a börtönbe kiszabadítják Piell mestert és a tiszteket. A börtönparancsnok Osi Sobeck üldözőbe veszi a menekülőket, menekülés közben Piell mester meghal és átadja a Nexus adatait Ahsokának. Sobeck megtámadja Tarkint, de Ahsoka megöli a börtönparancsnokot. Plo Koon Jedi tábornok vezetésével kimenti a menekülőket a Lola Sayu bolygóról. Ekkor találkoznak először egymással Anakin Skywalker és Wilhuff Tarkin.
  - A második feluciai csatát megnyeri a Köztársaság, a harcok során Ahsokát elfogja egy trandoshani vadászcsapat. Wasskah holdra viszik, ahol több elrabolt Jedi padawanra vadásznak. A padawanok mellett a trandoshanok elfogták Csubakkát is, szövetkezve segélyhívást indítanak a közeli Kashyyykra és ellentámadást indítanak a trandoshanikok ellen. Tarfful tábornok vezetésével megérkeznek a vukik és segítenek legyőzni a trandoshani vadászcsapatot.
  - Riff Tamson meggyilkolja Mon Cala uralkodóját, Yos Kolinát, az utódját Lee-Char herceget, azonban nem fogadják el a quarrenek és kitör a polgárháború a quarrenek és a mon calamariak között. A quarrenek Tamson vezetésével és a szeparatista támogatással megtámadják és legyőzik a mon calamariakat, a herceget Fisto, Anakin és Ahsoka bújtatja. A Jedi Tanács a gunganektől kér segítséget, akik a mon calamariak oldalán belépnek a polgárháborúba. Elfogják Lee-Char herceget és Tamson elrendeli az azonnali kivégzését, azonban ez nem sikerül, mert a quarrenek átállnak a mon calamariak oldalára. Gial Ackbar kapitány vezetésével ellentámadást indítanak a mon calamariak, quarrenek és a gungenek, a szeparatista droid hadsereg ellen. Lee-Char herceg megöli Riff Tamsont, majd a mon calamariak és a quarrenek uralkodójává koronázzák.
  - Rish Loo gungeni miniszter szövetkezik Dooku gróffal és befolyásolja Lyonie gungen királyt, hogy támadja meg a felszíniek fővárosát, Theedet a szeparatisták támogatásával. A Naboora érkezik Amidala és Anakin, hogy elejét vegyék a harcoknak, Anakin megtöri Loo befolyását Lyonie felett. Rish Loo lebukása után elmenekül, Anakin pedig üldözőbe veszi. A Naboora érkezik Grievous tábornok, Roos Tarpals gungen tábornokot megöli Grievous, de a gungeneknek sikerül elfogni a szeparatista tábornokot. Anakin Rish Loo minisztert üldözve csapdába rohan, Dooku gróf megöli Rish Loot és elfogja Anakint. Dooku gróf a két fogoly kicserélésében állapodik meg Amidala szenátorral.
  - Wolffe klónparancsnok vezetésével a 104. zászlóalj az Aleen bolygóra utaznak, hogy humanitárius segítséget nyújtsanak a földrengés sújtotta lakosságnak, a klónokkal tart C-3PO és R2-D2.
  - Grievous tábornok vezetésével a szeparatisták megtámadják Adi Gallia Jedi tábornok vezette köztársaságiakat, a szeparatisták megnyerik a patitite pattunai csatát, Gallia pedig fogságba kerül. Nem sokkal később Plo Koon Jedi tábornok küldetést indít Adi Gallia kiszabadítására és Grievous elfogására. Plo Koon sikeresen kiszabadítja Galliát, de Grievous elmenekül.
  - Az Umbara köztársasági inváziója során, Anakain 501-es légiójának az irányítása, átmenetileg Pong Krell Jedi tábornokhoz kerül. Krell öngyilkos taktikája nagy vérveszteséget okoz a légiónak, ezért a klónok lassan ellene fordulnak. Rex százados vezetésével elfogják a Jedi tábornokot, aki bevallja, hogy már nem szolgálja a Köztársaságot és a Jedi Rendet, célja hogy Dooku gróf tanítványa legyen. A klónok elhatározzák, hogy megölik, mert ha az umbaraiak kiszabadítják, Krell elárulja a köztársasági katonai titkokat a szeparatistáknak. Rex százados helyett azonban Dogma nevű klón katona végez a Jedi tábornokkal. Az umbarai csatát a Köztársaság nyeri meg, Kenobi vezetésével.
  - Dooku gróf, Darts D'Nar a Zygerriai Rabszolgatartó Birodalom képviselőjével a Kiros bolygóra utazik. A togrutai népet rabszolgasorba taszítják és elhurcolják őket. Kenobi, Anakin és Ahsoka a togrutai népet kutatva, titokban a rabszolgatartó Zygerria bolygóra utaznak, de elfogja őket Miraj Scintel királynő. Dooku gróf is a Zygerria bolygóra utazik és utasítja Scintel királynőt, hogy ölje meg az elfogott Jediket, de a királynő nem megölni akarja őket, hanem rabszolgává tenni, ezért Dooku gróf megöli a királynőt. Anakin, Ahsoka és Plo Koon Jedi mester kiszabadítják Kenobit és a togrutai népet a fogságból.
  - A Köztársaság és a Konföderáció közti háború befejezésének érdekében tárgyalásokat szerveznek a Mandalore bolygón Satine Kryze királynő palotájában, a Köztársaságot Padmé Amidala, Mon Mothma és Bail Organa szenátorok képviselik, míg a Konföderációt Voe Atell, Amita Fonti és Bec Lawise szenátorok. A tárgyaláson megjelenik Lux Bonteri, aki közli, hogy édesanyját Mina Bonterit Dooku gróf ölette meg, a tárgyalások ezzel félbeszakadnak. A szeparatista hajóra szállítva Bonterit, Dooku gróf utasítja a droidokat, hogy öljék meg. Életét Ahsoka menti meg, majd elmenekülnek. A Carlac holdra mennek Pre Vizsla vezette Halál Őrséghez, hogy Bonteri segítséget kérjen Dooku gróf megöléséhez. A halál őrök rájönnek, hogy Ahsoka egy Jedi, Pre Vizsla a Sötét Szablyával megütközik vele, majd Bonterivel elmenekülnek a holdról.
  - Moralo Eval kiterveli Palpatine főkancellár elrablását, azonban elfogják és a Coruscanti börtönbe zárják. A Jedi Tanács saját tervet eszel ki, hogy kiderítsék, hogy akarják elrabolni a főkancellárt. Kenobi eljátssza a saját halálát, majd az arcátalakító programmal Rako Hardeen nevű fejvadász alakját veszi fel. A börtönben Eval bizalmába férkőzik és Cad Bane fejvadásszal hárman megszöknek a börtönből. A Serenno bolygóra utaznak, itt Dooku gróf egy tornát rendezz Evallal a fejvadászok számára, hogy kiválasszák a legjobbakat, a főkancellár elrablásához. A tornát öt fejvadász éli túl, Dooku Bane-t teszi meg a csapat vezetőjévé és elindulnak a Naboo bolygóra, ahol Palpatine főkancellár egy ünnepségre érkezik. Kenobi megakadályozza Palpatine elrablását, Anakin visszakíséri a főkancellárt a palotába, ahol Dooku várja őket. Anakin és Dooku párbajoznak, majd végül a főkancellár nélkül elmenekül Dooku a Nabooról.
  - Asajj Ventress visszatér az Éjnővérekhez a Dathomirra, Dooku gróf ezt megtudva utasítja Grievous tábornokot, hogy írtsa ki a boszorkányokat. Grievous és Ventress párbajozik, miközben Dooku gróf haldoklik Talzin anya varázslatától. Ventress elmenekül a csatából, Grievous megtöri Talzin anya varázslatát, ezzel Dooku megmenekül. Kiirtják az Éjnővéreket, csak Ventress és Talzin anya élik túl a harcokat, ezzel a dathomiri csatát megnyerik a szeparatisták.
  - Asajj Ventress a peremvidékre menekül a dathomiri csata után, fejvadásznak áll és belép Boba Fett csapatába. Küldetést vállalnak a Quarzite bolygón, amit sikeresen teljesítenek, majd Ventress elhagyja a csapatot.
  - Savage Opress megtalálja az elfeledett Sith Nagyurat Darth Mault a Lotho Minor bolygón. Maulnak elborult az elméje, ezért Opress a Dathomirra viszi, ahol Talzin anya visszaállítja Maul józan eszét és emlékeit, illetve új kibernetikus lábakat ad neki. Yoda közli Kenobival, hogy Darth Maul életben van. Maul és Opress a Raydonia bolygóra utaznak, ahol kiirtanak egy helyi települést, ezzel jelezve Kenobinak, hogy utazzon el Raydoniára és küzdjön meg vele. Ventress elfogadja Opressre tűzött vérdíjat, ezért ő is a Raydoniára utazik, hogy megölje Opresst. Maul és Opress elfogják Kenobit és még mielőtt kivégeznék, Ventress megmenti Kenobi életét, négyes párbaj alakul ki, de a két Éjfivér erősnek bizonyulnak, így Kenobi és Ventress elmenekülnek.
  - Y. e. 22-ben kezdődő onderonai polgárháborúban a helyi lázadók a Jedi Tanácstól kérnek segítséget a szeparatisták és Rash király ellen. A Jedi Tanács Kenobit, Anakint és Ahsokat küldi el megfigyelőnek és kiképzőnek. A Jedik kiképzik a lázadókat, köztük Lux Bonterit, Steela Gerrerat és Saw Gerrerat. A lázadók bejutnak a fővárosba Izizbe és támadásokat indítanak a szeparatista csapatok ellen, a lázadók megválasztják vezérüknek Steela Gerrerat. A lázadók megmentik Ramsis Dendup volt királyt a kivégzéstől és a kiszabadításával elkezdődnek a zavargások a nép körében a szeparatistákkal szemben. A Jedi Tanács továbbra sem segíthet, ezért Anakin a Florrumra utazik és megbízza Hondo Ohnaka kalóz kapitányt, hogy szállítson fegyvereket az Onderon bolygóra a lázadók megsegítésére. A lázadók legyőzik a szeparatista csapatokat, a harcokban meghal Steela Gerrera. Dooku gróf utasítja Kalani tábornokot a visszavonulásra, a tábornok megöli Sanjay Rash királyt, ezzel véget ér a polgárháború, újra Dendup lesz a király és csatlakozik a Köztársasághoz.
  - A Jedi Rend hat ifjonca Ahsoka vezetésével az Ilum bolygóra utaznak, ahol egy próba keretén belül sikeresen megszerzik a kyber kristályaikat. A visszaúton Hondo Ohnaka bandája megtámadja a Jediket, hogy ellopják a kyber kristályokat, Ahsoka elűzi a hajóról a kalózokat, de közbe fogságba kerül és a Florrumra hurcolják. A Jedi ifjoncok Ahsoka után mennek és sikeresen kiszabadítják. Grievous tábornok megtámadja és legyőzi Kenobi flottáját, ezzel a Florrumot is magába foglaló Sertar szektort elveszítik a köztársaságiak. Dooku gróf a múltbéli sérelmeiért Grievoust a Florrumra küldi és fogságba veti Hondo Ohnakát. A Jedik kiszabadítják Ohnakát és bandáját, Ahsoka párbajozik Grievoussal, majd végül elmenekülnek a bolygóról.
  - A Jedi Tanács egy droid különítményt indít el, aminek a tagja R2-D2 is. A D-osztagnak Meebur Gascon ezredes vezetésével sikerül megszereznie egy rejtjelező modult egy szeparatista hajóról. A visszaúton a hajójuk lezuhan az Abafar bolygón, ahol rátalálnak Gregor klón századosra, aki amnéziában szenved. Gregor segítségével a D-osztag elmenekül a bolygóról és egy köztársasági cirkálóra szállnak, amit a szeparatisták elfogtak és bombává alakítottak át, hogy felrobbanthassák a Carida rendszerben tartandó Köztársasági Stratégiai Konferencián. R2-D2 idő előtt felrobbantja a cirkálót, ezzel megmentve a konferencián lévőket.
  - Megszületik Zare Leonis az Uquine bolygón.
  - Apailanát a Naboo királynőjévé választják.
  - Raydonia bolygón Darth Maul és Savage Opress párbajban megölik Finn Ertayt és egy azonosítatlan niktói jedi mestert. A két Sith megtámadnak egy transzferállomást, ahonnan pénzt és fegyvereket lopnak el. A Florrumra utaznak, hogy megkezdhessék a bűnszövetkezetük kiépítését, hatalmas vagyont ígérnek azoknak a kalózoknak, akik elárulják Hondo Ohnakát. Kenobi és Adi Gallia Jedi mesterek vizsgálva a támadást megtudják, hogy a két Sith a Florrumra mentek, követve őket Kenobi és Ohnaka szövetkeznek. Párbajban Opress megöli Gallia Jedi mestert, majd végül Maul és Opress elmenekülnek Kenobi és a kalózok elől a Florrumról.
- Y. e. 19
  - Maul és Opress a megsérült hajót elhagyva félholtan sodródnak az űrben egy mentőkabinban, amikor a Halál Őrség rájuk talál. Pre Vizsla szövetségre lép a két Sithtel, hogy elfoglalják Mandalore-t. Maul szövetségeseket toboroz és létrehozza az Árnyék Kollektíva nevű bűnszervezetet. Az Árnyék Kollektívához csatlakozik a Halál Őrség, Vörös Hajnal, Fekete Nap, Pyke Szindikátus és a Hutt Kartell. Csellel az Árnyék Kollektíva átveszi Mandalore irányítását, Pre Vizsla lesz az új miniszterelnök, Satine Kryze hercegnőt letartoztatja és börtönbe zárja. Pre Vizsla elárulja a két Sithet és őket is börtönbe veti, de hamar kiszabadulnak, és Maul párbajra hívja Vizslát, amiben megöli, elnyeri tőle a Sötét Szablyát és a Halál Őrség új parancsnoka lesz. Bo-Katan Kryze nem fogadja el Mault parancsnoknak és vezetésével a Halál Őrség ketté szakad. Maul Almece-t teszi meg miniszterelnöknek, hogy rejtve maradjon a kiléte.
  - Kenobi megtudva a Mandalore-i helyzetet a Jedi Tanács támogatása nélkül, egyedül érkezik Mandalore-ra kiszabadítani Satine hercegnőt. Maul megakadályozza a menekülésüket, Satine hercegnőt kivégzi, Kenobit meg börtönbe zárja. Bo-Katan Kryze kiszabadítja Kenobit a fogságból és kitör a mandalore-i polgárháború. Darth Sidious érezve Maul növekvő hatalmát és veszélyét a Mandalore-ra utazik és párbajban megöli Savage-ot, Mault pedig fogságba veti.
  - A szeparatisták inváziót indítanak a Cato Neimoidia bolygó ellen. A csatában Ahsoka megmenti Anakin életét, majd Yoda mester utasítja a két Jedit, hogy hagyják ott a csatát és térjenek vissza a Jedi Templomba. Bombamerénylet történt a templomban, amiben számos klónkatona, kisegítő személyzet és hat Jedi az életét vesztette. A Jedi Tanács megkéri Anakint és Ahsokát, hogy vezessék a vizsgálatot, később kiderült, hogy a támadás ötletgazdája Barriss Offee Jedi padawan. Offee csapdát állít Ahsokának, megöli Letta Turmondot a Köztársaság Katonai Műveletek Központjában, a gyilkossággal Ahsokát vádolják és letartoztatják. Ahsoka megszökik és nyomozásba kezd, hogy tisztázhassa magát, Asajj Ventress fejvadász elfogja, azonban segít Ahsokának szenátusi kegyelemért cserébe. Offee álruhában megtámadja Ventress-t és ellopja a fénykardjait, majd maszkban megtámadja Ahsokát, mint ha ő lenne Ventress. Wolffe elfogja Ahsokát és visszaviszik a Jedi Templomba.
  - Wilhuff Tarkin admirális a Szenátus nevében kéri a Jedi Tanácstól, hogy Ahsokát zárják ki a Jedi Rendből, így katonai bíróság elé állíthatják. Ez alapján a Jedi Tanács Ahsokát kizárják a Rendből és elveszti a parancsnoki rendfokozatát. A tárgyaláson a bíró Palpatine főkancellár, a vád képviselője Tarkin admirális, míg a vádlott képviselője Amidala szenátor. Anakin elfogja Ventress-t, megtudja tőle, hogy Ahsoka Offee-val beszélt utoljára, Anakin megtalálja Ventress ellopott fénykardjait Offee-nál, majd párbajban Anakin legyőzi és Ahsoka tárgyalására viszi, ahol Offee bevallja a bűnösségét, és hogy a Jediket okolja a háborúért. Ahsokától bocsánatot kér a Jedi Tanács és felajánlják, hogy térjen vissza a Rendbe, mint Jedi lovag, de visszautasítja és végleg hátra hagyja a Jedi Rendet.
  - A ringo vindai csatában Trench admirális ismét visszatért, túlélte a Christophsisi csatát. Tup klónkatona hirtelen kivégezte Tiplar Jedi tábornokot a viselkedésmódosító biochip meghibásodása miatt, ami miatt végrehajtotta idő előtt a 66-os parancsot. Tupot a Kamino bolygóra viszik, hogy megvizsgálják az állapotát, majd meghal, Nala Se doktor és Lama Su miniszterelnök el akarják tussolni az esetet, hogy ne tudják meg a Jedik a biochip célját. Fives klónkatona a volt bajtársának a rejtélye után kutat, hogy kiderítse az igazságot, rájön, hogy az összes klónba ültettek viselkedésmódosító biochipet. Megakadályozza, hogy a kaminoiak elfedjék a történteket és meggyőzi Shaak Ti Jedi mestert, hogy hadd terjessze elő az ügyet a főkancellár elé. A Coruscanton Palpatine főkancellár miután egyedül maradt Fives-szal, elmondja neki az igazságot arról, hogy mire valók a chipek, hogy a klónokat a Jedik kivégzésére kényszerítsék. Fives végezni akar a főkancelláral, de Shaak Ti megakadályozza, majd elmenekül. Találkozót szervez egy raktárban a feletteseivel, Anakin Jedi tábornokkal és Rex klónkapitánnyal, elmeséli, amit a főkancellár mondott neki, de nem hisznek neki. A coruscanti őrség megöli, amikor a nyomára bukkannak a raktárban. Palpatine főkancellár sikeresen eltussolja a történteket, a Jedik tudomást szereznek a biochipekről, de mint agresszivitást gátló chipeknek állítva be.
  - Az ismeretlen régióban, Nikardun hódításában részt vesz Thrawn kapitány és elfogja Yiv tábornokot.
  - Padmé Amidala hosszú időre eltűnik, miközben a Batuu bolygón nyomoz a meggyilkolt szolgálója után. Anakin az eltűnt Amidala után megy, ekkor találkozik Thrawn kapitánnyal. Thrawn megkéri Anakint, hogy ismertesse meg vele a Klónháborúkat, cserébe Anakin Thrawn segítségét kéri Amidala megtalálásához. Anakin és Thrawn megtalálják Amidalát és visszautaznak Coruscantra, Anakin bemutatja Thrawn kapitányt Palpatine főkancellárnak. Thrawn megjegyzi, hogy a Köztársaság alkalmatlan az ismeretlen régióban lévő Chiss Ascendancy birodalom szövetségesének lennie, mert a Köztársaság demokratikus kormányzási stílusa leragadt rendszert hozott létre, ahol mindenkinek van hangja, de semmit sem érnek el.
  - Palpatine főkancellár Amidala szenátort a Scipora küldi a Bankár Klánhoz, hogy bizonyítékot találjon a korrupcióra. Dooku gróf segít Rush Clovisnak bizonyítani az ötök korrupcióját, és hogy a Klán a csődszélén áll. A Szeparatista- és a Köztársasági Szenátus is támogatja az ötök leváltását és Rush Clovis kinevezését a Bankár Klán élére. Dooku gróf utasítja Clovist, hogy emelje meg a köztársasági kamatokat. A szeparatisták megszállják a Scipiot, hogy Clovis erős szeparatistának tűnjön a köztársaságiak szemében. A Scipion tartózkodó Amidalát elfogják és Dooku elrendeli a letartoztatását, a szeparatista szenátor Bec Lawise közli Dookuval, hogy nem teheti meg, mert a Szeparatista Szenátus nem hagyja jóvá. Ezután Dooku arra kényszeríti az Erő segítségével Amidalát, hogy lelője Lawise-t. A Köztársaság Anakin vezetésével támadást indít és megnyerik a scipioi csatát. Clovis irodáját robbanás rázza meg, Clovist és Amidalát Anakin kapja el a párkányon lógva, de nem tudja mindkettőjüket felhúzni, Clovis elengedi Anakin kezét és lezuhan. A muunok átengedik a bankok irányítását a főkancellárnak.
  - A köztársasági fogságban lévő Kicsi Poggle, aki a Geonosis feletti Halálcsillag építkezésén dolgozik megszökik, és ismét csatlakozik a szeparatistákhoz.
  - Julia királynő segítséget kér a Köztársaságtól és Jar Jar Binks képviselőt kéri nagykövetnek. Binks és Mace Windu Jedi mester a Bardottára utaznak, ahol kiderítik, hogy a Dagoya mesterek eltűnéseik mögött a Frangawl szekta segítségével Talzin anya áll. A Frangawl szekta elrabolja Júlia királynőt, ezért Binks és Windu a Zardossa Stix holdra utaznak kiszabadítani. Talzin anya a Dagoya mesterek és Julia királynő lelkét akarja megszerezni, hogy a sötét mágiával kombinálva sokkal nagyobb erőre tegyen szert. Megszakítva a rituálét Windu mester megütközik Talzin anyjával, míg Binks képviselő kiszabadítja Julia királynőt. Talzin anya elmenekül és a Frangawl szekta megszűnik.
  - Sifo-Dyas volt Jedi mester Y. e. 32-ben lelőtt hajója vészjelzést kezd küldeni a Köztársaságnak. Plo Koon Jedi mester Oba Diah holdra utazik és a roncsban megtalálja Sifo-Dyas fénykardját. Titkosították Sifo-Dyas anyagát, ezért Yoda mester Finis Valorum volt főkancellárhoz fordul információkért. Yoda megtudja tőle, hogy a Felucia helyett titokban Valorum főkancellár asszisztensével Silmannal tárgyalni ment a Pyke-szindiátussal. Yoda elküldi Anakint és Kenobit a Pyke-okhoz az Oba Diah holdra, kiderítik, hogy bebörtönözve, de életben van Silman. Darth Sidious utasítja Dooku grófot, hogy végleg varja el az elvarratlan szálakat. Dooku gróf az Oba Diah holdra utazik és 13 év rabság után megöli Silmant. Kiderül a Jedik előtt, hogy Darth Tyranus nem más, mint Dooku gróf, és hogy ő ölette meg Sifo-Dyas-t. Kenobi és Anakin párbajoznak Dookuval, a párbaj közben Dooku megöli a szindikátus vezetőjét Lom Pyke-ot, majd elmenekül.
  - A Jedi Tanács megtudja, hogy a Jedik ellen létrehozott klónhadsereg mögött Dooku gróf állt. A Tanács attól tart, hogy ha ez kiderül a Jedi Rend és a Köztársaság összeomlana. Yoda javaslatára eltitkolják, és mivel a klónok többször mentették meg a Jedik életét, ezért továbbra is megbíznak a klónhadseregben.
  - Yodát meditálás közben megszólítja Qui-Gon Jinn volt Jedi mester. Arra kéri Yodát, hogy menjen a Dagobah bolygóra, és senkinek ne szóljon erről. Yoda Anakin segítségével, R2-D2-val ketten a Dagobah-ra utaznak. Qui-Gon Jinn egy barlangban megmutatja neki a jövőt, hogy a Jedi Rend elbukik, de van remény megmenteni, majd elárulja Yodának, hogyan őrizheti meg tudatát a halála után. Elküldi az élet eredetének forrásához, itt az Erő-Papnők tanítványnak fogadják Yodát. Több próbatétel után az Erő-Papnők elküldik a Morabandra a Sithek ősi otthonába. A Sötét Nagyurak Völgyében számos Sith szellemmel találkozik, köztük maga Darth Bane szellemével is. Darth Sidious és Dooku gróf megérzik, hogy Yoda a Morabandon tartózkodik, és egy illúzíóval csapdát készítenek a számára, hogy megtörjék. Több illúzión keresztül próbálják megtörni Yodát, de nem sikerül. Az Erő-Papnői közlik Yodával, hogy minden próbatételt teljesített és Qui-Gon Jinn fogja oktatni. Yoda nem árulja el a Jedi Tanácsnak, hogy Qui-Gon Jinn oktatja, hogy hogyan őrizheti meg tudatát a halál után, de útja során rájött, hogy a Jedi Rend hibázott, amikor úgy döntött, hogy a Köztársaság nevében háborút folytat.
  - Kenobi és Anakin az Utapau bolygóra utaznak, hogy kivizsgálják Tu-Anh Jedi mester halálát. Kiderítik, hogy a Jedi mestert a szeparatisták gyilkolták meg, amikor rájött, hogy egy hatalmas fegyvert hoztak létre, amivel egy nagyobb kyber kristállyal működtetnek. A két Jedi a kristályt megsemmisítik, Grievous tábornok, eközben elmenekül a bolygóról.
  - Almec parancsára a Halál Őrség kiszabadítja Darth Mault a Stygeon börtönből, ahova Darth Sidious záratta. Sidious azt tervezi, hogy a kiszabadított Maul elvezeti őket Talzin anyához. Maul és az Árnyék Kollektíva a Zanbar holdra vonulnak vissza. Maul ismét megszerzi a Sötét Szablyát. Nem sokkal ezután a szeparatista erők Grievous tábornok vezetésével megérkeznek a Zanbarra és megtámadják az Árnyék Kollektíva táborát. Darth Maul és Grievous párbajoznak, majd Dooku gróf parancsára Grievous engedi elmenekülni Mault a holdról. Maul, Talzin anya javaslatára csapdát állít a két szeparatista vezetőnek az Ord Mantell bolygón. A csatában Maul párbajban legyőzi Grievous tábornokot, míg Dooku grófot az Árnyék Kollektíva erői fogják el. Maul felveszi a kapcsolatot Darth Sidousszal és közli, hogy elfogta a két szeparatista vezetőt, Sidous közli, hogy nyugodtan megölheti őket, már nincsenek hasznára a számára. Ezalatt Kenobi, Secura, Windu és Tiplee Jedi mesterek felbukkannak a csata helyszínén, Maul és Dooku ideiglenesen szövetségre lépnek és megszöknek a Jedik elől. A Dathomirra menekülnek, ahol Maul fel akarja áldozni Dookut Talzin anyjának. A rituálét félbeszakítja, hogy Darth Sidious és Grievous tábornok megtámadják őket. Talzin anya átveszi Dooku gróf teste felett az irányítást és párbajba bocsátkozik Sidiousszal, míg Maul Grievousszel párbajozik. Sidious Erő villámlással kiűzi Talzin anyát Dooku grófból, végül Talzin megmaradt erejét Maul menekülésére fordítja, miközben Grievous megöli Talzin anyát. A dathomiri csatában a szeparatisták legyőzik az Árnyék Kollektíva seregét. Ezzel végleg szertefoszlik Dath Maul esélye, hogy az Árnyék Kollekcióval a galaxis ura legyen.
  - Ahsoka Tano a coruscanti alvilágban találkozik a Martinez nővérekkel. Csatlakozva hozzájuk, a Kessel bolygóról egy fűszerszállítmányt visznek el a Pyke-szindikátusnak az Oba Diah holdra. A vita közepén Trace kidobja a fűszerrakományt a hajóból, az Oba Diah holdra érve üres rakomány híján megpróbálják átverni a Pyke-okat, de lebuknak és börtönbe zárják őket. A sikeres szökésüket végig nézi Bo-Katan Kryze volt halálőr, majd a Coruscantra követve Ahsoka segítségét kéri Darth Maul ellen.
  - A szeparatisták új offenzívát indítanak a Peremvidéken, a Jedi Tanács elküldi a Jedi tábornokait a Magvilágból, hogy a Peremvidéken segítsék a klónhadsereget.
  - A szeparatisták megszállják a Bracca bolygót, megérkeznek a köztársasági haderők és megnyerik a braccai csatát.
  - Trench admirális vezetésével a szeparatisták megtámadják az Anaxes bolygón lévő köztársasági hajógyárat. Windu és Anakin vezetésével ellentámadást indítanak. Cody parancsnok és Rex százados a 99-es különleges klónosztaggal az ellenség vonalai mögé jutva megtudják, hogy Echo klónkatona életben van a Skato Minor bolygón. Anakin csatlakozva a csapathoz elindulnak kiszabadítani Echot a Skato Minor bolygón lévő Techno Unió központjából. A szeparatisták elveszítik Echo stratégiai algoritmusát, ezzel megfordul a csatamenete az Anaxes bolygón. Windu mester vezetésével a klónhadsereg visszafoglalja a szerelőüzemet, míg a csapat Trench admirális csatahajójára feljutva egy impulzussal leállítják a droid hadsereget. Trench egy elrejtett bombát élesít, ami a bolygó nagyrészét megsemmisítené. Anakin megfenyegeti Trench admirálist, hogy árulja el a bombát leállító kódjának utolsó számát, Trench megtámadja Anakint, aki ezúttal végleg végez az admirálissal. Az anaxesi csatát megnyeri a Köztársaság.
  - A szeparatisták megszállják Mahranee bolygót, a helyi őslakosok a Köztársaság segítségét kérik, kitör a Mahranee-i csata, amit a szeparatisták nyernek meg. Végeznek Chubor Jedi mesterrel a klónkatonákkal, és kiirtják a menekülő őslakosokat.
  - A Mahranee népírtás után a Jedi Rend elhatározza, hogy megöleti Dooku grófot, hogy minél hamarabb véget érjen a háború. Megbízzák Quinlan Vos Jedi mestert, hogy keresse fel Asajj Ventress fejvadászt és a segítségével ölje meg a Sith Lordot. A coruscanti alvilágban Boba Fettől megtudja, hogy Ventress-t a Pantorán találja. Quinlan Pantorára utazva fejvadásznak adva ki magát társul Ventress-el, és több küldetést elvállalnak. Később elárulja Ventress-nek, hogy igazából Jedi, majd a Dathomirra utazva, átáll a sötétoldalra és Ventress tanítványa lesz. A képzés során a páros egymásba szeret. A képzést befejeztével a Raxus-ra utaznak és megütköznek Dooku gróffal, de nem tudják legyőzni, Quinlan fogságba esik, míg Ventress elmenekül. Dooku elárulja Quinlannek, hogy volt mesterét Tholme-t, Ventress gyilkolta meg, még a háború elején. Quinlan átáll a szeparatisták oldalára és Dooku gróf tanítványa lesz.
  - A Jedi Tanács Ventressszel szövetkezve kiszabadítják Quinlant, aki kettős ügynökként információkat szivárogtat ki a szeparatistáknak, és szabotál egy Jedi-harcműveletet, miközben biztosítja a Jedi Tanácsot, hogy közel jár Darth Sidous kilétének felderítésében. Később kiderül a Jedik előtt, hogy Quinlan átállt a sötétoldalra. Quinlan megbékél Ventressszel és kéri, hogy tartson vele Dooku ellen. A szeparatista csatahójóra érve Quinlan párbajban legyőzi Dookut, Kenobi és Anakin megérkezve letartóztatják mindkettőjüket. A köztársasági csatahajón Quinlan megöli a rájuk felügyelő két Jedit és kiszabadítja Dookut. Ventress segítségével menekülés közben a Christophsis bolygóra zuhannak, ahol Dooku Erő villámlással végezni akar Quinlannel, de önfeláldozva Ventress elébe ugrik és ő kapja a halálos csapást. Quinlan ismét legyőzi Dookut, de az utolsó pillanatban megkíméli az életét, ezt látva Kenobi később a Jedi Tanács előtt támogatja Quinlan Vos visszahívását a Jedi Rendbe. Quinlan felügyelet mellett ismét a Jedi Rend tagja lesz, és Kenobival Ventress holttestét visszaviszik a Dathomirra eltemetni.
  - Darth Sidous elrendeli a Jedi Templom tornyainak felrobbantását, bizonyítva, hogy a Jedi Rend nem legyőzhetetlen. A szeparatista Rackham Sear százados vállalja a küldetést. Tetemes összeget fizet Cade Bane fejvadásznak a Templom tervrajzáért. Sear tervét Caleb Dume (későbbi Kanan Jarrus) Jedi padawan és Depa Billaba Jedi mester hiúsítja meg, majd Sear a megadás helyett leugrik a toronyból.
  - Depa Billaba padawánjának fogadja Caleb Dume-t.
  - Depa Billaba Jedi mester és Caleb Dume padawanja vezetésével a Köztársaság megnyeri a kardoai csatát.
  - A köztársaságiak Depa Billaba Jedi mester és Caleb Dume padawanja vezetésével megtámadják a szeparatisták által uralt Mygeeto bolygót. Grievous tábornok Billaba Jedi tábornokkal párbajozik, míg Dume Coburn Sear szeparatista ezredessel. Dume megöli az ezredest, majd segít a megsebesült mesterének harcolni Grievous ellen, aki végül elmenekül a bolygóról. Köztársasági győzelemmel véget ér a harmadik mygeetoi csata.
  - A szeparatisták megtámadják a Mygeeto bolygót, a köztársaságiakat Ki-Adi-Mundi Jedi tábornok vezeti, ezzel elkezdődik a negyedik mygeetoi csata.
  - Kenobi és Anakin vezetésével a köztársaságiak megnyerik a yerbanai csatát.
  - A yerbanai csata után Ahsoka és Anakin hosszú idő után újra találkoznak. Ahsoka és Bo-Katan segítséget kérnek Kenobi és Anakintól, hogy elfogják Darth Mault a Mandalore bolygón. Ekkor érkezik a hír, hogy Grievous tábornok megtámadta a Coruscantot, Anakin ketté szedi az 501-es légiót, Rexet előlépteti parancsnokká és elküldi a Mandalore-ra segíteni.
  - Szorítja az idő Darth Sidioust, ezért felgyorsítja Anakin Skywalker sötétútra terelését.
  - Darth Sidious parancsára, Dooku gróf és Grievous tábornok vezetésével a szeparatisták megtámadják a Coruscantot. Grievous elrabolja Palpatine főkancellárt és a parancsnoki hajójára viszi. A peremvidékről visszarendelt és a köztársaságiakat vezető Kenobi és Anakin bejutnak a szeparatista parancsnoki hajóra. A főkancellár kiszabadításakor, megjeleni Dooku gróf, párbajban harcképtelenné teszi Kenobit, Anakin azonban felülkerekedik a grófon, majd Palpatine buzdítására lefejezi. Palpatine főkancellárt kiszabadítják, míg Grievous tábornok elmenekül. A csatát a köztársaságiak nyerik meg.
  - Ahsoka, Rex és Bo-Katan vezetésével elkezdődik Mandalore ostroma. Bo-Katan elfogja Almec miniszterelnököt és börtönbe záratja.
  - Elkezdődnek a Cantham-házi tárgyalások, a tárgyalásokon részt vesz Bail Organa, Mon Mothma és Padmé Amidala szenátorok. A 2000 fős küldöttek szembe fordulnak Palpatine főkancellárral a növekvő hatalma miatt, és felszólítják, hogy több sürgősségi hatásköreiről mondjon le.
  - Quinlan Vos és Stass Allie Jedi mesterek vezetésével a köztársaságiak megnyerik a saleucami csatát.
  - A saleucami csata után Quinlan Vos a csapataival a szeparatista Boz Pity ostromára indul, amit sikeresen megnyer a Köztársaságnak.
  - A Jedi Tanács megbízza Anakint, hogy kémkedjen Palpatine után, míg Palpatine is ezt kéri tőle, hogy jelentsen a Jedik tevékenységéről és képviselje őt a Jedi Tanácsban. Anakin a Jedi Tanács tagjává válik.
  - Yoda elindul a a Kashyyyk bolygóra, hogy a vukik oldalán harcoljon a szeparatisták ellen. A kashyyyki csatában a köztársaságiakat Yoda, Luminara Unduli, Quinlan Vos Jedi mesterek és Tarfful tábornok vezeti. A csatát a köztársaságiak nyerik meg.
  - A Mandalore-on Gar Saxon Darth Maul parancsára a köztársasági fogságban lévő Almec miniszterelnököt megöli. Maul közli a látomását Ahsokával, elárulja neki, hogy a Jediknek és a Köztársaságnak már csak napjai vannak hátra és Anakin segítségével a galaxis új ura Darth Sidous lesz. Ahsoka nem hisz neki, párbajban legyőzi és elfogja.
  - A Feluciai csatában a köztársaságiakat Aayla Secura Jedi tábornok vezeti.
  - Grievous tábornok és a Szeparatista Tanács az Utapau bolygóra menekülnek, Darth Sidious utasítja a tábornokot, hogy a Tanácsot szállíttassa át a Mustafar bolygóra. Kenobi vezetésével megérkezik a köztársasági haderő és kitör az utapaui csata. Kenobi hosszú üldözés után végez Grievous tábornokkal. A csatát a köztársaságiak nyerik meg.
  - Depa Billaba vezetésével és a 99-es különleges klónosztag (Bad Batch) segítségével a köztársaságiak megnyerik a kalleri csatát.
  - Palpatine felfedi magát Anakin előtt, hogy ő a Sith Nagyúr, később a Jedi Templomban Anakin tájékoztatja a főkancellár valódi kilétéről Mace Windut. Windu, Kit Fisto, Agen Kolar és Saesee Tiin Jedi mesterek elindulnak letartoztatni a főkancellárt. A főkancellári irodában Palpatine nem adja meg magát, és párbajban gyorsan megöli Kolar, Tiin és Fisto Jedi mestereket, az egyedül maradt Windu, végül legyőzi Palpatine-t. Anakin megérkezik a főkancellári irodába, amikor Palpatine Erő villámlással támad Windura, aki a fénykardjával visszairányítja Palpatine-ra, ezáltal csúnyán deformálódik az arca. Palpatine, Anakin segítségével megöli Windu mestert. Anakin átállva a sötétoldalra hűséget esküszik Palpatine-nak, és a tanítványa lesz. Palpatine az új tanítványának a Darth Vader nevet adja és megbízza, hogy rohanja le a Jedi Templomot, majd utazzon el a Mustafar bolygóra és végezzen a Szeparatista Tanáccsal.
  - Palpatine utasítja a Köztársasági Nagy Hadsereg klónkatonáit, hogy hajtsák végre a 66-os parancsot. A klónok a viselkedésmódosító biochipek hatására galaxis szerte a Jedik ellen fordulnak.
  - Kezdetét veszi a Nagy Jedi Tisztogatás. A legtöbb Jedivel a csaták során végeznek, többek között Ki-Adi-Mundival, Aayla Securával, Plo Koonnal, Stass Allie-vel, Depa Billabával, Marsephel, Chiatával és Jaro Tapalával.
  - Depa Billaba Jedi mesterrel végeznek a klónkatonák, miközben padawanja Caleb Dume sikeresen elmenekül a Kaller bolygóról.
  - Darth Vader az 501-es légó élén megtámadja a Jedi Templomot, és szinte mindenkivel végeznek. Vader megöli Shaak Ti Jedi mestert, miközben meditál, majd Cin Drallig mester és két tanítványával Bene és Whie Malreauxal is végez. Zett Jukassa menekülés közben a klónok lövik halálra. Ahogy a harcok alábbhagynak Darth Sidous a Jedi Templomba megy, hogy meggyőzködjön arról, hogy Vader minden Jedivel végzett-e. Vader csapdát állítva a túlélt Jediknek, aktivál egy kódolt visszavonulási üzenetet a Jedi Templomban, amelyben a Jediket arra kéri, hogy térjenek vissza a templomba.
  - Minas Velti Jedi mesterrel a padawanokat védve végeznek a klónkatonák.
  - Kelleran Beq Jedi mester kimenekíti Grogut a Jedi Tempolmból, majd nabooi katonák sikeresen a Coruscantról is.
  - Darth Vader végez egy csapat menekülő padawannal, köztük van Reva Sevander, akit Vader hasbaszúr. Reva túléli a szúrást és halottnak tetteti magát. Később ő lesz a harmadik nővér.
  - A Nagy Jedi Tisztogatást körülbelül 80 Jedi éli túl, többek között Yoda, Obi-Wan Kenobi, Ahsoka Tano, Jocasta Nu, Quinlan Vos, Caleb Dume, Oppo Rancisis, Grogu, Cal Kestis, Naq Med, Jek-14, Cere Junda, Coleman Kcaj, Kirak Infil'a, Ka-Moon Kholi és Kira Vantala. Később a túlélt Jedik nagyrésze feladva Jedi-természetüket visszavonultan a társadalomba olvadva élnek, míg mások csatlakoznak a lázadókhoz.
  - Luminara Unduli Jedi mestert a Kashyyyk bolygón elfogják és bebörtönzik a Stygeon börtönbe.
  - Jaro Tapal Jedi mester és padawanja Cal Kestis a braccai invázióra készültek, mikor Palpatine kiadja a 66-os parancsot. A csillagrombolón a klónkatonák a Jedik ellen fordulnak, menekülés közben Tapal halálos sérülést kap és a mentőkabinba jutva meghal, míg Kestis sikeresen leér a Bracca bolygóra és roncsvadászként kezd bujkálni.
  - Taron Malicos Jedi mester sikeresen elmenekül a klónkatonák elől és a Dathomir bolygóra zuhan le a hajójával.
  - A Jedi Rend 25 000 év után összeomlik és megszűnik.
  - Ahsoka és Rex egy csillagromboló fedélzetén úton vannak a Coruscant felé, hogy Darth Mault a Jedi Templomba vigyék. Időközben Darth Sidious utasítja Rexet és a klónokat, hogy hajtsák végre a 66-os parancsot, a klónok Ahsoka ellen fordulnak, de elmenekül a parancsnoki hídról. Rex utasítást add Maul kivégzésére, de Ahsoka megmenti és elengedi, hogy káoszt csináljon a hajón. Ahsoka tudomást szerezz a klónok viselkedésmódosító biochipekről, Rexet elfogja és kiveteti a chipet belőle. Maul megsemmisíti a hiperhajtó motorokat, ezzel a hajó kilép a hiperűrből és súlyosan megsérülve zuhanni kezd egy ismeretlen hold felé. Maul megszerez egy hajót és elmenekül. Ahsoka és Rex elhagyják a zuhanó hajót, majd a csillagromboló roncsaihoz repülnek és eltemetik az elhunyt katonákat. Ahsoka az Anakintól kapott fénykardját eldobja, hogy azt higgyék meghalt, majd elrepülnek és szétválva a Peremvidéken bujkálnak.
  - Yoda és Kenobi, Bail Organa szenátor segítségével visszamennek a Coruscantra és bejutnak a Jedi Templomba, Kenobi átkódolja az üzenetet, hogy a túlélt Jedik ne térjenek vissza a Jedi Templomba. A biztonsági felvételekből a két Jedi rájön, hogy Palpatine a Sith Nagyúr, és hogy Anakin átállva a sötétoldalra vezette a Templom elleni támadást.

### Galaktikus Birodalom (Y. e. 19 – Y. u. 5)

#### Klónháborúk (folytatódik – Y. e. 19)
- Y. e. 19
  - Palpatine főkancellár a Galaktikus Szenátusban kijelenti, hogy a Jedik államcsínyt kíséreltek meg, amit megakadályoztak és a Jediket egyesével felkutatják és legyőzik. A béke és biztonság érdekében kikiáltja a Galaktikus Birodalmat és magát császárrá nyilvánítja. A Szenátus örömmel fogadja az új rendszert, majd a Galaktikus Szenátust átnevezik Birodalmi Szenátussá.
  - A Bad Batch visszamegy a Kaminó bolygóra, ahol megtudják, hogy a Köztársaság megszűnt és helyébe a Birodalom lépett.
  - Megszületik Ezra Bridger a Lothal bolygón.
  - Caleb Dume a coruscanti Jedi Templomba tart, amikor megkapja Kenobi kódolt üzenetét, hogy a túlélt Jedik ne térjenek vissza a Jedi Templomba, és rejtőzzenek el a Birodalom elől. Dume visszaszökik a Kaller bolygóra, elrejti a fénykardját, és felveszi a Kanan Jarrus álnevet.
  - Darth Vader megérkezik a Mustafar bolygóra és kivégzi a Szeparatista Tanácsot, többek között Nute Gunray-t, Kicsi Poggle-t és Wat Tambort. A császár utasítja Vadert, hogy állíttassa le a szeparatista droidsereget.
  - A szeparatisták megtámadják a Lokori bolygót, ahol Galen Erso és családja éltek. Egy droid majdnem megöli Ersot, amikor is leállítják a droidokat és véget ér a "Klónháborúk".

#### „Sötét Idők” ( Y. e. 19 – 0)
- - Padmé Amidala a Mustafar bolygóra megy Vader után, aki ismerteti vele a tervét, amit Amidala visszautasít. Obi-Wan Kenobi megjelenik Amidala hajóján, amitől Vader dühös lesz és árulásnak vesz, majd Erő fojtással megtámadja Amidalát, amitől végül elájul. Kenobi és Vader hosszú párbajba kezdenek, aminek a végén Kenobi levágja Vader mindkét lábát és bal karját, végül a lávafolyó intenzív hőjétől lángba borul az egész teste. Kenobi otthagyja Vadert, majd Amidalával, R2-D2-val és C-3PO-val elhagyják a bolygót.
  - Yoda Jedi mester a Birodalmi Szenátusban megtámadja Darth Sidioust, a párbaj végén Yoda elmenekül és elhatározza, hogy száműzetésbe vonul, amiért kudarcot vallott, míg Sidious megszilárdítja hatalmát a galaxis császáraként. Yoda, Bail Organa szenátor segítségével elmenekül a Coruscantról.
  - Darth Sidious a Mustafar bolygóra utazva megmenti a haldokló Darth Vader életét, visszaviszi a Coruscantra és kibernetikus páncélruhába helyezteti.
  - Kenobi, Yoda, Amidala és Bail Organa a Polis Massa bázisra menekülnek, ahol Amidala megszüli Luke-ot és Leiát, majd a szülés után rögtön meghal. A két Jedi és Organa elhatározzák, hogy az ikreket megvédik Vadertől és az uralkodótól. Kenobi Luke-ot a Tatuin bolygóra viszi, Vader mostohatestvéréhez Owen Larshoz. Kenobi felveszi a "Ben Kenobi" álnevet és Luke mellett a Tatuin bolygón marad száműzetésben. Organa magához veszi Leiát, R2-D2-t és C-3PO-t. Yoda, mielőtt a Dagobah bolygóra vonul száműzetésbe, megtanítja Kenobinak, hogyan tud beszélni volt mesterével Qui-Gon Jinnnel, illetve hogyan őrizheti meg tudatát a halála után.
  - A Naboo bolygón a nép eltemeti egykori királynőjét és szenátorát Padmé Amidalát. A temetésen részt vesz Apailana királynő, Sio Bibble Theed kormányzója, Jar Jar Binks szenátor, Nass a gunganok korábbi főnöke, és Amidala családjának számos tagja, köztük Jobal, Ruwee és Sola Naberrie.
  - Ahsoka Tano a Thabeska bolygóra vonul vissza, és a Fardi klánnak kezd dolgozni, mint szerelő és futár.
  - Palpatine császár kinevezi Wilhuff Tarkint Seswenna szektor kormányzójává, és helyet kap a Birodalmi Főparancsnokságnál.
  - Wilhuff Tarkin kormányzó a Kaminó bolygóra utazik Palpatine császár megbízásból, hogy felmérje a klónkatonák alkalmasságát a birodalmi hadsereg számára. Tarkin próbára teszi a 99-es klónosztag lojalitását a Birodalom felé, ezért az Onderon bolygóra küldi az osztagot, hogy végezzenek egy helyi felkeléssel, azonban nem árulja el nekik, hogy idősek és gyerekek is vannak köztük. A bolygóra érve a klónosztagot elfogja Saw Gerrera vezette csoport, Gerrera szembesíti a klónokat, hogy menekültek kivégzésre bízta meg őket a Birodalom. A Bad Batch vezetője, Hunter megtagadja Tarkin parancsát és visszautaznak a Kaminóra, ahol Tarkin letartóztatja a csapatot. Tarkin elrendeli Szálkereszt inhibitorchipjének a felerősítését, ami által a csapat ellen fordul. A Bad Batch egy Omega nevezetű nyers klón lánnyal elmenekülnek a Kaminó bolygóról.
  - Rampart admirális bevezeti a birodalmi kódláncot, ez a Birodalom polgárainak azonosítási formája.
  - A Bad Batch a Saleucami bolygóra utaznak, ahol segítenek Cut Lawquane és családjának megszökni a Birodalomból.
  - Tarkin kormányzó megbízza Rampart admirálist a War-Mantle projekt felügyeletével, amiben azt kutatják, hogy a klónkatonák vagy a önkéntes katonák a hatékonyabbak és a hűségesebbek. Létrehoznak egy Elitosztagot Szálkereszt vezetésével és elküldik az Onderon bolygóra Saw Gerrera vezette felkelők felszámolására. Az osztag Gerrerát nem találják csak a hátrahagyott tábort, néhány katonát meg civilt, akiket az osztag lemészárolnak.
  - Nala Se kaminói tudós felbéreli Fennec Shand fejvadászt, hogy keresse meg és vigye vissza Omegát a Kaminóra. A Bad Batch a Ord Mantell bolygóra utaznak, hogy Cid segítségét kérjék, hogy kiderítsék ki bérelte fel Fennec fejvadászt. Cid az információért cserébe egy feladattal látja el a csapatot, hogy szerezzék vissza a zygerriai rabszolgatartóktól egy Muchi nevű rancort. A csapat sikeresen megszerzi, Cid átadja Muchit Jabba emberének Bib Fortunának. Cid nem derítette ki Fennec megbízóját, de a segítségért cserébe, birodalmi krediteket ad a csapatnak.
  - Cid megbízza a Bad Batch csapatot, hogy szerezzenek meg a Corellia bolygóról egy taktikai droidot, ugyan ezzel a feladattal bízza meg Rex volt klónparancsnok a Martez nővéreket. A két csapat összedolgozik, a taktikai droid feje a harcok során megsemmisül, azonban a fejből kinyert adatokat Hunter átadja Rafának, később Rafa jelenti Rexnek, hogy egy dezertált klónosztag segített nekik.
  - Rex felkeresi a dezertált klónosztagot az Ord Mantell bolygón, ahol rájön, hogy a Bad Batch csapat az. Rex figyelmezteti a csapatot, hogy a fejükben lévő inhibitorcsipek bármikor aktiválódhatnak, ezért sürgősen el kell távolítani. Rex javaslatára a Bracca bolygóra utaznak, ahol szeparatista és köztársasági hadihajókból álló roncs temető van. Felkeresnek egy volt Jedi-cirkáló roncsot, ahol az orvosi szobában végre tudják hajtani a műtétet. A csapat összes tagjából kiműtik a csipeket, miközben a Roncsvadász-szövetség értesíti a Birodalmat a jelenlétükről. Rampart admirális Szálkereszt osztagát küldi a Bracca bolygóra levadászni a Bad Batch csapat. A csapat sikeresen elmenekül a birodalmiak elől, azonban Cad Bane elrabolja Omegát a csapattól, akit Lama Su kaminói miniszterelnök bérelt fel. Lama Su tájékoztatja Nala Se-t, hogy az Omegából kinyert DNS minta után végezni kell vele, ezért Nala Se felbérli Fennec Shand fejvadászt, hogy rabolja el Omegát Cad Bane-től. Cad Bane Omegát a Bora Vio bolygóra viszi, ahol Shand megtámadja Bane-t, ez idő alatt Omega értesíti a Bad Batch csapatot, akik sikeresen megszöktetik a bolygóról Omegát.
  - A Birodalom megszállja a Konföderáció volt fővárosát a Raxus Secundus bolygót. Bragg százados arra próbálja kényszeríteni Avi Singh volt szeparatista szenátort, hogy fogadtassa el a népével a megszállást. Avi Singh ellenáll, ezért Bragg elrendeli a letartóztatását. A szenátor droidja titokban Cidtől kér segítséget, aki a szenátor kiszabadítására a Bad Batch csapat küldi el. A csapat sikeresen megszökteti a volt szenátort a Raxusról.
  - A Birodalom Rylothot császári protektorátusnak nevezi ki. Míg a bolygó névlegesen független, és a Birodalmi Szenátusban Orn Free Taa szenátor képviseli, addig Rylothot a birodalmi erők foglalják el.
  - Rampart admirális utasítására a birodalmiak bevonják Ryloth lakosságától a fegyvereket, ezért Cham Syndulla hadnagya Gobi Glie és Hera Syndulla elmennek a Ryloth holdjára, hogy átvegyenek egy fegyverszállítmányt a Bad Batch csapattól, akiket Cid küldött el. A birodalmiak elkapják Glie-t és Herát, ezért Cham és a felesége Eleni Syndulla kiszabadítják a lányukat. Rampart utasítja Szálkeresztet, hogy lője meg Orn Free Taat, aki túléli a lövést, de Rampart a merénylettel Chamet vádolja meg a lakosság előtt és letartóztatja. Hera a Bad Batch csapattól kér segítséget a szüleik kiszabadításához, akik sikeresen kiszabadítják őket.
  - Cham Syndulla megalapítja a Szabad Ryloth Mozgalmat, a Ryloth felszabadítására.
  - Roland Durand bűnvezér elfoglalja Cid fogadóját és átveszi tőle. Roland a Pyke-szindikátussal köt üzletet, azonban Cid és a Bad Batch csapat ellopja tőle a leszállítandó fűszereket. A Bad Batch Rolandtól ellopott fűszereket átadják a pykoknak, míg Roland visszaadja Cidnek a fogadóját.
  - A Birodalom a Daro bolygón lévő titkos katonai bázisán önkéntes újoncokat képez ki 50 volt klónkommandóssal, köztük Gregorral. Gregor meg akar szökni a bázisról, azonban elfogják. Rex megkéri a Bad Batch csapatot, hogy utazzanak el a Daro bolygóra és mentsék meg Gregort. A csapat kimenekíti Gregort, azonban Vadász fogságba esik.
  - Lama Su miniszterelnök rájön, hogy a Birodalom nem engedi nekik, hogy a klónozást folytassák, ezért titokban utasítja Nala Se-t, hogy gyűjtse össze az egészségügyi dolgozókat, hogy elmenekülhessenek a Kaminóról. Rampart admirális lebuktatja őket, Nala Se-t átszállíttatja a Weyland bolygón lévő titkos birodalmi létesítménybe, míg Lama Su-t letartoztatja és a coruscanti börtönbe szállítatja.
  - Rampart admirális elrendeli Tripoca város kiürítését. Szálkereszt a fogságában lévő Huntert a Kaminó bolygón lévő Tripoca városába viszi csapdának, hogy oda csalja a csapat többi tagját. A csapat megérkezik Tripocába, ahol sikeresen kiszabadítják Huntert.
  - Wilhuff Tarkin utasítja Rampart admirálist, hogy pusztítsa el Tripoca városát. A süllyedő romos városból sikeresen kimenekül a csapat Szállkereszt segítségével, aki a bolygón marad, hogy csatlakozhasson a Birodalomhoz, a csapat többi tagja elmenekül a bolygoról.
  - A Serenno bolygón a Birodalom lefoglalta Dooku gróf volt palotájában a teljesen vagyonát. Sid megbízza a Bad Batch csapatot, hogy menjenek el és a Birodalom elől hozzanak el egy teli konténert. A csapat kudarcot vall és elmenekülnek a bolygóról.
  - A Desix bolygóra megérkezik az új birodalmi kormányzó, hogy átvegye a helyét a szeparatista kormányzónak Tawni Ames a helyét. Tawni nem elfogja és fogságba veti a birodalmi kormányzót, ezért Rampart admirális egy klónosztagot küld kiszabadítani a birodalmi kormányzót és megölni a szeparatista vezetőt. Legyőzik a droidokat, majd Szálkereszt kivégzi Tawni szeparatista kormányzót. A bolygó birodalmi felügyelet alá kerül.
  - Gungi Jedi padawan egy csapat droid vadász fogságában van, azonban a Bad Batch csapat kiszabadítja és a Kashyyyk bolygóra viszik. A bolygón összetűzésbe kerülnek egy csapat Trandoshaniakkal, ahol Gungi felfette Jedi kilétét. Trandoshaniak és a birodalmi klónkatonák együtt vadásznak a Jedi padawanra, de a Bad Batch és egy csapat vuki sikeresen legyőzik a birodalmiakat.
  - Bad Batch csapat és Rex sikeresen megszerzik a bizonyítékokat Rampart admirális csillagrombolójáról, hogy Rampart bombázta le Tripoca városát. A bizonyítékokat eljuttatják Riyo Chuchi szenátorhoz, aki a Birodalmi Szenátus elé tárja. Palpatine császár letartoztatja Rampart admirálist a tettért, ezt felhasználva, Palpatine meggyőzi a Szenátust, hogy szavazzák meg a klónkatonák leszerelését és álljnak át a besorozáson alapuló rohamosztagos programra.
  - A birodalmi rendelet megjelenése után, fokozatosan kivonják a klónkatonákat a Birodalmi Hadseregből, és önkéntes sorkatonaságot vezetnek be.
  - A Barton IV-en Nolan hadnagyot a könyörtelensége miatt Szálkereszt kivégzi. Weyland bolygón lévő Tantiss birodalmi kutatóbázisra viszik, ahol Royce Hemlock kínozva vallatja Omega hollétéről.
  - Bad Batch csapat az Eriadu bolygóra mennek, ahol Tarkin kormányzó nagy gyűlést tart. A gyűlésre tart Hemlock doktor is, akik a Bad Batch nyomkövetővel meg akarnak jelölni, hogy kiderítség hol a titkos birodalmi létesítmény, ahol Szálkeresztet fogva tartják. A küldetés kudarcot vall, mivel a birodalmi bázisra bejutott Saw Gerrera csapata és alá aknázták a létesítményt. A küldetés kudarcot vall, mivel Saw felrobbantja az elhelyezett aknákat a birodalmi vezetők túlélték a támadást, de a Bad Batch csapatának a nyomkövetőjét felrobbantották. Menekülés közben meghal Tech, hogy a többieket mentse. A csapat
  - A kudarc után a csapat az Ord Mantell bolygón lévő Cid kocsmájába mennek, ahol Cid feladja őket a Birodalomnak. Hemlock doktor magával viszi Omegát, míg a csapat többi tagja elmenekülnek a bolygóról.
  - Palpatine császár elindítja az inkvizítor programot, a sötét oldalra átállt Jediket inkvizítoroknak nevezi ki, hogy felkutassák és átállítsák vagy megöljék az utolsó megmaradt Jediket.
  - Egy Jedi templomőr, korábban Ahsoka Tano meghurcolása miatt elveszítette hitét a Jedi Rendben, és átállt a sötét oldalra, Darth Sidious az inkvizítorok vezetőjévé a Legfőbb Inkvizítornak nevezi ki.
  - Darth Sidious kinevezi Mas Ameddát Nagyvezírnek. A Birodalmi Uralkodótanács vezetője, a Birodalmi Szenátusban a császár képviselője, és a császár távollétében a helyettes uralkodója lesz.
  - Mas Amedda vezetésével megrendezik a Jedi Rend felszámolásának ünnepét. A Coruscanton a régi Jedi Templom lépcsőjénél, a halott Jediktől elvett fénykardokat, köztük Yoda Jedi mester fénykardját is megsemmisítik. Darth Sidious az ünnepségen utasítja Vadert, hogy építse meg a saját fénykardját.
  - Darth Sidious a hatalma megszilárdítása után elmerül a sötét oldal természetében és a halhatatlanságot kezdi kutatni.
  - Darth Sidious elviszi Vadert a Középső Peremvidék egyik sivatagos bolygójára, ahol az uralkodó küldetésre indítja Vadert, a fénykardjának a megépítéséhez találnia kell egy Jedit, akitől elveheti a kyber kristályát. Vader Brighthome-ba utazik, ami egy Jedi előőrség volt, az itt található adatbankból megtalálja Kirak Infil'a Jedi mestert és megtudja, hogy az Al'doleem holdon lévő Jedi kolostorban él. Kirak Infil'a még jóval a Nagy Jedi Tisztogatás előtt kilépett a Jedi Rendből. Vader az Al'doleem holdra utazik és egy sziklán megküzd Infil'ával, a Jedi a párbajban legyőzi Vadert, majd a szikláról a mélybe veti. Vader túléli a zuhanást, és Am'balaar városába követi Infil'árt. Egy gát tetején ismét megütköznek, ahol Vader elterelésként megtöri a gát falát, Infil'a az Erő segítségével megakadályozza, hogy a víz áttörje a gátat és elárassza a várost. Vader eközben elveszi Infil'a fénykardját és kivégzi, majd áttöri a gátat és hagyja, hogy a várost elárassza a víz. A párbaj után Infil'a kyber kristályát egy mustafari Sith barlangba viszi, ahol egy Sith rituálé során "véreztetéssel" elkészíti a vörös színű fénykardját.
  - Palpatin császár, Darth Vadert és a Legfőbb Inkvizítort küldi Jocasta Nu Jedi mester levadászására. Eközben Nu visszatér a Jedi Templomba, hogy megszerezhesse az Erő-érzékeny gyermek listáját tartalmazó holokront. A Templomban találja a Legfőbb Inkvizítort, aki elárulja Nunak, hogy egykor templomőr volt, majd párbajban legyőzi az Inkvizítort, de Vader megmenti az életét. Vadert Nu üldözése közben, Fox parancsnok katonái a fénykardja miatt, szintén Jedinek nézik, ezért tüzet nyitnak rá. Fox azonnal megparancsolja nekik, hogy fejezzék be a támadást, amikor rájött, hogy kit lőnek. Bár megpróbálta elmagyarázni, Foxot mégis kivégzi Vader, mert nem adta meg a klónoknak Vader leírását. Végül Nutot elfogják és Vader megszerzi tőle az Erő-érzékeny gyermek listáját. Nu a fogva tartó katonáknak elárulja, hogy Vader valójában Anakin Skywalker volt Jedi lovag. Vader a titka megtartása érdekében megöli az összes katonát, majd Jocasta Nuval is végez.
  - Masana Tide Jedi lovagot a 66-os parancs után elfogják, megtörésig kínozzák, végül átáll a sötét oldalra és Kilencedik Nővérként inkvizítor lesz. Később Darth Vaderrel tartott edzése során elveszíti a bal szemét.
  - Megszületik Thane Kyrell a Jelucan bolygón.
  - Cere Junda Jedi lovagot elfogják és az inkvizítorok erődjébe viszik a Nur holdra. Megkínozzák, majd Darth Vader sikeresen megtöri és feladja volt padawanját Trilla Sundurit. Sundurit megkínozzák, majd megtörik és átáll a sötét oldalra, Második Nővér néven inkvizítor lesz. Junda végül sikeresen megszökik az erődből és elmenekül a Nur holdról.
  - A Birodalom a Riosa bolygót annektálja, a gyárait birodalmi parancsnokság alá helyezik és a bolygó lakóit kötelező munkára kényszerítik, hogy a Halálcsillag számára felhasználható alkatrészeket állítsanak elő.
  - Luminara Unduli Jedi mestert kivégzik, a Legfőbb Inkvizítor a holttestét csapdának használja fel a többi Jedi számára.
- Y. e. 18
  - Palpatine császár utasítja Alva Brenne ezredest, hogy az üresen álló volt Jedi Templomot alakítassa át Császári Palotává, és tegye meg a császár új rezidenciájává.
  - Kanan Jarrus Janus Kasmir mellé szegődve csempésznek áll, a birodalmiak a Lahn bolygón elfogják, de Kasmir és a volt szeparatista tábornok Kleeve kiszabadítják. Jarrus úgy dönt, hogy felhagy a csempészéssel és a saját útját járja.
  - Palpatine császár megbízza Wilhuff Tarkin moffot arra, hogy példát mutasson a korábban a Köztársaság ellen lázadó világoknak. A korábban szeparatista Antar 4 holdra bevonul Tarkin és tömeges letartóztatásokat, kivégzéseket és mészárlásokat alkalmaz a lakossággal szemben, nem törődve a szeparatisták mellett a birodalmi lojalistákkal.
  - A Salient II bolygón Has Obitt csempész és Saw Gerrera egy felkelést vezetnek a Birodalom ellen, a több hetes csata után végül Wilhuff Tarkin vezetésével a Birodalom megnyeri a csatát. Has Obittot elfogják, míg Saw Gerrera elmenekül a bolygóról.
  - Palpatine császár megbízza Darth Vadert, hogy vizsgálja ki a Jedi jelenlétet a Mon Cala bolygón. Vader három inkvizítorral a Hatodik testvérrel, Kilencedik nővérrel és a Tizedik testvérrel érkezik meg Dac városába. Ferren Barr volt Jedi padawan megöli Telvar birodalmi nagykövetet, amire válaszul Tarkin támadást indít Mon Cala ellen. A három inkvizítor és néhány klónkatona Ferren Barrt üldözik, Barr felismeri, hogy a klónkatonáknál még nem voltak aktiválva az inhibitorchipjeik, elme trükköt alkalmazva a katonákon, utasítja, hogy "hajtsák végre a 66-os parancsot". A klónok az inkvizítorok ellen fordulnak, akik korábban Jedik voltak és megölik a Tizedik testvért. Vader elfogja Lee-Char királyt, majd megérkezik Barr és harc közben bevallja Vadernek, hogy ő ölte meg Telvar nagykövetet, hogy kirobbantsa a háborút. Lee-Char ezt hallva, azonnal elrendeli a tűzszünetet és tárgyalni kezd Tarkinnal. Vader párbajban megöli Ferren Barrt, majd letartóztatja Lee-Char királyt és bebörtönözik a Strokill Prime bolygón. A Birodalom megszállja Mon Calat, amire a mon calamariak tömegével hagyják el a bolygót.
  - Megrendezik az első Birodalom Napja ünnepet, a Birodalom megalakulásának és a Nagy Jedi Tisztogatásának az évfordulója.
  - A Birodalom megszállja a volt Jedi Rend birtokában lévő Ilum bolygót. Megkezdik a kyber kristályok bányászatát a Halálcsillag lézeréhez. Az Ilum egyenlítőjénél a bányászat révén, nagy ipari egyenlítői árok, úgynevezett "Birodalmi árok" jön létre.
  - Ahsoka Tano csatlakozik a lázadókhoz és átveszi Bail Organa szenátortól a Lázadó Szövetség Hírszerző Szolgálat irányítását. Ahsoka javaslatára a "Fulcrum" jelzést a hálózat ügynökei kezdik el használni.
  - A volt Konföderáció finanszírozását segítő vállalatokat, mint a Techno Unió és a Kereskedelmi Szövetség, mind a Galaktikus Birodalom államosítja. A megmaradt szeparatisták egy része a galaxis belső peremének a nyugati felébe menekülnek, és továbbra is ellenállnak a Birodalomnak. Palpatine császár Wilhuff Tarkint bízza meg a megmaradt szeparatisták kiirtásával.
  - Megszületik Nazhros Oleg az Eufornis Minor bolygón.
- Y. e. 17 – Az Erso család Saw Gerrera segítségével elmenekülnek a Coruscantról és a Lah'mu bolygón bujkálnak a Birodalom elől.
- Y. e. 16 – Unkar Plutt megszületik a Crul bolygón.
- Y. e. 15
  - A Birodalom legyőzi a galaxis belső peremének a nyugati felében harcoló volt szeparatistákat. Ezzel befejeződött a 3 éven át tartó harcok.
  - Gallius Rax parancsnoki ranggal csatlakozik a Birodalmi Flottához.
- Y. e. 14
  - Lázadók által okozott balesetben meghal Xea. Xea bátyja TK-462 mély gyűlöletet érez a lázadók iránt, ami arra készteti, hogy bevonuljon a Birodalmi Akadémiára, hogy rohamosztagos legyen.
  - Szabad Ryloth Mozgalom néven felkelő mozgalom jelenik meg a Rylothon, Cham Syndulla a Klónháborúk veteránjának vezetésével. Támadásokat indítanak a birodalmi létesítmények ellen. Darth Vader megöli Pok hadnagyot és a lázadó csapatát, aminek a hatására Syndulla bosszút esküszik Vaderen. Palpatine császár és Vader a Rylothra érkeznek, aminek a hírére Syndulla csapdát állít nekik. A császárt szállító hajó megrongálódik és lezuhan a bolygóra, majd a felkelők üldözőbe veszik a két birodalmi vezetőt. Palpatine és Vader egy twi'lek faluban kérnek menedéket, a faluban a két vezetőre rátalálnak a felkelők és a birodalmiak is. A csatában a birodalmiak szétzúzzák a felkelőket, Syndulla parancsára a felkelők sejtekre oszlanak szét és elmenekülnek. Palpatine császár megpancsolja Vadernek, hogy végezzen mindenkivel a faluban.
  - Berch Teller százados kiábrándult a Birodalomból, amikor Wilhuff Tarkin az Antar 4-en történt mészárlás közepette a lojalista lakosságot is kivégeztette. Teller lázadó sejtet alapít, ellopja Tarkin csillaghajóját és galaxis szerte támadni kezdik a birodalmi létesítményeket. Tellert Tarkin és Vader üldözőbe veszi, a hosszú üldözésben végül a Tatuinon elfogják. Palpatine császár elrendeli a kivégzésüket, emellett több birodalmi dolgozót, raktárosokat, szállítókat, birodalmi állomásokon dolgozó tudósokat is megbüntetnek, akik kiszolgálták a disszidenseket. Palpatine császár az incidens után újjászervezi a bürokráciát, a Birodalmi Hírszerzés élére Wullf Yularen ezredest nevezi ki, Wilhuff Tarkint nagymoffnak lépteti elő, és a Külső-Peremvidék kormányzójává nevezi ki.
  - Wilhuff Tarkint nagymoff meghirdeti a Tarkin doktrínát, meghatározza a Birodalmi Katonai Flottát, amelynek feladata a félelem terjesztése, és az ellenség likvidálása a galaxis engedetlenségre hajlamos régióiban.
  - Berch Teller árulása miatt Tarkin nagymoff elrendeli az épülő Halálcsillag ideiglenes elszállítását a geonosisi pályáról a mély űrbe. Tarkin továbbá megparancsolja, hogy irtsák ki a Geonosis teljes lakosságát, hogy titokban tartsák a Halálcsillag létezését. A népirtásban körülbelül 100 milliárd geonosisi hal meg. Bekövetkezik a galaxis történetében a legnagyobb népirtás, amit a Birodalom titokban tart.
  - Cal Kestisre rátalálnak az inkvizítorok, a Második és a Kilencedik Nővér, Cere Junda volt Jedi lovag segít neki elmenekülni a Bracca bolygóról. A Bogano bolygóra mennek, ahol tudomást szereznek egy elrejtett holokronról, ami Erőre érzékeny gyermekek nevét tartalmazza. Junda tanítványának fogadja Kestist, hogy befejezze a kiképzését. A holokron megszerzésével elhatározzák, hogy újjáépítik a Jedi Rendet. A holokront kutatva a Kashyyyk bolygóra mennek, hogy megtalálják Tarfful tábornokot. A kutatás közben találkoznak Saw Gerrerával, aki a vukiknak segít a Birodalom elleni harcokban, Gerrera tájékoztatja a Jediket, hogy Tarfullt fogságban tartja a Birodalom. Kestis a Zeffo bolygóra megy, hogy megakadályozza a Birodalom Miktrull sírjának a feltárását, a Második Nővérrel párbajozik, aki legyőzi, de Kestis droidja BD-1 megmenti az életét. A Második és a Kilencedik Nővér, birodalmi erősítéssel legyőzik a Kashyyykon harcoló ellenállókat és Saw Gerrera elmenekül a bolygóról. Kestis visszatér a Kashyyykra, és az időközben kiszabadított Tarfull tábornok segít a holokron kutatásában. A Kilencedik Nővér megtalálja Kestist, majd párbajban Kestis levágja az inkvizítor jobb kezét és legyőzi, de nem végez vele. A Dathomirra mennek tovább kutatni a holokront, ahol azonban Kestis fénykardja megsemmisül. Találkozik Taron Malicos volt Jedi mesterrel, aki engedve a sötét oldalnak az éjfivérek vezetője lett. Kestis a megsemmisült fénykardja miatt elmenekül Dathomirról és az Illum bolygóra megy új fénykardot készíteni. A megépített fénykard után visszatér Dathomirra tovább kutatni a holokront, ismét találkozik Malicossal, aki próbálja rávenni Kestist, hogy csatlakozzon hozzá. Kestis visszautasítja a volt Jedi mestert és párbajozni kezdenek, Grievous tábornok által kiirtott éjnővérek egyik túlélője, Merrin segít Kestisnek legyőzni Malicost, majd élve eltemeti. A csapat visszatér a Bogano bolygóra, ahol Kestis megtalálja a holokront, de a Második Nővér egy rövid párbaj után elveszi tőle és elmenekül a bolygóról. Junda a Második nővér fénykardjával Jedi lovaggá üti Kestist. A Második Nővért üldözve, hogy visszaszerezzék a holokront az inkvizítorok erődjébe mennek a Nur holdra. Kestis párbajban legyőzi a Második Nővért, és visszaszerzi tőle a holokront. Darth Vader szemtanúja volt a Második Nővér vereségének, ezért megöli. Kestis és Junda párbajoznak Vaderrel, majd Merrin segítségével elmenekülnek a Nur holdról. Kestis rájön, hogy nem elég erős megvédeni az Erőre érzékeny gyermekeket, ezért lemond Jundával együtt a Jedi Rend újjáépítéséről és megsemmisíti a holokront, hogy biztonságban legyenek a gyerekek a Birodalom elől.
- Y. e. 13
  - Orson Krennic igazgató rátalál az Erso családra a Lah'mu bolygón, Galent őrizetbe veszi, feleségét Lyrát megöleti, míg a lányuk, Jyn el tud menekülni, akit a lázadó Saw Gerrera vesz gondjaiba.
  - Bybbec-láz sújtja a Ryloth bolygót. A láz ellenszerét a Gattis-gyökérből kivont szérumot a Birodalom regisztrációért cserébe adja a betegeknek. Ezzel akarják kiszűrni a felkelőket. Hera Syndulla vezetésével megszerzik a Gattis-gyökér szállítmányokat, és szétosztják a twi'lek lakosság között.
  - Han és barátnője Qi’ra a birodalmi irányítás alatt álló Korélia bolygóról terveznek megszökni, amikor is az őrök elfogják Qi’rát, míg Han sikeresen átjut az ellenőrzőponton. Han a Birodalmi Hadseregbe jelentkezik, egy birodalmi toborzó a „Solo” családnevet adja neki, amikor Han azt mondja, hogy nincs családja, egyedül van.
  - TK-462 elvégzi az Eriadu Birodalmi Akadémiát és rohamosztagos lesz. A Lothal bolygóra kéri magát, az ottani lázadóinak leküzdésére.
- Y. e. 12
  - Efraim és Mira Bridger forradalmárt a Birodalom hazaárulás vádjával elfogja és bebörtönözi. Ezután Ezra Bridger az elhagyott E-272-es LothalNet komm toronyban él egyedül. Ryder Azadi Lothal birodalmi kormányzó szintén kiábrándult a Birodalomból és támogatta a Bridger házaspár lázadó tevékenységét. Azadi kormányzót a Bridger házaspárral együtt bebörtönzik, helyére Tarkin nagymoff Arihnda Pryce-t nevezi ki Lothal új kormányzójának.
  - Hera Syndulla elhagyja Rylothot, hogy harcoljon a Birodalom ellen. Csatlakozik a lázadókhoz és Fulcrum utasításait kezdi követni.
  - Megépítik K-2SO KX sorozatú biztonsági droidot a Vulpter bolygón.
  - Palpatine császár Darth Vadernek ajándékozza a Mustafar bolygót és a Jedi Archívumból Darth Momin maszkját. Vader úgy dönt, hogy erődöt épített egy Sith barlang fölé. Momin maszkja megszáll egy birodalmi hadnagyot és segít Vadernek megépíteni az erődöt, megígérve, hogy az erőd kaput nyit a sötét oldal felé, ami által újra találkozhat halott szerelmével Padmé Amidalával.
- Y. e. 11
  - Momin nyolc alkalommal próbálkozott megnyitni a sötét oldal kapuját, amire az erőd rendre mindig összeomlott. Vader a kudarcok miatt, minden egyes alkalommal megölte a Momin által megszállt testet, hogy újból kezdje az erőd építését a maszkot mindig másra adta fel. Momin végül a kilencedik alkalommal sikerrel jár, és az erőd képes megnyitni a sötét oldal kapuját. A sötét oldal kapujának megnyitásának kísérletei miatt lávaviharok törtek ki az egész bolygón, ezért fellázadnak a mustafariak és megtámadják a birodalmiakat és Vader erődjét. Vader a támadó mustafariakkal volt elfoglalva, miközben Momin megnyitja a kaput és feltámasztja az eredeti testét. Vader legyőzi a mustafari sereget, majd Momin megtámadva Vadert, hosszú párbajban, végül Vader megöli Momint. A párbaj után Vader belép a sötét oldal kapuján és megtalálja Amidala szellemét, Vader könyörög, hogy térjen vissza vele, de Amidala visszautasítja. Vader visszatér és összetöri a kaput.
  - A Tatuin bolygón Jabba a nagy aszály miatt "vízadót" vett ki a páragyűjtő farmerekre, az egyik éjjel Luke Skywalker elindul, hogy visszaszerezze a gazdáktól begyűjtött vizet, szembeszáll a gengszterekkel, de alul marad és elájul. Obi-Wan Kenobi megmentve Luke-ot legyőzi Jabba embereit. Kenobi az eszméletlen Skywalkert a Lars család farmjára viszi, és még mielőtt felébredne, elmegy, de a gyermek bátorsága megnyugtatja Kenobit, hogy a Jediknek még nem ért véget és van remény.
  - Palpatine császár elküldi tanácsadóját Denetrius Vidian grófot a Gorse rendszerbe, hogy gyorsítsa fel a torilid bányászatát a növekvő birodalmi igények miatt. Skelly egy robbanóanyag-szakértő, aki a Gorse bolygó holdján a cyndai torilid bányáiban dolgozik. Skelly kutatásai alapján rájön, hogy a bányászati tevékenység miatt a hold szerkezete meggyengült és bármikor összeomolhat. Skelly figyelmezteti Vidian grófot, azonban a gróf megpróbálja megölni. Hera Syndulla és Kanan Jarrus találkoznak a Cyndán és segítenek Skellynek megállítani Vidian grófot. A gróf a saját üzleti érdekei miatt fel akarja robbantani a Cynda holdat, hogy a vállalata kaphassa meg a Birodalom megbízását a hold maradványai felett a bányászati jogot, ezzel legyőzve riválisát Danthe bárót. Hera, Skelly és Jarrus megtudják a gróf tervét, amit közölnek Rae Sloane birodalmi századossal, aki tájékoztatja Palpatine császárt. A császár utasítja a századost, hogy tartóztassa le Vidian grófot. Sloane parancsba adja a birodalmi flottának, hogy bombázza Vidian zászlóshajóját, a Foragert. Skelly az életét adva megöli Vidian grófot, miközben Hera és Jarrus elmenekülnek a hajóról. A Birodalom leállítja a bányászatot a Cynda holdon, és a Gorse bolygóra viszik át a tevékenységet. Vidian riválisa Danthe báró megszerzi az irányítást a torilidipar felett. Rae Sloane századost előléptetik a birodalmi csillagromboló az Ultimatum kapitányává. Jarrus csatlakozik Herrához és vele tart a Szellem fedélzetén.
  - Megszületik Temmin Wexley az Akiva bolygón.
  - Meghal Enfys Nest édesanyja, aki a Cloud-Riders vezetője volt.
- Y. e. 10
  - Jabba felbéreli Black Krrsantan fejvadászt, hogy kutassa fel és hozza el neki, azt aki megakadályozta a "vízadó" beszedését. Krrsantan felkutatja és megtámadja Kenobit, de nem tudja legyőzni, Krrsantan elmenekül a Tatuinról, mivel tudja, hogy a kudarcáért Jabba meg akarja öletni.
  - Nakari Kelen édesanyja egy zenekar tagja, a banda előadott egy dalt, amely Darth Vadert szatirizálja. A zenekar minden tagját a dal megjelenése után néhány nappal a kesseli fűszerbányákba küldik.
  - Han Solot engedetlenség miatt kizárják a Birodalmi Akadémiáról és átkerül a Birodalmi Hadseregbe, ahol rohamosztagos lesz.
  - A mimbani csata során Han Solo találkozik Tobias Beckett vezette bűnbandával. Solo megpróbálja megzsarolni őket, hogy magukkal vigyék, de Beckett mivel birodalmi tisztnek adja ki magát letartóztatja és egy verembe dobják, hogy egy vadállat végezzen vele. A veremben egy Csubakka nevű vuki van, akivel Solo összefog és elmenekülnek, Beckett végül megenyhül és magával viszi őket a Mimban bolygóról.
  - A Vandor bolygón Beckett vezetésével megtámadnak egy birodalmi konvexvonatot, hogy koaxiumot lopjanak a Vörös Hajnal vezetőjének Dryden Vosnak. A sikertelen küldetésben meghal Beckett társai Rio Durant és Val. Solo és Csubakka csatlakoznak Becketthez és Dryden hajóján beszámolnak a kudarcról. Solo újra találkozik volt barátnőjével Qi'rával, akiről kiderül, hogy Dryden jobbkeze. Dryden kiakarja végezni a csapatot, de Solo ötletével meggyőzik Drydent, hogy adjon nekik még egy esélyt. Qi'ra csatlakozik a csapathoz és a segítségével Solo megismerkedik Lando Calrissiánnal. Lando a nyereség 25%-áért csatlakozik a csapathoz, és a hajóján az Ezeréves Sólyommal a Kesselre utaznak, hogy a Pyke Szindikátus által vezetett koaxium bányákból finomítatlan koaxiumot lopjanak. Lando droid társa L3-37 "Elthree" fellázította a droidokat és a rabszolgákat a pykok ellen, eközben a csapat sikeresen megszerzi a koaxiumtartályokat, azonban Elthree-t végül szétlövik a pykok. A csapat Kessel elleni támadása és a rabszolgafelkelés felkeltette a Birodalom figyelmét, amely egy birodalmi csillagrombolót küldött a bolygóhoz. Solo vezetésével sikerül elmenekülni a birodalmiak elől, és Beckett segítségével a térnyelőt is elhagyniuk. A „Kessel Útvonal”-at 12 parszek alatt tették meg a Sólyommal, ezzel új történelmi rekordot állítva fel.
  - A Savareen bolygó koaxiumot finomítójához utaznak, miközben Dryden Vost várják. Eközben Enfys Nest és a „Cloud-Riders” nevű csapata is megjelennek és meggyőzik Solot, hogy ne adják oda a koaxiumot Drydennek. Solo előre látva Beckett árulását átveri őt és a Cloud-Riders segítségével csapdát állítanak Dryden embereinek. Qi'ra megöli Dryden Vost, majd értesíti Darth Mault, hogy Dryden halott, Maul a Dathomirra hívja Qi'rát és megteszi a Vörös Hajnal új vezetőjévé. Solo végez Beckettel és a koaxiumot odaadja a Cloud-Riders csapatnak, akikről kiderül, hogy egy lázadó sejt.
  - Solo egy szabacc játékban elnyeri Lando Calrissiántól az Ezeréves Sólymot.
  - Saw Gerrera és partizánjai elég közel kerülnek ahhoz, hogy felfedezzék a Halálcsillagot, ezért a Birodalom a Geonosistól a Scarifhoz irányítják.
- Y. e. 9 
  - Miara Larte-t az Alderaan-i ünnepségen a Lázadók századosi rangra emelik.
  - Megszületik Jak a Coruscant bolygón.
  - A Legfőbb Inkvizítor, a harmadik nővér és az ötödik fivér a Tatuinra mennek, hogy elkapjanak egy bújkáló Jedit. Narit végül elfogják és megölik, holttestét pedig kiakasztják Anchorhead város főterére.
  - A harmadik nővér elraboltatja Leia Organát az Alderaanról, hogy csapdát állíthasson Obi-Wan Kenobinak. Kenobi elindul felkutatni a elrabolt lányt, akit a Daiyu bolygón talál meg.
  - Obi-Wan Kenobi menekülés közben megtudja a harmadik nővértől, hogy Anakin Skywalker életben van.
  - Obi-Wan Kenobi és Leia Organa a Mapuzo bolygóra menekülnek, ahol segít megszökni nekik egy a Birodalomból kiábrándult birodalmi tiszt, Tala Durith. Tala egy földalatti ellenállási mozgalom tagja, akik segítenek a volt Jediknek elmenekülni a Birodalom elől és új személyiségazonosítót adni nekik. Kenobi és Darth Vader párbajoznak, amiben Vader legyőzi Kenobit, azonban Tala megmenti Kenobi életét és elmenekülnek a bolygóról.
  - A harmadik nővér elrabolja Leia Organát és a Nur holdon lévő Inkvizítorius erődbe viszi. Ahova utána megy kiszabadítani Obi-Wan Kenobi és Tala. Kenobi Leia kutatása közben rátalál egy lezárt részlegre, ahol elesett Jedik holttesteit tárolták, többek között Tera Sinube és Coleman Kcaj Jedi mesterét is. Kenobiék sikeresen megszöktetik Leiaát a Nur holdról, azonban a harmadik nővér nyomkövetőt helyezett Leia droidjába, ami által követi őket a Jabiim bolygóra. Vader a harmadik nővér vezetésével megtámadják az ellenállási mozgalom menedékhelyét, amiben Tala az életét veszti, azonban Kenobiék sikeresen elmenekülnek a bolygóról.
  - A harmadik nővér bosszút állva megtámadja Darth Vadert, amiért lemészárolta a padawanokat a Jedi Templomban, azonban a párbajban Vader legyőzi a harmadik nővért. Reva Sevander túléli a párbajt, majd megtalálja Kenobi elhagyott kommunikátorát, amiből megtudja, hogy a Tatuinon Owen Lars rejtegeti Vader fiát.
  - Obi-Wan Kenobi a Barren holdra megy, ahol hosszú párbajban legyőzi Darth Vadert, majd sebesülten ismét magára hagyja.
  - Reva Sevander megtámadja a Lars családot, hogy megölje Luke Skywalkert, azonban nem képes megtenni és visszatér a világos oldalra.
  - Obi-Wan Kenobi megtalálja a belsőbékéjét és képes lesz Qui-Gon Jinn Erő szellemével beszélni és látni.
- Y. e. 7
  - Bodhi Rook belép a Terrabe szektor Repülő Akadémiájára, hogy birodalmi csillagharcos pilóta lehessen.
  - Jyn Erso küldetést vállal a Horuz bolygóra, hogy meggyilkolja Dorin Bell birodalmi tudóst, azonban nem Jyn öli meg, hanem a partizánok egyik csapdagránátja.
- Y. e. 6
  - Inusagi évszázadokig egy semleges bolygó volt a Naboo bolygóhoz közel. A törzsfőnököt kényszerítik, hogy írja alá a Birodalomhoz való csatlakozásról szóló szerződést. Röviddel ezután a virágfesztivált kihasználva a Birodalom bejelenti az új bolygóvezetőt Cor Tophervin kormányzót, az uralkodó személyes barátját. Arane Oreida egy helyi lázadó sejt vezetője, lehetőséget lát arra, hogy üzenetet küldjön a Birodalomnak, felkéri Saw Gerrerát, hogy végezzenek a kormányzóval. Gerrera és csapata beszivárognak a törzsfőnök palotájában tartott fesztiválra, megölik Tophervin kormányzót a törzsfőnököt és lemészárolják a fesztivál összes résztvevőjét.
  - Crucival bolygón kitör a 47 napos polgárháború a vezető Malkhanis klán és a többi klán között. A Malkhanis klán hadura Malkhánt megölik, a klán elbukik és a helyét az Opaline Creed klán veszi át. Kezdetben a klán jólétet biztosít a bolygó lakosságának, azonban hanyatlásnak indul és végül feloszlik a klán.
  - A Leonis család a Lothal bolygóra költözik.
  - Tarkin kormányzó parancsba adja, hogy a Lothal bolygón lévő földeket a Birodalom kisajátítja. A gazdák tüntetést szerveztek, amit a Birodalom lever, a túlélő gazdák elmenekülnek és menekülttáborba kényszerűlnek, amit gúnyosan Tarkin városak kezdenek nevezni.
  - Dhara Leonist elviszi a Birodalmi Akadémiáról a Legfőbb Inkvizítor, és erőszakkal bevonja az „Arató” projektbe. A projekt részeként az inkvizítorok elfogják a fiatal Erő-érzékenyeket, és a sötétoldalra állítva birodalmi ügynökökké állítják őket.
- Y. e. 5
  - Garazeb Orrelios „Zeb” és Sabine Wren csatlakoznak a Szellem legénységéhez.
  - Cikatro Vizago megbízásából a Szellem legénysége rátámad egy birodalmi utánpótlási konvojra Lothal fővárosában. Az akció közben összetalálkoznak Ezra Bridgerrel, aki a birodalom elől a Szellem fedélzetére menekül.
  - A Birodalmi Biztonsági Iroda Alexsandr Kallus Ügynököt küldi a lothali birodalmi létesítmények elleni támadások kivizsgálására.
  - A csapat a Lothalon lévő Tarkin városba látogat, és a Birodalomtól ellopott ételeket osztják szét a menekülttábor lakói között.
  - Kallus Ügynök csapdát állít a csapatnak, akik sikeresen megszöknek, viszont Ezra Bridgert elfogja. A csapat visszamegy a Csillagrombolóra kiszabadítani Ezrát, aki megtudta, hogy a vukikat a kesseli fűszerbányákban rabszolgaként dolgoztatják. A csapat ezért a Kesselre megy, és sikeresen kiszabadít egy tucat vukit. Kallus megtudja, hogy Kanan Jarrus egy Jedi, ezért jelenti az esetet a Legfőbb Inkvizítornak. Ezra kinyit egy Jedi holokront, ezzel Jarrus megtudja, hogy Erő-érzékeny és választási lehetőség elé állítja Ezrát, aki úgy dönt csatlakozik a csapathoz és padawanja lesz Jarrusnak.
  - Vizago megint megbízza a csapatot, hogy lopják el neki a Birodalom elől a T-7-es ion disruptor fegyvereket, amit a Birodalmi Szenátus betiltott. Bail Organa szenátor szintén megbízza C-3PO-t és R2-D2-t, hogy semmisítsék meg a fegyvereket, mielőtt a Birodalom megszerzi. A Birodalom részéről Arihnda Pryce kormányzó helyettese, Maketh Tua miniszter próbálja megszerezni a fegyvereket Amda Wabo fegyvertervezőtől. A fegyvereket végül Jarrus csapata szerzi meg és magukkal viszik Organa két droidját. Visszatérnek a Lothalra, hogy eladják a fegyvereket Vizagonak, de C-3PO jelzi a helyzetüket a Birodalomnak. Kallus vezetésével a birodalmiak megtámadják a csapatot, de sikeresen elmenekülnek. Jarrus fizetségért cserébe visszaadja Organának a két droidot, ezután R2-D2 tájékoztatja Organát, hogy a csapat egy lázadó sejt.
  - Jarrus megkezdi Ezra kiképzését. A Legfőbb Inkvizítor Gall Trayvisszel a HoloNeten keresztül csapdát állít Jarrusnak, elhiteti, hogy Luminara Unduli Jedi mester életben van és fogságban tartja a Birodalom a Stygeon börtönben. A csapat elindul kiszabadítani a Jedi mestert, betörnek a börtönbe, ahol Jarrus és Ezra rájönnek, hogy Luminara már rég halott. Megjelenik a Legfőbb Inkvizítor és párbajozni kezd Jarrussal, végül a csapat sikeresen elmenekül az Inkvizítor elől és a börtönből.
  - Jarrus, Ezrát, mint birodalmi kadétot a lothali Birodalmi Akadémiára küldi, hogy megszerezzen egy dekódert, amely egy kyber kristályt szállító birodalmi konvoj helyzetét jelöl. Ezra Zare Leonis kadét segítségével sikeresen megszerzi a dekódert és továbbítja a csapatnak. Zare elárulja Ezrának, hogy csak azért lett kadét, hogy kiderítse mitörtént a testvérével Dhara Leonissal. A Szellem fedélzetén Jarrus és Hera megsemmisítik a kyber kristályt szállító konvojt, miközben Ezra és Nazhros Oleg, Zeb és Sabine segítségével megszöknek az akadémiáról. Zare az akadémián marad és tovább kutat az eltűnt testvére után.
  - Birodalom elfoglalja a Ferrix bolygót, Andor Luthen Rael lázadó segítségével elmenekül a bolygóról.
  - Luthen Rael az Aldhani bolygó helyi lázadó sejtjéhez viszi. Andor és a Vel Sartha vezette lázadó csapat megtámadja a birodalmi bázist, ahonnan ellopnak 80 millió birodalmi kreditet.
  - Andor a Niamos bolygóra utazik, ahol letartoztatják és 6 év börtönre ítélik. A Narkina 5 birodalmi börtön kompelxumba szállítják, ahol a rabokkal a Halálcsillag lézerfegyveréhez gyártatnak alkatrészeket. Andor egy fogolyfelkelést robbant ki, majd sikeresen megszökik a börtönből.
  - A birodalom lemészárolja Anto Kreegyrt és lázadó csapatát.
  - Maarva Andor meghal a Ferrixen, a temetésén Birodalom ellenes lázadás tör ki a bolygón. Andor segít kimenekíteni a barátait a bolygoról, majd csatlakozik Luthen Raelal tartva csatlakozik a lázadókhoz.
- Y. e. 4
  - A Birodalom napján a Birodalom megalakulásának a 15. évfordulóját ünneplik a Lothalon, ill. ezen a napon van Ezra Bridger 15. születésnapja is. Tseebo a Bridger házaspár barátja volt, aki technikusként dolgozott a Birodalomnak, hogy kiderítse mi történt velük. Tseebo megszökik, ezért a Birodalom blokád alá vonja a Lothal bolygót, hogy megtalálják, mivel szinte minden birodalmi információnak a birtokában áll. A keresést a Legfőbb Inkvizítor és Kallus ügynök vezeti. A Birodalom Napja ünnepségen Jarrus csapata felrobbantja a Maketh Tua miniszter által bemutatott új típusú TIE csillagvadász repülőt. A csapat rátalál Tseebora, akik rájönnek, hogy szinte minden információt tud a Birodalomról, ezért ki akarják juttatni Lothalról. A csapat sikeresen átjut a blokádón, azonban a Legfőbb Inkvizítor egy jeladóval követni kezdi a Szellemet, a csapat erre rájön, ezért Jaruss és Ezra elcsalja a birodalmiakat az Anaxes bolygóra egy régi köztársasági katonai bázisra. A csapat többi tagja sikeresen eljuttatja Tseebot Fulcrumhoz. Tseebo a búcsú előtt elárulj Herának, hogy mi történt Ezra szüleivel. A Legfőbb Inkvizítor üldözve Jarrust és Ezrát az elhagyatott bázisra megy, ahol megütközik és legyőzi Jarrust, Ezra az Erő sötét oldalát használva megmenti Jarrust és elmenekülnek a bolygóról.
  - Ezra és Jarrus rátalálnak a Lothalon egy Jedi templomra, ahol Ezra egy próba keretén belül sikeresen megszerzi a kyber kristályát. A templomban Yoda mester kapcsolatba lép Jarussal és Ezrával és tanácsokat ad nekik. Ezra ezután megépíti a saját fénykardját.
  - A Lothálon egy faluban razziáznak a birodalmi rohamosztagosak, a százados végez az egyik falusival, majd a következővel is, amikor is a tömegből kifut egy férfi, akit TK-462 rohamosztagos megöl, kitör a pánik és a megölt férfi kislánya bosszúból végez TK-462 rohamosztagossal.
  - Jarrus csapata egy elvesztett kártyaparti miatt, segít Lando Calrissiánnak megszerezni Azmorigan bűnvezértől egy malacot, amit Lando illegális bányászásra alkalmazna a Lothálon.
  - Gall Trayvis volt birodalmi szenátor a HoloNeten keresztül kódolva találkozóra hívja a lázadókat a lotháli régi Köztársasági Szenátusba. A csapat a csatornán keresztül behatol a Szenátus épületébe, ahol Kallus ügynök csapdát állított nekik, azonban sikerül megszökniük, és a csatornán keresztül menekülnek. Menekülés közben kiderül, hogy Trayvis sosem volt birodalmi szenátor, sem Birodalom elleni lázító, hanem a Birodalmi Biztonsági Iroda ügynöke, aki az álcájával azonosította és megfigyeltette a többi felkelőket. Mikor kiderült Trayvisről az igazság a csapat hátrahagyva sikeresen elmenekülnek Kallus elől. Trayvis lebukása után, a Birodalom lezárja a projektet.
  - Wilhuff Tarkin kormányzó a Lothálra érkezik a lázadó sejt tevékenysége miatt. A Legfőbb Inkvizítor Tarkin parancsára végez Myles Grint és Cumberlayne Aresko parancsnokkal, amiért képtelenek voltak elfogni a lázadókat. Kanan Jarrus elhatározza, hogy Trayvis helyett, ők fognak lázító üzeneteket küldeni galaxis szerte, ezért megtámadják a lotháli birodalmi főadótornyot. A birodalmiak az egyik kutász droid segítségével rájönnek a csapat tervére, ezért Kallus és a Legfőbb Inkvizítor csapdát állítanak a főadótoronynál. A csapatnak sikerül a Birodalom ellenes adást továbbítani galaxis szerte, azonban a Legfőbb Inkvizítor párbajban legyőzi Jarrust és elfogja.
  - Tarkin kormányzó és a Legfőbb Inkvízitor megkínozzák Jarrust, hogy információkat szerezzenek más lázadókról, de mivel nem beszél, a Mustafar bolygóhoz viszik, hogy Darth Vader eredményesebben hallgassa ki. A csapat eközben megtudja, hogy Jarrust Tarkin kormányzó rombolóján a Sovereignen tartják fogva. A csapat a Mustafar felett megtámadják Tarkin hajóját, Ezra kiszabadítja mesterét Jarrust. A gépházban Jarrus és Ezra párbajba bocsátkoznak a Legfőbb Inkvizítorral, aki legyőzi Ezrát, azonban Jarrust már nem képes. Jarrus kettévágja az Inkvizítor fénykardját, amik a reaktormagba esve felrobbannak, ezzel halálra ítélve a Sovereignert. A lángoló reaktormag felett kapaszkodó Legfőbb Inkvizítor tudva, hogy ha túl is élné a hajó pusztulását, Tarkin és Darth Vader végeznének vele a kudarca miatt, ezért inkább a mélybe veti magát. Chopper segítséget kér Fulcrumtól, így a csapat több más lázadók segítségével együtt eltudnak menekülni. Hera Syndulla bevallja a csapatnak, hogy mindvégig egy kisebb lázadó társaság tagja volt. Ahsoka Tano is felfedi magát a csapat előtt. Tarkin elmenekült a hajójáról, majd később Palpatine császár jelzi elégedetlenségét, és megbízza Darth Vadert, hogy foglalkozzon a lázadó problémával.
  - Mon Mothma és Bail Organa szenátorok vezetésével és Ahsoka Tano segítségével számos lázadó sejtet egyesítenek, ezzel létrejön a lázadók hálózata. Jarrus csapata csatlakozik a lázadók hálózatához, illetve a Főnix századhoz, amit Jun Sato parancsnok irányít, megalakul a lázadó flotta.
  - Beck Ollet az Arkanisi Tiszti Akadémián megvádolja a Birodalom elárulásával Zare Leonis kadétot. A kihallgató droid kiderít mindent, amit Zare tudott Ezra Bridgerről, kivéve, hogy mi a fő célja az akadémián. Ezután a katonai törvényszék elé állították, ahol megvádolták többek között, hazaárulással, lázítással, gyilkossági kísérlettel, kémkedéssel, minden vádpontban bűnösnek találták és halálra ítélték. Ezra és a csapat betörnek az akadémiára, és kiszabadították Zare és testvérét Dhara Leonist, majd elmenekülnek.
  - Sabine és Ahsoka a Quila bolygóra mennek kiszabadítani Janardot egy mandalore lázadót, azonban a küldetés nem sikerül, mivel Janardot menekülés közben egy rohamosztagos hátbalövi és meghal.
  - Darth Vader tájékoztatja Maketh Tua minisztert, hogy személyesen utazik el Tarkin kormányzóhoz, hogy beszámoljon a lázadók elleni kudarcáról, ezzel utalva, hogy kivégzik. Tua miniszter, ezért felkeresi a lázadó csapatot, hogy segítsenek neki megszökni Lothálról. Vader tudta, hogy Tua miniszter el akar menekülni és a lázadók segítségét kéri, ezért csapdát állít. A szállítóhajóra menekül Tua miniszter, ami felrobban. A miniszter halálát több droid is felveszi, amit felhasználnak a lázadók ellen, hogy a lakosság ellenük forduljon. Menekülés közben Vader megjelenik és párbajozni kezd Jarrusszal és Ezrával, Vader túl erős nekik, ezért egy csellel sikeresen elmenekülnek előle. Vader megparancsolja Kallus ügynöknek, hogy égesse porig Tarkin várost, ezért a csapat felismeri, hogy el kell hagyniuk Lothált a lakosság érdekében. A csapat a Főnix osztaggal találkozik, amikor is Vader nyomkövető révén rátalál a lázadó flottára és megtámadja őket. Vader 15 év után megérzi, hogy volt tanítványa Ahsoka Tano életben van. Megérkezik a birodalmi flotta, azonban a lázadó flotta és a csapat elmenekül. Vader tájékoztatja az uralkodót, hogy Ahsoka Tano életben van, aki utasítja Vadert, hogy továbbiakban bízza a Jediket az inkvizítorokra. Vader megbízza a feladattal az ötödik fivért és a hetedik nővért.
  - A lázadó flotta egy bázist akar létrehozni, azonban nem ismernek egyetlen alkalmas helyet sem, ezért Ahsoka Rex volt klón parancsnokot ajánlja, hogy a csapat kutassa fel és kérjenek segítséget tőle megfelelő bázis találására. A csapat Seelos bolygóra utazva rátalálnak Rex, Wolffe és Gregor klón katonákra egy AT-TE lépegetőn. Wolffe jelenti a Jedik helyzetét a Birodalomnak, mivel attól tart, hogy ha kiderül, hogy kapcsolatuk volt a Jedikkel, őket is megölik. Kallus ügynök vezetésével megérkeznek a bolygóra a birodalmiak, és három AT-AT lépegető támad rá az egy AT-TE lépegetőre, az összecsapásban a birodalmiak veszítenek. Rex úgy dönt, hogy a lázadó csapattal tart, míg Wolffe és Gregor a bolygón maradnak. Ahsoka és Rex 15 év után újra találkoznak.
  - Jaruss és Zeb betörnek az Absanz bolygón lévő Sienar Flotta Rendszerek gyárába, hogy információkat szerezzenek a legújabb TIE vadászhajóról.
  - Ezra, Zeb és Sabine egy régi köztársasági kórház állomásra mennek, hogy egészségügyi ellátmányt szerezzenek. Két inkvizítor az ötödik fivér és a hetedik nővér a kórház állomásra mennek, hogy elkapják a lázadókat, azonban Ezráék sikeresen megszökik elölük. A csapat megtudja, hogy több inkvizítor létezik.
  - Cikatro Vizago hajóját megtámadja Hondo Ohnaka kalóz, a hajó megsérül, ezért Hondo egy vészjelzést küld, amire Ezra és Chopper elindulnak segíteni. Hondo felkéri Ezrát, hogy segítsen energia fejlesztőket szerezni, mivel a lázadók pont ilyeneket keresnek, ezért Ezra igent mond. A Nixus bolygóra utaznak, ahol Azmorigan bűnvezérrel akarnak üzletet kötni. Azmorigan, azonban ki akarja végezni Hondót és Ezrát, az életüket Chopper menti meg, majd végül Azmorigan elmenekül a Nixusról. Hondo megtudja, hogy Ezra egy Jedi és barátságot kötnek. Ezra a Törött Szarvon rátalál a bezárt Vizagora, adóssága törlesztése révén kiszabadítja Vizagot, aki visszaszerzi a hajóját. Ezra végül sikeresen szerzett generátorokat a lázadóknak.
  - A birodalom blokád alá vonta Ibaar bolygót, aminek a hatására kitört az éhezés. A lázadók először nem tudták áttörni a blokádot és a birodalmiak megsemmisítik a Phoenix Bázis hajót, ezután a lázadók visszavonulnak. A második alkalommal, Hera Syndulla vezetésével egy B-szárnyú csillagharcos hajóval sikeresen áttörik a birodalmi blokádot. A blokád áttörésével a lázadóknak sikerült lejuttatni a bolygóra a segélyszállítmányokat. A Mon Calamari mérnök Quarrie csatlakozik a lázadókhoz és belekezd a B-szárnyú csillagharcos hajók gyártásába. A küldetés után Jun Sato parancsnok Herát előlépteti Phoenix vezérré. A Phoenix Bázis hajó megsemmisülése után a lázadók a Garel bolygó űrkikötőiben bujkálnak.
  - A Thrad bolygón Nadea Tural birodalmi szenátor hajóját baleset éri, miközben Arkanisba utazik. A lázadó csapat megmenti az életét, ezután a szenátor szimpatizálni kezd velük.
  - Hera megbízza Sabine Wrent és Ezra Bridgert, hogy hozzák el az egyik gareli űrkikötőből a lázadók informátorát, egy EG-86-os droidot, ami létfontosságú információk futárjaként szolgál a lázadóknak. A droidot a Fekete Nap fejvadásza Ketsu Onyo is meg akarja szerezni. Hosszú versengés indul Sabine és Ketsu között a droidért, akikről kiderül, hogy régi ismerősök. A két lány összefog, mikor a Birodalom el akarja fogni mindkettőjüket, azonban sikerül megszökniük. Sabine és Ketsu végül újra barátok lesznek, és Ketsu lemond a droidról.
  - Brom Titus admirális vezette Birodalmi Interdictor prototipus hajóval kihúzza Jun Sato parancsnok hajóját a hiperűrből, amin Ezra Bridger is rajta van. A megmentésükre Jaruss, Rex és Chopper indul. Kiszabadítják a lázadókat, miközben Chopper szabotálja a hajó gravitációs fegyverét, amikor használni akarják a menekülő lázadó hajó ellen, vele együtt a többi birodalmi cirkálókat is behúzza, ezzel megsemmisítve az Interdictor hajót.
- Y. e. 3
  - A lázadók megtámadják és megsemmisítik a Calderos birodalmi űrállomást.
  - Dalné a Naboo királynője és Leia Organa alderaani hercegnő meglátogatják Quarsh Panakát a Chommell-szektor kormányzóját a Naboo Onoam nevű holdján. Panaka, ahogy meglátja Leiát erősen emlékeztetni kezdi Padmé Amidalára, ezért kérdezgetni kezdi a múltjáról a hercegnőt. A találkozó végére a gyanakvása megerősödik, hogy ő lehet Amidala elveszett lánya. A kormányzó szándékozza figyelmeztetni Palpatine császárt, de időközben egy bombatámadásban Saw Gerrera partizánjai meggyilkolják.
  - A Birodalom letartóztatja a Christophsis bolygó birodalmi szenátorait a miniszterelnökét és kormányának számos tisztviselőjét, miután kiderült, hogy támogatják a lázadók tevékenységét. Nem sokkal ezután Wilhuff Tarkin nagymoff beszédet mond a Birodalmi Szenátusban, figyelmeztetve a szenátorokat, hogy mi vár azokra, akik szembe mernek szállni a Birodalommal.
  - Leia Organa hercegnő figyelmezteti a Paucris Major bolygón állomásozó lázadókat, hogy el kell menekülniük, mivel a Birodalom hadserege nemsokára meg fog érkezni a szektorba.
  - A Garel bolygóra érve Leia Organa adatszalagot ad át Sabine Wrennek, amely információkat tartalmaz a Birodalom birtokában lévő bázisok tartózkodási helyéről.
  - Ahsoka Tano megtudja, hogy az inkvizítorok kaptak egy másodlagos feladatot, hogy ezt kiderítsék Ahsoka a Takobo bolygóra küldi Jarrust Ezrát és Zebet. Kiderül, hogy az inkvizítorok Erő-érzékeny gyermekeket rabolnak el, hogy áttérítve a sötét oldalra inkvizítorokat neveljenek belőlük. Ezráék megszerzik a gyermekeket és menekülnek az inkvizítorok elől, amikor megérkezik Ahsoka és párharcban legyőzi az Ötödik testvért és a Hetedik nővért. A birodalmi erők megérkezésére Ahsoka és a csapat elmenekülnek a gyerekekkel a Takobo bolygóról. A Hetedik nővér egyik droidja segítségével Ezra elszólalásából megtudja, hogy a lázadók a Garel bolygón bujkálnak.
  - A Bilzen bolygón Jarrus és Ezra összecsap az Ötödik testvér és a Hetedik nővérrel, végül a két Jedi elmenekül.
  - Mira és Ephraim Bridger lázadást robbantanak ki egy birodalmi börtönben, sok fogoly megszökik, köztük Ryder Azadi volt lothali kormányzó, de a Bridger házaspárt menekülés közben megölik.
  - A Birodalom Kallus ügynök és az inkvizítorok vezetésével megtámadják a Főnix század elrejtett bázisát a Garel bolygón. Jarrus és Ezra a Lothalra mennek, míg a többi lázadó sikeresen elmenekülnek a Garel bolygóról. Ezra a Lothálon találkozik Ryder Azadi volt kormányzóval, aki elárulj Ezrának, hogy a szüleit nemrég megölték egy börtön lázadásban.
  - A lázadók veszteségei miatt Bail Organa szenátor a Lothalra küldi lányát Leia Organa hercegnőt, hogy 3 cirkálót adjon a lázadóknak. Nem derülhet ki, hogy Alderaan a lázadókat támogatja, ezért Leia elloptatja a hajóit a lázadókkal a Birodalom előtt. Eközben a rohamosztagosok elkapják Ryder Azadit, akit kiszabadítanak Ezráék, és végül csatlakozik a lázadókhoz. Ezra a látszat kedvéért kábító lövéssel lelövi Leiát.
  - A lázadók új hiperűrútvonalat keresnek a lothali szektorba a Concord Dawn rendszeren keresztül, ezért a rendszert védő mandaloriaktól segítségét kérnek az áthaladáshoz. Fenn Rau a mandalori védelmezők vezetője, aki a Birodalom képviselője is, visszautasítja a kérést és megtámadja a Phoenix századot. Jarrus és Sabine a Concord Dawn harmadik holdján található mandalori bázisára mennek, hogy meggyőzék Fenn Raut. Sabine a mandalori hagyományok alapján halálos párbajra hívja ki Fenn Raut, amiért majdnem megölte Herát, azonban Sabine szakítva a hagyománnyal nem öli meg Raut. Jarrus a menekülő Fenn Rau elfogja, aki végül engedélyezi a lázadóknak a szektoron való áthaladást. A lázadók fogságban tartják Fenn Raut, ezzel biztosítva a lázadóknak a szektoron való áthaladást.
  - Hondo Ohnaka figyelmezteti Ezrát, hogy két menekültet akar a Birodalom bebörtönöztetni, a csapat a Nixus bolygóra utazva kiszabadítják őket és kiderül, hogy a két a mészárlást túlélt lasatról van szó. A túlélő két lasat a csapat segítségével elhatározzák, hogy felkutatják az új otthonukat Lira Sant, ahol kiderül, hogy több millió lasat él a bolygón, és a Birodalomnak nem sikerült kiirtania a lasatokat. Lira San egy berobbant csillagklaszter közepén helyezkedik el, ezért a Birodalom nem szerez tudomást a létezéséről.
  - A Phoenix század fogyóban volt az üzemanyaggal, ezért Hera és csapata elindul üzemanyagot szerezni. Egy aszteroidán lévő finomítót támadnak meg, ami a Bányászati Szövetség tulajdonában van és Clouzon-36 nevű gázt finomítanak a Birodalom számára. A csapat a purrgilek segítségével sikeresen ellopják az üzemanyagot, illetve sok ezer év után ismét szemtanúi lesznek más élőlények, hogy a purrgilek képesek a hiperűrben utazni.
  - Hera és csapata küldetésre indul a Ryloth bolygóhoz, hogy ellopjanak egy birodalmi könnyű hordozót, amit bázisként használnának. A küldetésben Hera apja Cham Syndulla tábornok is segít. Cham fel akarja robbantani a hajót a Rylot felett, hogy fellobbanjon a felkelés lángja a twi'lekekben. Hera, azonban sikeresen meggyőzi az apját, hogy ne robbantsa fel a hajót és adja át a lázadóknak. Egy birodalmi cirkáló megtámadja az ellopott könnyű hordozót, azonban Cham, Sabine csapdájával felrobbantja a cirkálót a Rylott felett, ezzel új lendületet adva a twi'lekek felkelésének.
  - A lázadó hírszerzés információkat szerez, hogy a Geonosisnál a Birodalom valamit épített, ezért Hera és a csapata a Geonosishoz utazik. A csapat nem fedezi fel a Halálcsillagot, mert ekkor már elvitték innen, azonban felfedezik, hogy a Geonosis lakatlan, eltűntek a geonosisiak. A csapat az egyik bolygó körül keringő építési modulra mennek, hogy megtudják mit épített a Birodalom. Kiderül, hogy Kallus ügynök szivárogtatott ki információkat a lázadó hírszerzésének, hogy csapdát állítson a lázadóknak. Zeb menekülés közben leválik a csapattól és egy mentőkabinba megy, ahova Kallus is követi, a kabinban tovább harcolnak egymással, ezért megsérül a vezérlő és lezuhannak a Geonosis holdjára a Bahrynra. Bonzami nevű állatok fenyegetik őket, ezért kénytelenek összefogni, Kallus bocsánatot kér Zebtől, amiért részt vett a lasani mészárlásban, végül Zeb megbocsát neki. Zebet a lázadó csapat menti meg a holdról, később Kallust meg a Birodalom. Kallus látva a lázadók egymáshoz való hozzáállását, szimpatizálni kezd a lázadókkal.
  - Jarrus és Ezra bázis keresés közben az Oosalon bolygón párbajba keverednek az ötödik fivér és a hetedik nővér inkvizítorokkal. Hosszú párbaj után Jarrus és Ezra elmenekülnek a bolygóról. Jarrus, Ezra és Ahsoka a Lothal bolygón lévő Jedi templomhoz mennek Yoda mestertől tanácsot kérni, Darth Vader és az inkvizítorok legyőzéséhez. Jarrus találkozik a volt Legfőbb Inkvizítor szellemével, aki újból a világos oldalon áll és Jedi lovaggá üti Jarrust. Ahsoka végre elfogadja, hogy Anakin Skywalker, maga Darth Vader. Ezra Yodával beszél, aki tanácsot ad, hogy keressék fel a Malachor bolygót. Eközben a két inkvizítor rátalálnak a lothali Jedi templomra és a Jedikre, azonban a volt Legfőbb Inkvizítor és a többi templomőr szelleme feltartják a két inkvizítort, míg a Jedik sikeresen elmenekülnek. Később megérkezik a templomba Darth Vader és csapdába ejti a volt Legfőbb Inkvizítor szellemét, akit a Tempes bolygón lévő volt Jedi állomásra visz, hogy őrizze a helyet az idegenektől.
  - Chopper segítségével rátalálnak a lázadók az új bázisukra az Atollon bolygóra. Az új bázist Chopperről nevezik el. Hera és csapata biztosítják a bázist a bolygón élő Kryknák ellen.
  - Sabine kiszabadítja Ojot a Fekete Nap fogságából.
  - Jarrus, Ahsoka és Ezra a Malachorra utaznak, ahol felfedezik a malachori Sith templomot, ami egyben szuper fegyver is. A nyolcadik testvér inkvizítor Mault üldözi a bolygón, amikor is a Jedikbe botlik, egy rövid párharc után Ezra elszakad a többiektől, míg a Jarrus és Ahsoka üldözni kezdik a menekülő inkvizítort. Maul rátalál Ezrára, majd meggyőzi, hogy segítsen bejutni neki a templomba. Jarrus és Ahsoka Chopper segítségével elfogják az inkvizítort, aki azonban értesíti a testvéreit. Ezra eközben Maul segítségével megszerzi a Sith holokront. Megérkezik az ötödik fivér és a hetedik nővér inkvizítorok és kiszabadítják a nyolcadik inkvizítort, a Jedik ideiglenesen összefognak Maulal és rövid párbajban elkergetik az inkvizítorokat. Maul meggyőzi a Jediket, hogy segítsenek a Sith holokront behelyezni a templom tetején lévő obeliszkbe, azt állítva, hogy ez tudást ad nekik a Sithek elpusztítására. A csapat ketté válik Maul Ezrával megy, míg Jarrus Ahsokával a templom két oldalán, az inkvizítorok is ketté válnak, és a hetedik nővér megtámadja Mault és Ezrát. Maul Erő fojtással megragadja a hetedik nővért, és bíztatja Ezrát, hogy ölje meg, aki nem volt képes rá, ezért Maul maga végez az inkvizítorral. Maul látja, hogy Darth Vader hamarosan megérkezik, ezért utasítja Ezrát, hogy haladjon tovább és aktíválja a templomot. Maul segít Jarrusnak és Ahsokának és végez az ötödik fivérrel is, Jarrus megrongálja az ötödik fivér fénykardját, amikor el akar menekülni vele, a fénykard megsemmisül és az inkvizítor a halálba zuhan. Az összes inkvízitort kiiktatása után, Maul Ahsoka és Jarrus ellen fordul, akit megvakít és elárulja, hogy a templom nem tudást rejt, hanem egy pusztító fegyver, amit Ezra tudtán kívül aktívál. Maul a fegyverrel Darth Vadert és a Jediket akarja megölni, azonban Jarrus párharc közben a templomról a mélybe veti, amit azonban Maul túlél. Megérkezik Darth Vader és párharcban legyőzi Ezrát a templom tetején, akit Ahsoka ment meg és hosszú párharcba keveredik volt mesterével. Ezra és Jarrus kihúzzák az obeliszkből a holokront, ezzel azonban összeomlásnak indul a templom. Ahsoka felsérti Vader maszkját, amiből kilátszik a régi jobb szemén lévő sebhelye, illetve az eredeti enyhén torz hangján szólal meg Vader. Ahsoka és Vader tovább párbajoznak a lezáródó templomban, miközben Jarrus és Ezra elmenekülnek. Maul elmenekül az egyik inkvizítor hajójával a bolygóról, Vader és Ahsoka, pedig túlélik a templom összeomlását. A lázadók azt hiszik, hogy Ahsoka odaveszett.
  - Ezra, Ahsoka elvesztése miatt megnyílik az Erő sötétoldalának és kinyitja a Sith holokront.
  - Thrawn parancsnok Eli Vanto segítőjével titokban felfedezik a Halálcsillagot.
- Y. e. 2
  - Thrawn parancsnok Pryce kormányzó segítségével megnyeri a batonni csatát a Nevil Cygni által vezetett lázadókkal szemben, ezzel az egész szektort megtisztítja a lázadóktól. A csata után Palpatine császár főadmirálissá léptetné elő Thrawnt, aki közli az uralkodóval, hogy tud a Halálcsillagról és tart attól, hogy a saját népe a Chissek ellen fordítaná, illetve közli, hogy nem tudja támogatni a Halálcsillagot, mivel rossz stratégia lépés egyetlen nagy fegyverbe ölni az erőforrásokat. Az uralkodó biztosítja Thrawnt, hogy sosem fogja a népe ellen használni a fegyvert és tudomásul veszi a véleményét, ezután ismét felajánlja a főadmirálisi rangot, amit ezúttal elfogad. Az előléptetés mellett megkapja a 7. flotta irányítását. Az előléptetés után Palpatine császár bemutatja Darth Vadernek, Thrawn nem sejti, hogy Vader maga Anakin Skywalker, akivel a Klónháborúk végén találkozott.
  - Thrawn főadmirális elküldi a segítőjét Eli Vantot az ismeretlen régióba Ar'alani admirálishoz, aki a chissi védelmi flotta vezetője, hogy birodalmi kapcsolattartóként szolgáljon.
  - Ezra a Sith holokront használva erősebbé válik, az erejét felhasználva Sabine és Zebbel sikeresen kiszabadítják Hondo Ohnakát a narakai börtönből.
  - Pryce kormányzó Tarkin nagymofftól Thrawn főadmirális segítségét kéri a lázadókkal szemben.
  - Jarrus megtalálja Ezránál a kinyitott Sith holokront és elveszi tőle, majd találkozik Benduval, aki egy Erő-érzékeny entitás. Bendu segít Jarrusnak feldolgozni és elfogadni a vakságát és mentorálni kezdi.
  - Jun Sato, Ezrát hadnagynak lépteti elő és a vezetésével megbízza, hogy Hondo Ohnaka információja alapján támadják meg a Reklam állomást, ahol régi köztársasági BTL-A4 Y-szárnyú csillagvadászokat semmisítenek meg. Az állomást Brom Titus irányítja, mivel az irányítása alatt semmisült meg a Birodalmi Interdictor prototipus hajó, ezért megfosztották admirálisi rangjától és parancsnoki rangra fokozták le, majd megbízták a Reklam hulladékgyűjtő állomás vezetésével. Ezra vezetésével, Rex, Sabine, Zeb és Hondo megtámadják az állomást és 6 db Y-szárnyú bombázót ellopnak. Ezra megsemmisíti az állomás vezérlőjét, ezért zuhanni és lassan szétesik kezd az egész. Ezra az állomáson reked, de Jarrus és Hera az utolsó pillanatban érkezve megmentik. Thrawn főadmirális utasítja a közben a megérkezett Pryce kormányzót, hogy engedje elmenekülni a lázadókat.
  - Maul elrabolja a Szellem legénységét, hogy velük zsarolva szerezze meg a Sith és a Jedi holokronokat. Maul megtalálja a Jedi holokron Jarrus kabinjában, majd Ezra és Jarrus találkoznak Maullal és oda adják a Sith holokront is. Maul másodszorra is meg akarja ölni Jarrust, de nem sikerül neki és Jarrus kiszabadítja a csapat többi tagját. Maul és Ezra egyesítik a holokronok, ilyenkor ugyanis minden titok, tudás és elrendelés megjelenik, Ezra majdnem megtudta, hogy lehet legyőzni a Sitheket, de Jarrus félbeszakítja őket, azonban Maul megtudja, hogy még életben van Obi-Wan Kenobi és elindul felkutatni őt.
  - A Birodalom megtámad és megsemmisít egy lázadó szállító hajót, ami a Teralov bolygóra vitt volna ellátmányt.
  - Hera Syndulla megbízza Sabine-t, hogy segítsen kimenekíteni a lázadókhoz csatlakozó birodalmi kadétokat a Skystrike Akadémiáról. Sabine kadétként sikeresen bejut az akadémiára és találkozik Vult Skerris kapitánnyal. A Birodalmi Biztonsági Iroda tudomást szerez arról, hogy kadétok akarnak átállni a lázadókhoz, ezért az akadémiára érkezik Pryce kormányzó és Kallus ügynök, hogy kiderítsék kik az árulók. Pryce csapdát állítva elkapja Sabine-t és két kadétot, azonban Sabine közelharcban kiüti Pryce kormányzót és Kallus ügynök segítségével a két kadéttal elmenekülnek az Akadémiáról. Skerris kapitány üldözőbe veszi Sabinékat, de sikeresen elmenekülnek előle, Wedge Antilles és Derek Klivian végül csatlakoznak a lázadókhoz.
  - A Birodalom Thrawn főadmirálist küldi a Rylotra, hogy felszámolja a Cham Syndulla által vezetett Szabad Rylot Mozgalmat. Thrawn a Twi'lek kultúra tanulmányozásával sikeres taktikával elfoglalta az egész Tann tartományt és Cham Syndulla otthonát tette meg a birodalom parancsnoki központjává. Hera Syndulla és a lázadó csapata az apja segítségére siet, Hera megtudja apjától, hogy az édesanyja öröksége a Kalikori a volt otthonukban maradt, ezért Hera elhatározza, hogy Ezra és Chopper segítségével visszaszerzik. Hera és Ezra bejutnak a házba és megszerzik a Kalikorit, azonban belefutnak Thrawnba, aki a Kalikori alapján rájön, hogy kik ők és fogságba veti őket. Thrawn Slavin századost bízza meg a további műveletekkel, aki felszólítja Cham Sydullát, hogy adja meg magát a lánya és Ezra életéért cserébe. Hera utasítja Choppert, hogy aknázza alá az egész házat, majd felrobbantva sikeresen elmenekülnek. Thrawn az ellenfél tiszteléséből adódón megtiltja a lázadók lelövését és engedélyezi az elmenekülésüket, illetve magával viszi Hera Kalikoriáját.
  - Jarrus, Ezra, Rex és Chopper küldetésre indulnak az Agamar bolygóra, hogy az ott lévő romos volt szeparatista DH-Omni szállító hajóból protonbombákat szerezzenek a lázadók számára. Azonban a volt szeparatista szuper taktikai droid Kalani tábornok elfogja a lázadókat. Kalani megtagadta a lekapcsolási parancsot, Y. e. 19-ben, mert azt gondolta, hogy a köztársaságiak egyik trükkje lehet, és felülírta a parancsnoksága alatt álló harci droidok parancsjelét. A droid tábornok saját maga akarta befejezni a Klónháborúkat, ezért kihívja a lázadókat egy utolsó csatára, amit Rexék megnyernek. Chopper eközben segélyhívó üzenetet küld Heráéknak, de azt a birodalmiak elfogják és Pryce kormányzó csapatokat küld az Agamarra. Rexék és Kalani tábornok összefogva közösen harcolnak a birodalmiak ellen, majd elmenekülnek a bolygóról. Rex és Kalani békét köt és felkérik a droid tábornokot, hogy csatlakozzon a lázadókhoz, de visszautasítja, mivel a számítása szerint kevesebb, mint 1%-os esélyt lát rá egy sikeres lázadáshoz a Birodalom ellen.
  - A lázadóknak megszakadt a kapcsolat a mandaloriak Concord Dawni bázisával. A Birodalomhoz hű Gar Saxon Mandalore kormányzója megtámadta és lemészárolta a mandalori védelmezőket. A lázadók Sabine-t, Ezrát és Fenn Raut küldik, hogy nézzenek utána a történteknek. A holdra érkezve látják a pusztítást és nem sokkal később megérkezik Gar Saxon és csapata. Sabine és Ezra összeütköznek velük, majd Rau segítségével elmenekülnek a holdról. Rau közli, hogy csatlakozik a lázadókhoz.
  - Hera csapata a Mykapo bolygónál megmentik Jun Sato unokaöccsét Mart Mattint és barátait, Kassius Konstantine által vezetett birodalmiak elől.
  - A Birodalom blokádott állít fel a Synistahg bolygó felett.
  - Hondo Ohnaka, Hera csapatához fordul segítségért, hogy egy megtámadott és elhagyott birodalmi teherhajót kifosszanak, a lázadó csapat összefog Ohnakával és Azmorigánnal, és a Wynkahthu bolygó fölött sikerül protonbombákat szerezni a csapatnak a teherhajóról, mielőtt megsemmisül.
  - Az uralkodó az Orson Krennic igazgató által vezetett Csillagpor projectet támogatja, ezért a K+F finanszírozás nagy része ide áramlik, azonban Tarkin és más birodalmi vezetők elégedetlenek lettek a lassú, költséges és eredménytelen haladás miatt, ezért Thrawn főadmirális, aki Krennic riválisa, megszerzi Tarkin támogatását a TIE/D „Defender” projectjéhez. A projectet Tarkin mellett több birodalmi vezető is támogatja, köztük Balanhai Savit főadmirális, ezzel elindul a Lothal bolygón lévő birodalmi gyárban a TIE/D hajók gyártása.
  - A Lothalon a helyi kapcsolatuk Fulcrum hírszerzése alapján Ezra, Jarrus és Chopper beszivárognak a lothali birodalmi gyárba, hogy szabotálják a Birodalom új fegyverét. A gyárban készült járművek sokkal nagyobb arányban hibásodnak meg, ezért a gyárba érkezik Thrawn főadmirális, hogy kinyomozza a helyi szabotőrök tevékenységét. Thrawn lezárja a gyárat így bent rekednek, Kallus ügynök segít elmenekülni a két Jedinek, akiről kiderül, hogy ő Fulcrum és átállt a lázadókhoz. Chopper megszerzi a birodalomi adatállományt, amiből tudomást szereznek a lázadók a Birodalom TIE/D „Defender” projectről. Thrawn gyanakodni kezd Kallusra, hogy ő lehet a lázadók hírszerzője.
  - Maul az Attolon bolygóra megy, hogy Ezra segítségét kérje, hogy a hiányos információkat, amik Ezra fejében van megtudja, cserébe Maul segít Ezrának megtudnia, hogy lehet elpusztítani a Sitheket. Maul és Ezra a Dathomirra utaznak, hogy a kihalt éjnővérek varázslatával egymás tudásához jussanak, Maul megtudja, hol van Obi-Wan Kenobi, míg Ezra is megtudja, hogy a Sithek legyőzésének a kulcsa szintén Obi-Wan Kenobi. Jarrus és Sabine követi Ezráékat a Dathomirra, majd az éjnővérek szellemei megszállják Jarrust és Sabine-t, Maul elmenekül a bolygóról, míg Ezra kiszabadítja a barátait és végez az éjnővérek szellemeivel.
  - A Sötét Szablya hosszú évek után előkerül, Maul tárgyi emlékként a dathomiri éjnővérek rejtekhelyén tárolta, amikor Ezra végez az éjnővérek szellemével, Sabine Wren magához veszi.
  - Hera Syndulla, Rex és Zeb megmentik Ketsu Onyot.
  - A lázadók vezetői és Bail Organa felkérik Saw Gererrát, hogy vizsgálja ki a geonosisiak eltűnését, és hogy mit épített a Birodalom a Geonosison. A küldetésben nyoma veszik Gerrera csapatának, ezért Organa utánuk küldi Hera csapatát, hogy keressék meg. Jarrus, Rex és Ezra lemennek a katakombákba, ahol volt szeparatista droidok támadnak rájuk, de Gerrera megmenti őket. Eközben Sabine és Zeb felfedeznek egy pajzsgenerátort, amit sikeresen magukkal visznek a droidok elől. Ezráék elfognak egy túlélő geonosisit, aki irányította a droidokat. Ezra, Klik-Klaknak nevezi el, és később kiderül, hogy egy királynő tojás védelmezése miatt aktiválta a droidokat. Gererra és a többiek között konfliktus adódik, mivel Gererra az utolsó geonisisit és a királynő tojást is feláldozva akarja megtudni a Birodalom titkát, míg a többieknek a faj fennmaradása az első. Brunson kapitány vezetésével megérkeznek a birodalmiak, akik az aktiváló érzékelőket vizsgálják ki, felfedezik a lázadókat és megtámadják őket. Hera a Szellemmel egy kürtőbe mennek le, majd Klik-Klak javaslatára teljesen a mélyére, ahol felfedezik a Birodalom gáztartályait és rájönnek, hogy a Birodalom kiirtotta a teljes lakosságot. Gerrera, ekkor megenyhül és elengedi Klik-Klakot. Magukkal visznek két darab tartályt bizonyítékként, de menekülés közben leválnak a hajóról. Sabine két protontorpedóval megsemmisíti a birodalmi hajót és elmenekülnek. A bizonyítékok híján Organáék nem tudják a Szenátusban megvádolni a Birodalmat a népírtással.
  - Thrawn főadmirális elindítja az E-XD sorozatú beszivárgó droidokat a galaxis több bolygójára a lázadók felkutatására. Az egyik az Atollon bolygóra megy, ahol a krykna-pókoknak köszönhetően kikapcsolt állapotban Zeb talál rá, majd a bázisra viszi. Fulcrum figyelmezteti a lázadókat, hogy infiltrator droidokat küldött a Birodalom, ekkor rájön Zeb, hogy ilyen droid lehet náluk is. Zeb, Chopper és AP-5-ös protokolldroid segítségével legyőzik a birodalmi droidot, ami aktiválja az önmegsemmisítését, késleltetve az önmegsemmisítőt visszaküldik a Birodalomnak, ami egy csillagrombóló fedélzetén a többi droiddal együtt felrobban. Thrawn nem tudja meg, hogy pontosan melyik droid találkozott a lázadókkal, de a több százezer bolygóról sikerült 94 bolygóra csökkenteni a lehetséges lázadó bázis hollétét.
  - Fenn Rau és Hera meggyőzik Sabine Wrent, hogy fogadja el a Sötét Szablyát, és a vele járó felelősséget, ezért Jarrus és Ezra kardvívásra oktatják. Sabine, Jarrus, Ezra és Rau a Krownest bolygóra utaznak, hogy felkeressék Sabine édesanyját Ursa Wrent, aki a Wren klán feje, és hogy a lázadók oldalára állítsák. Ursa, azonban értesíti Gar Saxont Mandalore kormányzóját, átadja neki a két Jedit és a Sötét Szablyát cserébe, hogy mondjon le a lányáról. Saxon megvádolja Ursát, hogy lázadókat rejteget, és a Wren klán kiirtásával fenyegeti. Fenn Rau segít a két Jedinek, majd összefogva a Wren klán tagjaival végeznek Saxon katonáival, eközben Sabine Saxonnal párbajozik, majd legyőzi. Sabine szakít a hagyományokkal és nem végez Saxonnal, helyette az anyja Ursa végez vele. A győzelem után Sabine visszanyerte a családja tiszteletét és úgy dönt, hogy a családjával marad és elhagyja a lázadó csapatát.
  - Gar Saxon halála után testvére Tiber Saxon lesz Mandalore kormányzója.
  - Kitör a második Mandaloriai polgárháború, az egyik oldalon a lázadók a Védelmezők, Eldar, Rook, Kryze, Vizsla és a Wren klánok, míg a másik oldalon a Birodalom és a Saxon klán áll.
  - A Főnix század küldetést indít Kallus ügynök kimentésére, mivel rájönnek, hogy Thrawn főadmirális lehallgatta az utolsó Fulcrum üzenetet. Thrawn a hajójára hívatja Kallust és Yogar Lyste hadnagyot. Thrawn, Wullf Yularen ezredest hívja segítségül a lázadó kém felkutatásában, Thrawn Kallus ügynökre gyanakszik, ezért egy csapdát állít elő. Kallus kiszabadítja Ezrát, majd Thrawn irodájába jutva kitörlik a lázadó bázis bolygóját a 94 potenciális bolygók közül. Thrawn visszatér az irodájába, amikor Kallus elrejtőzve átprogramoz két DT sorozatú őrdroidot, amik megölik Thrawn őreit és megtámadják a főadmirálist, eközben Ezra és Kallus kimenekülnek az irodából. Ezra, Rex és Jarrus segítségével elmenekül, míg Kallus marad és Lyste hadnagyra tereli a gyanút, hogy ő Fulcrum, amit Yularen és Thrawn látszólag elfogad, azonban a hadnagyot túl tapasztalatlannak és naivnak tartják egy ilyen akcióhoz, és rájönnek, hogy Kallus a lázadó kém.
  - Palpatine császár elrendeli a Ghorman bolygón lévő Birodalom ellenes tüntetők lemészárlását. Mon Mothma beszédet mondott a mészárlásról a Birodalmi Szenátusban, amivel az uralkodót személyesen vádolta meg. A beszéde után lemond a szenátori tisztségéről, és az Aranyszázad segítségével elmenekül a Coruscantról. 17 év után Mothma volt az első olyan politikus, aki nyíltan szembe fordul a Birodalommal. A Birodalom árulónak nyilvánítja, és a Birodalmi Biztonsági Iroda az elfogására indul. Mothma találkozik Hera csapatával, akik segítenek megszökni a rájuk talált birodalmiak elől, azonban Thrawn rájön, hogy Hera az Archeon csillagködön keresztül menekíti a volt szenátort, ezért oda küldi Pryce kormányzót és Konstantine admirálist. Ekkor használják először éles helyzetben a TIE Defender hajó prototípusát. Az aranyszázad nagy része megsemmisül, de Hera csapatának a segítségével elmenekülnek. A sikertelen küldetés ellenére, a TIE/D bevetését sikeresnek tekintik. Mon Mothma a Szellem fedélzetén a HoloNeten keresztül beszédet mond a galaxisnak a Dantooine bolygó felett. A beszédben bejelenti, hogy a Szenátus nem tudja megvédeni a galaxis állampolgárainak a jogait és szabadságát, ezért lemondott a szenátori tisztségéről. Egy szövetség létrehozását szorgalmazza a Köztársaság visszaállításának érdekében. A beszéd után a Dantooine felett megjelenik a lázadó flotta és sok más lázadó sejt.
  - Megszületik a Lázadók Szövetsége. A szövetségből kimarad Saw Gererra, mivel túl szélsőségesnek tartják, míg Gererra a szövetséget meg túl gyengének. A Lázadó Szövetség kancellárja és főparancsnoka Mon Mothma lesz. A szövetség egy dokumentumot, a Lázadási Nyilatkozatot küldenek az uralkodónak, hogy kinyilvánítsák a Lázadók Szövetsége és a Galaktikus Birodalom közötti nyílt ellenállást.
  - Hera elküldi Choppert, AP-5-öst és Wedge Antillest a Killun 71 holdon lévő Birodalmi Biztonsági Iroda bázisára, hogy kódokat lopjanak. A BBI hírszerző csoport vezetője LT-319 az IGV-55 nevű megfigyelő hajó fedélzetén átveszi az irányítást Chopperen, mikor csatlakozik az egyik terminálhoz. LT-319 Choppert irányítva AP-5össel visszatérnek a Szellemre és megpróbálja megszerezni a lázadók bázisának a helyét, ezt azonban AP-5-ös és Zeb megakadályozzák. Hera ráköti Choppert a hajó számítógépére és erősebb jelet küldve túlfeszültséget okoz és felrobban az LT-319 birodalmi megfigyelő hajó a hírszerzőkkel együtt, végül Chopper eredeti programozása visszatér.
  - Maul a Tatooine-ra megy megkeresni Obi-Wan Kenobit, de nem találja, ezért a Sith holokron egy töredékével a bolygóra hívja Ezra Bridgert, hogy vele előcsalogassa Kenobit. A sivatag közepén Chopper energiacellái lemerülnek, és mellette talál rá Kenobi az ájult Ezrára. Kenobi a táborába viszi őket, később Ezra kéri Kenobit, hogy csatlakozzon a lázadókhoz, de visszautasítja. Kenobi közli Ezrával, hogy nem ő a kulcs a Sithek legyőzésére, majd megérkezik Maul és elküldi Ezrát. Egy nagyon rövid párbajban Kenobi ténylegesen végez Maullal, majd később máglyán elégeti. Ezra tulajdonába kerül Maul volt hajója az Éjfivér, amivel vissza repül az Atollonra.
  - Thrawn főadmirális felfedi Kallus ügynök előtt, hogy tudja, hogy ő a lázadó kém, majd elfogja a Lothal bolygón. Thrawn továbbá rájön, hogy a lázadók bázisa az Atollon bolygón van, ezért utasítja Konstantine admirálist, hogy induljon a flotta az Atollonra. Az Atollon a lázadók részéről Jun Sato parancsnok egysége és Jan Dodonna tábornok flottája állomásozik. A birodalmiak megérkeznek és kitör az Atolloni csata. A Konstantine admirális által irányított birodalmi interdictor hajó nem engedi hiperűrugrani a lázadókat, ezért Jun Sato parancsnok egyenesen belevezeti a hajóját az interdictor hajóba, ami megsemmisül. A manőverben Sato parancsnok és Konstantine admirális is meghal. Ezra képes hiperűrugrásra és Mon Mothmától kér segítséget, de Mothma visszautasítja a segítséget, mivel túl korai és nem akarja felfedni a lázadók nagyobbik flottáját a Birodalomnak, ezért Ezra Sabine-hoz fordul segítségért. A birodalmiak leszállásra kényszerítik a lázadókat, Thrawn a felszíni támadást vezeti és átadja a flotta irányítását Pryce kormányzónak. A lázadók felszíni védekezését Rex és Zeb irányítják. Jarrus Bendutól kér segítséget, de visszautasítja és haragra gerjed. A birodalmiak lassan felőrölik a lázadók erejét, miközben Bendu megtámadja a lázadókat és a birodalmiakat is. Kallus kiszabadul a fogságból és egy mentőkabinba szállva Hera megmenti. Ezra és Sabine vezetésével a mandaloriak megsemmisítik a második interdictor hajót, így a lázadók eltudnak menekülni a bolygóról. Az Atolloni csata birodalmi győzelemmel ér véget.
- Y. e. 1 
  - A Lázadó Szövetség elhagyja a Dantooine bolygót, és a Yavin 4 holdra költöznek, ahol a volt Sith Nagy Templomban alakítják ki a bázisukat.
  - A Lázadó Szövetség hírszerző ügynökei, Cassian Andor kapitány, Kertas és Rismor ikertestvér a Wecacoe bolygóra utaznak, hogy birodalmi kódokat lopjanak a szövetségnek. Itt találkozik Andor a K-2SO birodalmi biztonsági droiddal, akivel harcolni kezd. Az ikrek kikapcsolják a droidot és törlik a memóriáját, végül együtt szöknek meg a birodalmiak elől.
  - Cassian Andor és K-2SO társak lesznek, és együtt támadnak meg egy birodalmi teherhajót. A hajón három fiatal vukit mentenek meg D'Koetaa, D'Lylaa és Wyhyattot.
  - Andor, Athex és K-2SO küldetést vállalnak a Mustafar bolygón, hogy visszaszerezzék a birodalmi hírszerzés által megszerzett adatokat. A lázadó kémek bejutnak a Vader erődje melletti birodalmi bázisra, de lebuknak és nem sikerül vissza szerezni az adatokat. Menekülés közben Darth Vader megöli Athex lázadó kémet, míg a többiek sikeresen elmenekülnek.
  - Darth Sidious zavart érez az Erőben, ezért Darth Vadert és Thrawn főadmirálist az ismeretlen régió határán lévő Batuu bolygóra küldi kivizsgálni az esetet. Vader és Thrawn a gryskekkel találkoznak, akik a fiatal Erő-érzékeny chissek erejét használják fel a birodalmuk erősítésére. A birodalmiak megtámadják és elkergetik a gryskokat a bolygóról. Thrawn elfogott 20 grysk harcost, akiket a hajójára viteti kihallgatásra, azonban a cellájukból kiszöknek. Thrawn az új testőre segítségével Rukhival az összes kiszökött gryskel végeznek. Eközben Darth Vader a Mokivj rendszerbe utazik, ahol a gryskek elkezdték kolonizálni a bolygó holdjait. Gryskek egy elhagyatott volt szeparatista gyárban tartják fogságban a fiatal Erő-érzékeny chiss gyerekeket, akiket Vader kiszabadít, majd elűzi a gryskeket a rendszerből.
  - A Galaktikus Birodalom és az ismeretlen régióban lévő Grysk Birodalom először találkoznak egymással. Thrawn figyelmezteti Vadert, hogy a gryskok régi ellenfelei a Chisseknek, és hogy mivel elkezdtek haladni a birodalmi területek felé, hamarosan nagyobb inváziót fognak indítanak a Birodalom ellen.
  - Darth Vader a gryskek elleni csatákban használta először a TIE/D Defender hajókat, közölte Thrawnnal, hogy kiváló hajó és támogatni fogja a projectjét, de fejlesztésre szorul még. Thrawn a Lothalra visszatérve egy új prototípusba a TIE/D Defender Elite fejlesztésébe kezd bele.
  - Meggyilkolják Jyrom Ottdell birodalmi tisztikar admirálisát, a gyilkosára nem derül fény, mert a nyomozást leállíttatják.
  - A Mandalore-on Sabine vezetésével a Wren és a Bo-Katan klán, illetve Jarrus, Ezra és Rau kiszabadítják a birodalmi fogságból Sabine édesapját Alrich Wrent. A Birodalom és a Saxon klán beveti az Ívgenerátor fegyvert, ami Sabine Wren találmánya még a birodalmi kadét korából. A fegyver hamuvá égeti azokat, akik mandaloriai páncélt viselnek, ezért a többi klán és a lázadók elhatározzák, hogy megsemmisítik a fegyvert. A Sundari kikötőjében lévő birodalmi csillagromboló fedélzetén lévő fegyvert Sabine megsemmisíti, majd Tiber Saxon kormányzóval együtt felrobban. A háború után a klánok hűséget fogadnak Bo-Katan Kryze-nek, Sabine átnyújtja neki a Sötét Szablyát és ő lesz Mandalore vezetője, akinek sikerült egyesítenie a mandaloriakat.
  - A Birodalom felismeri, hogy sohasem fogja tudni Mandalore-t irányítani, ezért később az uralkodó elrendeli a Jedikhez hasonló „Nagy Tisztogatást” a mandaloriak ellen.
  - Sabine Wren újra csatlakozik a lázadókhoz. A lázadók Ezrát, Sabine-t és Choppert a Jalindi bolygón lévő birodalmi átjátszó állomásra küldik, hogy titokba csatlakozva a rendszerre megfigyelhessék a birodalmi flotta mozgását. A küldetés kudarcot vall, mivel Ezra lebuktatja magukat Brom Titus birodalmi parancsnok előtt, megmentésükre, és az átjátszó felrobbantására Saw Gererra érkezik, majd magával viszi őket. A felrobbantott átjátszóval együtt Brom Titus parancsnok is oda veszik.
  - Ezra, Sabine és Chopper segítenek Gererrának megszerezni egy titkos birodalmi szállítmányt. A Birodalom a szállítmányt egy civil teherszállítóval szállítják, amire a lázadók feljutnak. A hajón kiszabadítják a Birodalom által elrabolt coruscanti energia technikusokat, majd felfedezik, hogy a Birodalom titkos szállítmánya egy nagy kyber kristály. Ezt a kristályt Orson Krennic igazgató rendelte a Halálcsillag fegyverébe, a titkot nem tudja meg Gererra, ezt felismerve instabillá teszi a kristályt, majd elmenekül a szállítóhajóról. Ezra és Sabine a technikusokat megmentve, szintén elmenekülnek, végül az instabil kristály felrobban elpusztítva a szállító hajót, és a közelében lévő Slavin százados által irányított birodalmi csillagrombolót. A megmentett technikusok csatlakoznak a lázadókhoz, és a Yavin 4-re viszik őket.
  - Ryder Azadi figyelmezteti a lázadókat, hogy a Lothalon a birodalmiak tovább fejlesztett TIE/D Defender Elite hajót tesztelnek. Mon Mothma, Hera csapatát a Lothalra küldi, hogy derítsenek ki minden információt az új TIE/D Defender Elite hajóról. Ezra találkozik egy Loth-farkassal, amit kihaltnak hittek Y. e. 101 óta. Sabine és Ezra betörnek a birodalmi bázisra és ellopják a hajót. A bázison Thrawn főadmirális és Pryce kormányzó kihasználják az alkalmat és a lázadókkal teszteltetik a gépet, majd a teszt végén Pryce távirányítással lekapcsolja a gépet. Sabine és Ezra a repülési adatrögzítőt és a hiperhajtóműet magukkal viszik a hajóból. Thrawn, Pryce-t és a testőrét Rukhot küldi a lázadók után. Egy Loth-farkas segít megszökni a birodalmiak elől Ezrának és Sabine-nak. Rukh és a birodalmiak egy nyomkövető segítségével megtalálják a lázadók bázisát, ezért elmenekülnek, akiket a Loth-farkasok segítenek. Hera Syndulla megszökik a Lothalról és magával viszi a TIE/D Defender Elite adatrögzítőjét a Yavin4-re, ahol meggyőzi a lázadók vezetőit, hogy indítsanak támadást a lothali hajógyár ellen.
  - A Lothalon Ezra, Jarrus, Sabine, Zeb és Azadi megtámadják a Bányászati Szövetség egyik fejtőgépét, hogy megszerezzék a távolságkommunikációját, amivel kapcsolatba léphetnek a többi lázadókkal. Megszerzik a fejtőgépet, kiszabadítják Vizagot, akit korábban csempészésért rabszolgaságra ítéltek, majd úgy dönt csatlakozik a lotháli ellenállókhoz. Sikerül a csapatnak felvenni a kapcsolatot Herával, aki közli a többiekkel, hogy megindul a lázadók támadása a lotháli gyár ellen.
  - Hera Syndullát tábornoki rangra emelik, majd a vezetésével a Főnix század támadást indít a lotháli birodalmi blokád ellen, amit Thrawn főadmirális irányít. A bolygón Ezráék a birodalmi légvédelmirendszert hatástalanítják. A birodalmiak lelövik az összes lázadó gépet, és csak pár lázadó pilóta éli túl, köztük Hera és Mart Mattin. A fővárosból Chopper és Mart sikeresen kimenekülnek, azonban Herát elfogja Rukh. Herát Pryce kormányzó tartja fogva, aki kínozza. Elindul kiszabadítani Herát, Jarrus, Ezra és Sabine. Tarkin nagymoff tájékoztatja Thrawnt, hogy mivel a lázadók ellopták a TIE/D Defender Elite hajót, Krennic igazgató meggyőzte az uralkodót, hogy állíttassa le Thrawn Defender programját és az erőforrásait adja az ő Csillagpor projectjéhez. Thrawn annak érdekében, hogy rávegye az uralkodót, hogy továbbra is támogassa a TIE/D Defender Elite projectet, Tarkin megbeszélést szervezett Thrawnak az uralkodóhoz, aki azonnal elhagyja Lothalt és a Coruscantra utazik. Thrawn Pryce kormányzóra hagyja a Lothal és a gyár megvédésének az irányítását a lázadókkal szemben. A birodalmi komplexumba bejutva, Jarrus Thrawn irodájából ellopja Hera Kalikoriáját, majd kiszabadítja Herát. Menekülés közben az üzemanyagtelep egyik üzemanyagtartály tetején landolnak, ahova megérkezik Ezra és Sabine is kimenteni őket. Pryce utasítást ad, hogy robbantsák fel az egész üzemanyagtelepet, hogy meghaljon az összes lázadó. Jarrus magát feláldozva megmenti a többieket a haláltól, a robbanásban Jarrus meghal, míg a csapat elmenekül.
  - Az üzemanyagtelep megsemmisülése miatt, leállítják a TIE/D Defender Elite gyártását. Pryce kormányzó próbálja eltitkolni a hírt Thrawn előtt, de megtudja, ahogy az uralkodó is, aki végül úgy dönt, hogy teljesen mértékben a Csillagpor projectet fogja támogatni, és a TIE/D Defenter project összes erőforrását Krennic igazgatónak adja át. Thrawn Pryce-t háttérbe szorítva, Rukhot küldi a többi lázadó elfogására, azonban Sabine és Zeb elfogják és visszaküldik a fővárosba.
  - Egy gryski csatahajó betör a Birodalomba és megtámad egy szállítóhajót, a helyszínre érkezve Thrawn főadmirális csatlakozik Ar'alani admirális vezette Chiss erőkhőz, akik már megtámadták a gryski csatahajót. Legyőzik a gryskeket, majd Thrawn újra találkozik volt segítőjével Eli Vantoval.
  - A Loth-farkasok megüzenik Ezrának, hogy fel kell keresnie a lothali Jedi templomot, ezért Ezra, Sabine, Hera és Zeb a Loth-farkasokkal útnak indulnak. A templomnál az uralkodó megbízásából Veris Hydan miniszter a világok közti világot keresi, amit Ezra megtalál és sikeresen átjut. Megmenti Ahsoka Tanot, mielőtt Darth Vader végzett volna vele a Malachoron, majd áthúzza őt is a világok közti világba. Hydan miniszter értesíti Darth Sidioust, hogy Ezra átjutott, majd Sidious Sith varázslattal megtalálja őket és próbálja elkapni, de Ahsoka vissza fut a Malachorra, míg Ezra a Lothalra. Ezra bezárja a kaput, majd a templom összeomlik, és maga alá temeti Hydan minisztert.
  - Palpatine császár kijelöli Darth Vadert a Csillagpor project védelmére. Ar'alani admirális figyelmezteti Thrawn főadmirálist, hogy a Chiss Birodalom a polgárháború szélére sodródott. Thrawn tudomásul veszi a hazájából érkező híreket, de Gilad Pellaeon százados kíséretével visszatér a Lothalra.
  - Palpatine császár közli Thrawn főadmirálissal, hogy komoly kétségei merültek fel a Birodalom iránti hűsége miatt, ezért, ha rendezte a lothali lázadást, egy hosszú beszélgetésre térjen vissza a Coruscantra. Az uralkodó emellett utasítja, hogy a hajóján építse meg a lothali Jedi Templom egy részét, és hogy vegye rá Ezra Bridgert, hogy csatlakozzon hozzá.
  - Megszületik Karina királynő a Geonosison. Klik-Klak megmentette az utolsó királynő tojást, azonban Karina sterilen születik meg. A klónháborúkból ismert droidokat kezd gyártani, akiket a saját gyermekeinek tekinti.
- Y. e. 0
  - A Lázadó Szövetség nem tervezi Lothál felszabadítását, ezért Hera és a csapata elhatározza, hogy a lázadók segítsége nélkül maguk szabadítják fel a bolygót.
  - Hera, Rex és Kallus elmennek a Seelos bolygóra és meggyőzik a csatlakozásról Wolffe és Gregor klón katonákat, Hondo Ohnakát és Ketsu Onyot. A Lothálon Ezra, Sabine, Zeb, Mart, Azadi, Jai Kell és Vizago kitervelnek egy csapdát Pryce kormányzó számára. Azadi volt lotháli kormányzó elhiteti Pryce-al, hogy elárulj a lázadókat és megadja bázisuk koordinátáit. Pryce és Rukh vezetésével a birodalmiak megtámadják a lázadók bázisát, azonban a Loth-farkasok segítségével és Heráék megérkezésével elfogják Pryce kormányzót. A lázadók bejutnak a parancsnoki központ kupolába, majd átveszik az irányítását, azonban megérkezik Thrawn főadmirális és utasítja Rukhot, hogy kapcsolja ki a pajzsgenerátort. Thrawn felszólítja Ezrát, hogy azonnal és feltétel nélkül adja meg magát, és hogy nyomatékosítsa akaratát egy rövid időre bombázni kezdi a lotháli lakosságot. Ezra megadja magát és átszáll Thrawn csillagrombolójára a Chimaerára, ahol bemutatja a hologramon megjelenő Palpatine császárnak. Palpatine megpróbálja rávenni Ezrát, hogy nyissa meg újból a világok közti világot, de Ezra ellenáll és romba dönti a Jedi templom megmaradt részét. A bolygón lévő parancsnoki központban a lázadók visszakapcsolják a pajzsgenerátorokat, azonban Gregor klónkatonát megölik, míg Zeb Rukhot öli meg. Az uralkodó kudarca után Thrawn újból elrendeli a lotháliak bombázását, de a visszaállított pajzzsal már védve lett a lakosság. Ezra korábban megbízta Mart Mattint, hogy ha visszaérne Thrawn, akkor menjen és hívja el a purrgileket segítségül. A purgilek megsemmisítik Thrawn Gilad Pellaeon százados által irányított lotháli blokádját, majd megtámadják a bolygón lévő többi csillagrombolót. Ezra az Erővel utasítja a purgileket, hogy őt és Thrawnt a Chimaera fedélzetén az ismeretlen régióba vigye hiperűrugrással. Heráék felrobbantják a birodalmi parancsnoki központot a Lothál felett, aminek a fedélzetén meghal Pryce kormányzó és a birodalmi helyőrség nagyrésze. Lothál végül felszabadul a birodalmi elnyomás alól.
  - Megszületik Jacen Syndulla a Lothal bolygón.
  - Megszületik Armitage Hux az Arkanis bolygón.
  - A lázadó Alkony Társaság Micha Evon vezetésével részt vesz a Ferrok Pax-i, az Allst Prime-i és a Mygeeto-i csatákban.
  - Az Alkony Társaság 2 hónappal a yavini csata előtt a Crucival bolygón lévő birodalmi adótornyot támadnak és semmisítenek meg.
  - Bansu Ro lotháli lakos összeveszik a szüleivel, mert a lázadókat támogatják, míg Ro a Birodalomhoz hű, elhagyja a családját és Lothált, majd bevonul a birodalmi Caridai Akadémiára és pilóta kadét lesz.
  - Két X-szárnyú lázadó vadászgép a Scarifnál járőröznek, amikor felfedezik a Halálcsillagot, mielőtt továbbítanák az információkat, a birodalmiak lelövik a két gépet.
  - Cassian Andor lázadó hírszerzőtiszt megtudja a jedhai összekötőjétől Tiviktől, hogy egy birodalmi pilóta dezertált és Saw Gererra tartja fogva, akitől megtudta, hogy a Birodalom egy nagy fegyverhez termeli ki a kyber kristályokat, és hogy a háttérben Galen Erso áll.
  - A Lázadó Szövetség küldetést indít a Wobani bolygón lévő birodalmi munkatáborba, kiszabadítani Galen Erso lányát Jyn Ersot, hogy a segítségével bejussanak Saw Gererra bázisába, és hogy kiderítsenek a pilótától a fegyverről.
  - Helyére kerül a Halálcsillag fókusz lencséje, ezért Tarkin nagymoff utasítja Orson Krennic igazgatót, hogy itt az ideje tesztelni a fegyvert. Krennic igazgató teszthelynek a Jedha holdat választja ki, ahonnan az utolsó kyber kristály szállítmányok érkeznek.
  - Andor, K-2SO és Jyn a Jedha holdra utaznak, ahol felfedezik, hogy a kyber kristályokat a volt Jedi templomból termelik ki. Andort és Jynt megmentik a birodalmiaktól Chirrut Îmwe és Baze Malbus, majd elfogják őket Gererra emberei.
  - Megérkezik Jedha fölé a Halálcsillag, ezért minden birodalmi alakulatot evakuálnak Jedha városból.
  - Saw Gererra bázisán Jyn és Gererra meghallgatják Galen Erso üzenetét, aki részletesen mesél a Birodalom fegyveréről a Halálcsillagról, és az általa elrejtett hibáról, amivel megsemmisíthető a fegyver, illetve utasítja őket, hogy szerezzék meg a Halálcsillag tervrajzát, amit a scarifi Citadella-toronyban találnak meg.
  - Tarkin és Krennic részvételével megkezdődik a Halálcsillag tesztelése, egyreaktoros töltöttségű szuperlézerrel elpusztítják Jedha várost és vele együtt a bolygó egynegyedét. A lázadók nagy része elmenekül a bolygóról, de maga Saw Gererra nem menekül és a bázisán meghal. Tarkint lenyűgözi a Halálcsillag ereje, majd közli Krennickel, hogy átveszi tőle az irányítását. Andor százados által tudomást szerez a Lázadó Szövetség Jedha város pusztulásáról, illetve a Halálcsillag létezéséről is.
  - A lázadók az Eadu bolygón lévő birodalmi kiberfeldolgozó állomásra mennek, hogy meggyilkolják Galen Ersot. Közben Krennic igazgató is megérkezik és kivégezteti Galen mérnök csapatát, mert Tarkintól megtudta, hogy Galen volt az, aki a volt birodalmi pilótát elküldte Saw Gererrához az információkkal. A lázadók az állomásra támadnak, Krennic elmenekül, míg Galen Erso belehal a sérüléseibe.
  - Darth Vader a mustafari erődjébe hívatja Krennic igazgatót, ahol közli vele, hogy az uralkodó parancsára továbbra is ő irányítja a Csillagpor projectet. A döntés mögött az áll, hogy az uralkodó Tarkint hibáztatja, hogy a háta mögött rendelt el egy teszt támadást, és ennek híre eljutott a Birodalmi Szenátusig. A Birodalmi Szenátusban azt kommunikálják, hogy bányarobbanás miatt semmisült meg Jedha város, illetve, a bolygó egynegyedének elpusztulása helyett, csak Jedha város és környékét említik.
  - A Yavin 4-en a Lázadó Szövetség egy része a megadás mellett érvel, míg a másik része a támadásban, ezért Mon Mothma nem adja ki a parancsot a Scarif megtámadására. Jyn és Andor önkéntes lázadókkal együtt elindulnak megszerezni a Halálcsillag tervrajzát a Scarifról. Mon Mothma Bail Organat kéri, hogy kérjen segítséget Jedi ismerősétől. Később Organa visszamegy a Alderaanra, és a lányát Leiát bízza meg Obi-Wan Kenobi felkeresésével.
  - A lázadók sikeresen leszállnak a Scarifire, majd megtámadják a birodalmi bázist. A támadásról értesítik Tarkin nagymoffot, aki a Halálcsillaggal a Scarifhoz utazik. Mon Mothma tudomást szerez a scarifi támadásról, ezért elrendeli a Lázadó Szövetség teljes támadásának az indítását a Scarifra.

#### Galaktikus Polgárháború ( Y. e. 0 – Y. u. 5)
- Y. e. 0
  - A Scarifhoz megérkezik a lázadók hadserege és hosszú csata után áttörik a bolygót körülvevő pajzsot.
  - A Scarifi csatával, ahol a Birodalom hadserege áll szemben a lázadók teljes hadseregével, hivatalosan is kitör a Galaktikus Polgárháború.
  - A Citadella-toronyba bejut Andor, K-2SO és Jyn és megszerzik a Halálcsillag tervrajzát, K-2SO-t szétlövik. A parton rengeteg lázadó esik el, köztük Chirrut Îmwe, Baze Malbus és Bodhi Rook is. A Citadella tetején Jyn sikeresen továbbítja az adatokat a lázadók parancsnoki hajójára.
  - Megérkezik a Halálcsillag és Tarkin parancsára egyreaktoros töltöttségű szuperlézerrel a birodalmi bázisra lőnek, a magához térő Krennic az épület tetején döbben rá, hogy a saját alkotása fogja megölni. A lázadók szemtanúi lesznek a birodalmi fegyver erejének. Andor és Jyn a parton várják a halált. Darth Vader is megérkezik, megbéníttatják a lázadók zászlóshajóját, majd Vader átszáll, hogy visszaszerezze a tervrajzot. Vader nem tudja megszerezni, mert a zászlóshajóról leválik a Tantive IV, fedélzetén Leia Organa, akinek a tervrajzot Raymus Antilles adja át. Raddus lázadó admirális a hajóján hal meg, mikor Vader elhagyja azt és felrobbantják.
  - Leia Organa hercegnő korvettje a Tatuinra indul Obi-Wan Kenobi Jedi mester felkutatására, azonban idő előtt megérkezik Darth Vader csillagrombolója és elfogja a Tantive IV-et. Leia a Halálcsillag tervrajzát és a Kenobinak szánt üzenetet feltölti R2-D2 egységébe, majd C-3PO-val együtt egy mentőkabinnal leszállnak a Tatuinra, hogy megkeressék a volt Jedi mestert. Vader átszáll a hajóra megöli Raymus Antillest és elfogja Leia hercegnőt, ezzel Leia anonimitása elveszik és lebukik a Birodalom előtt, hogy ő is lázadó. Vader rájön, hogy a bolygóra küldött mentőkabinban lesz a tervrajz, ezért egy egységet küld a megtalálására. A Tatuinon a két droidot elfogják a dzsavák, akik eladják Owen Larsnak, Luke Skywalker nagybátyának. Obi-Wan Kenobi megmenti Luke-ot és a két droidot a taszkenek elől. Luke és Kenobi meghallgatják Leia üzenetét, aki megkéri Kenobit, hogy juttassa el a tervet apjához az Alderaanra. Kenobi elérkezettnek látja az időt, hogy Luke-t tanítványának fogadja és mesélni kezd a Jedikről és az apjáról, végül átadja Anakin volt fénykardját Luke-nak. Kenobi megkéri, hogy kísérje el őt az Alderaanra, azonban Luke visszautasítja. A birodalmiak a droidokat kutatva végeznek a dzsavákkal és Luke családjával. Luke csatlakozik Kenobihoz, és Mos Eisley űrkikötőbe mennek, ahol felbérelik Han Solot és Csubakkát, hogy vigye el őket az Alderaanra.
  - Palpatine császár megtudja, hogy Leia Organa szenátor a lázadók oldalán áll, majd feloszlatja a Birodalmi Szenátust. Elkezdődik a szektor kormányzók korlátlan uralma. A Birodalmi Biztonsági Iroda megkezdi a szenátus néhány lázadókkal szimpatizáns tagjának a letartóztatását, majd a Coruscanton található Arrth-Eno börtönkomplexumba zárják őket. Hivatalosan a HoloNeten keresztül a Birodalom azt kommunikálja a polgárok felé, hogy a lázadók beszivárogtak a Birodalmi Szenátusba és a Szenátus engedélyével a lázadók terrorcsapást mértek a scarifi birodalmi bázisra, ezért a vészhelyzet idejére feloszlatják a Szenátust.
  - Darth Vader a Halálcsillagon vallatni kezdi Leiát, hogy megtudja, hol a lázadók bázisa, de ellenáll neki, ezért Tarkin az Alderaan bolygó megsemmisítésével fenyegeti. Leia azt hazudja, Tarkinnak, hogy a Dantuinon van a lázadók bázisa, amire Tarkin végül mégis az Alderaan elpusztítása mellett dönt, mivel erő demonstrálni akarja az egész galaxisnak a Birodalom erejét. Az Alderaan elpusztításával Bail Organa is meghal. A Dantuinhoz küldött Cassio Tagge vezérőrnagy megtalálja a lázadók bázisát, de azt régen elhagyták, ezért Tarkin elrendeli Leia azonnali kivégzését.
  - Tarkin nagymoff elküldi pártfogoltját Ellian Zahrát az Ikkrukk bolygóra, hogy megölje Burnium Rot, aki újra akarja éleszteni a nagy nihil portyázásokat. Zahra megsemmisíti Ro erődjét és haderejét, de magát a hadvezért nem tudja megölni, mert elmenekül. Tarkin csalódik Zahrába, aki elhatározza, hogy elindul felkutatni az eltűnt hadvezért.
  - A lázadó Alkony Társaság Micha Evon vezetésével megtámadják a Vir Aphshire bolygón lévő birodalmiakat, kitör a Vir Aphshire-i csata.
  - Az Alderaanra tartó út során Kenobi Luke-ot Jedinek oktatja, majd a célhoz érve a bolygó maradványait találják meg, végül a Halálcsillag vonósugárral elfogja az Ezeréves Sólymot. Kenobi elindul hatástalanítani a vonósugarat, míg Luke, Solo és Csubakkal kiszabadítják Leiát a börtön blokkból.
  - Kenobi összetalálkozik Vaderrel és párbajozni kezdenek, majd Kenobi feláldozza magát Vader megöli és eggyé válik az Erővel.
  - A Coruscanton élő alderaani polgárok tüntetni kezdenek, amiért a Birodalom megsemmisítette az Alderaant. A Birodalom a rend helyreállításának érdekében tüzet nyit a tüntetőkre, majd kijárási tilalmat vezetnek be a 3204. szinten.
  - Az Ezeréves Sólyom a Yavin 4-re megy és átadja Leia a tervrajzot a lázadóknak, azonban Vader nyomkövetőt tett a hajóra, és a Halálcsillag nemsokára követi őket a rendszerbe. A lázadók megtalálják Galen Erso elrejtett hibáját, egy 2 méter átmérőjű hőelvezető aknát, amely egészen a Halálcsillag főreaktoráig vezet.
  - Luke Skywalker csatlakozik a lázadókhoz, majd Wedge Antilles pilótának oktatja.
  - A Halálcsillag megérkezik a rendszerbe, és a lázadó pilóták támadást indítanak ellene. Kitör a Yavini csata. A lázadókat Jan Dodonna tábornok irányítja, míg a birodalmiakat Tarkin nagymoff. A lázadó pilóták ellen a TIE vadászokat küldik ki, akiket Darth Vader vezet. A birodalmi vezetőség elemezi a lázadók támadását, amit súlyosan kockázatosnak találnak, ezért azt tanácsolják Tarkinnak, hogy hagyja el a Halálcsillagot, ezt azonban Tarkin határozottan visszautasítja. Han Solo meggondolja magát, és még is csatlakozik a támadáshoz, megtámadja Vadert és a kísérő TIE vadászokat, ezáltal Vader hajója irányíthatatlanul elrepül a Halálcsillagtól, miközben Luke eltalálja a hőelvezetőt és felrobban többek között Tarkin nagymoffal és Wullf Yularen ezredessel a Halálcsillag.
- Y. u. 0
  - A Yavin 4-en a lázadók ünnepelni kezdenek, majd Leia Organa kitünteti Luke Skywalkert, Han Solot és Csubakkát.
  - A Halálcsillag pusztulása után Iden Versio birodalmi pilóta lezuhan a Yavin 4-re és bujkálni kezd a lázadók elől, majd a lázadók ünneplése alatt ellop egy hajót és elmenekül.
  - Darth Vader elmenekül a rendszerből, és visszamegy a Coruscantra, az uralkodó minden dühét Vaderre zúdítja, és közli vele, hogy a Halálcsillalag pusztulásának és a csata elvesztésének egyedüli felelőse. Az uralkodó Cassio Tagge-t főtábornoki rangra emeli, és a birodalmi fegyvereserők legfőbb parancsnokává léptetti elő, majd Darth Vadert az ő parancsnoksága alá helyezi. Az uralkodó továbbá alkalmatlannak tartja a vezető birodalmi tisztek egy részét, ezért sorra meggyilkoltatja őket, a nagy részüket Vaderrel öleti meg.
  - Palpatine császár elrendeli a második Halálcsillag megépítését. Az építés megkezdődik a Kef Bir hold mellett, aminek az irányítására Tiaan Jerjerrod moffot bízza meg.
  - Az ünnepség után Jan Dodonna tábornok felszólítja az összegyűlt lázadókat, hogy a birodalmi megtorlástól tartva, azonnal kezdjék el kiüríteni a bázist. Az evakuálás végére megjelent a rendszerben az első csillagromboló, de végül az utolsó lázadó hajónak is sikerül megszöknie.
  - Egy nappal a yavini csata után, Alecia Beck a Birodalmi Biztonsági Iroda parancsnoka azt a feladatot kapja, hogy vadássza le Caluan Ematt, hogy megtudják tőle, hova mentek a lázadók. Ematt a Cyrkon bolygóra menekül, ahova Leia Solot és Csubakkát küldi megmenteni a birodalmiak elől.
  - Leia Organa, Evaan Verlaine lázadó pilóta és R2-D2 elindulnak felkutatni a túlélő alderanniakat.
  - A Lázadó Szövetség kifizetik Solonak a 15 ezer kreditet, amit Obi-Wan Kenobi ígért neki. Ezután a szövetség folyamatosan küldetésekkel bízza meg.
  - Csubakka az Andelm IV bolygón segít egy helyi fiatal lánynak Zarronak a népét felszabadítani a rabszolgaságból, akiket Jaum bűnvezér a bányákban dedlanitért dolgoztat. Jaum a dedlanitot a Birodalomnak bányássza. Csubakka segítségével kitör a rabszolgafelkelés a bányákban, majd megérkezik a szállítmányért Kai parancsnok által irányított birodalmi csillagromboló, Jaum a felkelés leverésére Kaitól kér segítséget. Csubakka és Zarro Jaum embereinek öltözve megsemmisítik a transzfert, és egy bombával megrakott droidot helyeznek el, de eközben a birodalmiak elfogják őket. Zarro azt hazudja Kainak, hogy Jaum bűnvezér egy lázadó kém, és a bombával megrakott droidot ő helyezte el a transzferre, ami abban a pillanatban felrobban és komoly sérülést okoz a csillagrombolóban. A felfordulásban Csubakka és Zarro elmenekülnek a hajóról, Kai parancsnok elfogja Jaumot, akit bebörtönöztet és megkínoztat. Csubakka az akció után elbúcsúzik Zarrotól, és neki adja a yavini csata után kapott kitüntetését, ezután a Kashyyykra utazik, majd végül visszatér Han Solohoz.
  - Ackbar admirális megbízza Luke Skywalkert, hogy Rodiára utazva biztosítsa a Szövetség számára a fegyverutánpótlási útvonalat. Az útra R2-D2 és Nakari Kelen lázadó pilóta kiséri el. Rodián Taneetch Soonta elviszi a dzsungel mélyén lévő nagybátya Hullik mauzóleumához, aki egy Jedi lovag volt. Soonta mesél Luke-nak a Jedikről, köztük Anakinról is, majd Hullik volt fénykardját Luke-nak ajándékozza. Luke a mauzóleumnál megtanulja a telekinézist. A Birodalmi Biztonsági Iroda fejvadászokkal üldöztetni kezdi a két lázadót, és az Omereth bolygón az egyik fejvadász megöli Nakari Kelen lázadó pilótát, majd a hajóval Luke elmenekül.
  - Han Solo és Csubakka egy rövid időre otthagyják a lázadókat és visszatérnek a csempészéshez. Később Leia megbízza őket, hogy segítsenek kiszabadítani Airen Cracken hírszerző főparancsnok elfogott lázadó kémeit a Birodalomtól. A küldetés után Han Solo hosszú vívódás után úgy dönt csatlakozik a lázadókhoz, majd közelebb kerül Leiához.
  - Megalakul az Inferno osztag, egy birodalmi különleges kommandó egység. Az osztagot Garrick Versio admirális irányítja.
  - Bokk Naarg, Saw Gererra volt partizánja hiába valónak látja a harcokat a Birodalommal szemben, ezért felajánlja a szolgálatát. Gideon Hask birodalmi ügynök és egysége az Inferno megy kimenteni, azonban a többi partizán a találkozó helyét, egy űrállomást felrobbantanak. A robbanásban Bokk Naarg és 4 partizán hal meg.
  - Az Inferno osztag felkutatja és végez Saw Gererra számos volt partizánjával.
  - Solo, Csubakka, Leia és Luke megtámadják a Cymoon 1-en lévő birodalmi Alfa Fegyvergyárat és túlterhelésre állítják be a rendszereket. A támadás közepette megérkezik Darth Vader, akivel közli Aggadeen a gyár vezetője, hogy a gyár fel fog robbanni, ezért kéri Vader engedélyét a gyár kiürítéséről, aki nem ad rá engedélyt. Vader és Luke találkoznak és megtudja Vader, hogy Luke egy Jedi, majd megvívják az első párharcukat. Vader legyőzi Luke-t és észreveszi, hogy a fénykard, amit használ egykor az övé volt. Solo egy ellopott AT-AT birodalmi lépegetővel Vadert kezdi el lőni, ami alatt Luke elmenekül. A gyár végül felrobban, míg a lázadó csapat a Sólyommal elmenekülnek. Az Alfa Fegyvergyár pusztulása után, ami a Birodalom egyik legnagyobb gyára volt, egy időre megakasztja az utánpótlást és a hadműveleteket is. Vader visszamegy a Coruscantra és magával viszi Aggadeent a Császári Palotába, ahol halálra kínozzák.
  - Palpatine császár Darth Vadert versenyeztetni kezdi új ügynökével Cylo doktorral, hogy kettejük közül ki a legalkalmasabb, mint a Birodalom végrehajtója.
  - Darth Vader elhatározza, hogy titokban az uralkodó háta mögött egy hűséges magánhadsereget fog létrehozni.
  - A Halálcsillag és az Alfa Fegyvergyár megsemmisülése után a Birodalom erőforrásai kimerültek, ezért Palpatine császár Vadert a Tatuinra küldi tárgyalni Jabba a Hutthoz, hogy a Hutt klán erőforrásait vegye igénybe a Birodalom. A Hutt klán és a Birodalom megegyezik, és újra elindul a birodalmi hadiipari gyártás.
  - Az épülő Executor szuper csillagromboló hajó fedélzetén Cassio Tagge főtábornok utasítja Darth Vadert, hogy védje meg a kalózoktól a birodalmi szállítmányokat. Vader legyőzi a Crymorah-szindikátust, majd visszatér az Executorra és jelentést tesz Tagge-nek.
  - Vader megtudja, hogy Chelli Lona Aphra, egy kutató lány szállított összeszerelt droidokat a kiirtott Crymorah-szindikátusnak. Vader Aphrát a Karantén Világ III. aszteroidáján találja meg, miközben Aphra a Tripla-Zéró protokoll személyiségmátrixot lopja el. Vader segít aktiválni a mátrixot, cserébe Aphra segítségét kéri a magánhadseregéhez az erőforrások felkutatásához. Aphra Vadernek kezd dolgozni, és Vader seregéhez az elhagyatott geonosisi droid gyárat ajánlja. A Geonosisra utazva, Karina királynő üzemképes gyárára bukkannak, Vader megtámadja a királynőt, aki túléli a támadást, azonban Vader megszerzi tőle a gyárat.
  - Vader a Crushank csillagködben lévő Cylo doktor bázisára utazik, hogy végezen vele. A bázison találkozik Morit Astarte és ikertestvérével Aiolin Astartéval. Cylo elárulja Vadernek, hogy az ikreket az ő helyettesítésére hozta létre az uralkodó megbízásából, mivel az uralkodó elvesztette a bizalmát benne. Az ikrek Jedi és Sith képességekkel bírnak, de az Erő nélkül, mivel Cylo szerint az Erő elavult dolog. Vadert felháborítja a kijelentése, és majdnem megöli Cylot, amikor az uralkodó előlép és megállítja Vadert. Az uralkodó közli Vaderrel, hogy bizonyítania kell, majd Cylo utasítja az ikreket, hogy támadják meg Vadert. Hosszú párbaj után az uralkodó utasítja a harcoló feleket, hogy egyelőre fejezzék be, majd közli Vaderrel és az ikrekkel, hogy csak egy valaki szolgálhatja őt.
  - Vader felbéreli Boba Fettet, hogy kutassa fel a Jedit. Luke eközben visszatér a Tatuinra válaszok után kutatva Obi-Wan Kenobi kunyhójába, ahol Boba Fett rátámad és megtudja, Luke teljes nevét. Boba közli Vaderrel, hogy a Jedi elmenekült, de megtudta a nevét, amikor Vader meghallja, hogy a Jedi neve Luke Skywalker, rádöbben, hogy a fia.
  - Cassio Tagge főtábornok utasítja Vadert, hogy végezzen a Son-tuul szindikátussal, ami egyben a Hutt klán riválisa is volt. Vader titokban megbízza Aphrát, hogy lopja el a birodalmi egységektől a szindikátus lefoglalt vagyonát.
  - Tagge főtábornok utasítja a végrehajtó ikreket, hogy utazzanak el az Anthan rendszerbe és vadásszák le a lázadó Plazmaördögök nevű csillagharcos századot.
  - Vader, a hír megerősítésére, hogy Luke Skywalker tényleg a fia, Chelli Lona Aphra kutatóját bízza meg, hogy szerezzen bizonyítékot. Aphra a társával Tripla-Zéró protokolldroiddal, az összegyűjtött információk alapján rátalál a Naboo bolygón Commodex Tahnra. Aphra megkínoztatja a férfit, aki elárulja, hogy ő készítette elő a temetésre Padmé Amidala holttestét, és lefizették, hogy tartsa titokban, hogy fiúgyermeknek adott életet. A hosszú kínzás ellenére Tahn titokban tudta tartani Leia létezését, végül Tripla-Zéró protokolldroid halálra kínozza. Aphra ezután megerősíti Vadernek, hogy Luke tényleg az ő fia.
  - Tagge főtábornok megbízza Vadert és Thanoth Birodalmi Biztonság Iroda ügynökét, hogy derítsék ki ki lopta el a Son-tuul szindikátus lefoglalt vagyonát. Thanoth a nyomozás közben rájön, hogy a lopást Vader rendelte el, Vader utáni alapos nyomozás után rájön, hogy egy Jedi volt és Anakin Skywalkernek hívták, illetve megtudja, hogy egy magánhadsereget akar felállítani és le akarja váltani az uralkodót. Vader, hogy a titka biztonságba maradjon megöli a birodalmi ügynököt, de mielőtt megölné, Thanoth közli Vaderrel, hogy helyesli a cselekedetét, hogy le akarja váltani az uralkodót, majd így búcsúzik: „Öröm volt veled dolgozni, Anakin”.
  - Monthan Shu-Torun királya fellázad a Birodalom ellen, ezzel elakad a Birodalomba szánt ércszállítmányok. Vader a bolygóra megy, majd a BT-1 bérgyilkos droid meggyilkolja a királyt és vele együtt az egész királyi családot, kivéve a lányát Trios hercegnőt, akit Vader megkoronáztat és biztosítja vele a további érc szállítmányokat a Birodalomba.
  - A Birodalom rátalál a Lázadó Szövetségre a monsuai csillagködben, ahonnan végül a lázadók elmenekülnek.
  - Luke Skywalker a Nar Shaddaa holdra utazik, hogy információkat gyűjtsön, hogy tud betörni a Coruscanti volt Jedi Templomba. Grakkus, a hutt elfogja Luke-ot és megtudja, hogy Jedi, ezután megmutatja a Jedi gyűjteményét neki, amiben számos volt Jedi maradványai, holokronok, szobrok, fénykardok és egy Jedi vadászhajó is megtalálható. Grakkus szólt a játékmesterének Kreelnek, aki egyben Darth Vader kémje volt, hogy készítse fel Luke-ot harcolni az arénába. Kreel értesíti Vadert, hogy Luke Hutta városban van, illetve, hogy Grakkusnak egy hatalmas Jedi gyűjteménye van. Luke az arénából megszökik Solo, Leia és Csubakka segítségével, miközben megérkezik Vader letartóztatja Grakkust és megsemmisíti a Jedi gyűjteményét. Később Grakkust a Megalox börtön városba zárják, ahol idővel a börtönkomplexum vezetője lesz.
  - Luke Skywalker és három lázadó osztag a Vrogas Vas bolygóra utaznak, ahol Luke egy elhagyatott Jedi templomot keres. Aphra megtudja, hogy Luke a Vrogas Vason van és értesíti Vadert. Vader megérkezik és kitör a Vrogas Vas-i csata. A csatában Luke és Vader hajója egymásnak ütközik és lezuhannak a bolygóra. A lázadók értesítik a Szövetség parancsnokságát, hogy Vader lezuhant a Vrogas Vas bolygóra, Jan Dodonna tábornok elérkezettnek látja az időt, hogy végezzenek Darth Vaderrel, ezért elrendeli egy egész zászlóalj mozgósítását. Eközben Solo, Csubakka és Leia is a bolygóra utaznak, hogy kimentség Luke-ot, illetve Aphra, Black Krrsantan, BT-1 és Tripla-Zéró protokolldroid is a bolygóra megy, hogy elfogják Vadernek Luke-ot. A két csapat összecsap, aminek a végén Aphra csapata elfogja Luke-ot, de végül Solo, Leia és Csubakka kiszabadítják és most ők fogják el Aphrát. Eközben Vader gyakorlatilag egyedül végez a lázadók haderejével. A Vrogas Vas-i csata súlyos vereséget okozott a Lázadó Szövetségnek, jelentős szárazföldi erőket veszítettek el.
  - Palpatine császár elrendeli a Coruscanton található Arrth-Eno börtönkomplexumba zárt birodalmi szenátorok kivégzését. Leia Organa a megmentésükre Eneb Ray kém vezetésével egy lázadó csapatot küld. Az uralkodó megtudja, hogy a lázadók ki akarják szabadítani a szenátorokat, ezért egy csapdát állít a számukra. Az uralkodó egy dublőrt küld a börtönbe, hogy felügyelje a kivégzéseket. A lázadók behatolnak a börtönbe és megtudják, hogy az uralkodó személyesen részt vesz a kivégzéseken, ezért Ray elhatározza, hogy a szenátorok kimenekítése mellett végez az uralkodóval. Hosszas üldözés után a börtönön kívül Ray megöli az uralkodó hasonmását, amikor az igazi uralkodó megjelenik és felrobbantja az egész börtönkomplexumot, megölve a szenátorokat és a lázadókat. Ray üldözőbe veszi az igazi uralkodót, aki Erő villámlással az arcába csap, ami súlyosan megég és leesik a hajóról. Palpatine a HoloNeten keresztül a polgároknak bejelenti, hogy a lázadók terrortámadást hajtottak végre az Arrth-Eno börtönkomplexum ellen, hogy elhallgattassák a szenátorokat.
  - Eneb Ray tudomást szerez arról, hogy az uralkodó Sith Nagyúr. A vesztes küldetés, és az eltorzult arca miatt szélsőségessé válik, elhatározza, hogy végez az összes lázadók fogságában lévő birodalmiakkal. Egy droidokból álló csapat élén betör a lázadók Napfolton található börtönébe, és számos birodalmi katonával végez. Ray, Aphra cellája felé haladva végezni akar vele is, azonban Leia és Sana Starros megmentik az életét, végül Starros egy mentőkabinba löki, ezzel segítve az elmenekülését. Rayt végül a lázadók elfogják és letartóztatják.
  - A Shu-Torun bolygón Rubix herceg vezetésével az érchercegek fellázadnak a Birodalom ellen. Trios királynő a Birodalom segítségét kéri a lázadás leverében. Darth Vader a bolygóra utazik, Cassio Tagge főtábornok utána küldi segítségnek Cylo doktort és a két Astarte testvért. Kitör a Shu-Torun-i háború. Cylo titokban szövetséget köt Rubix herceggel, hogy megöljék Vadert, egy csapdát állítanak neki, amiből Vader sikeresen kiszabadul, ezután Cylo utasítja az ikreket, hogy öljék meg Vadert. Hosszú párbaj közepette Aiolin Astarte közli testvérével Morittal, hogy képtelenek legyőzni Vadert, Morit válaszul csak egy valaki lehet az uralkodó jobbkeze és belöki testvérét a lávagödörbe, majd elmenekül a bolygóról. Vader az Erő segítségével kiemeli Aiolint a lávából, aki nagyon csúnyán szétégett, de még képes elmondani Vadernek, hogy Cylo elárulta a Birodalmat és az uralkodót, illetve hogy titokban szövetkezett az érchercegekkel, végül Vader végez Aiolinnal. A birodalmiak legyőzik az érchercegek seregét, Rubix herceg megadja magát, Trios királynő pedig kivégzi. Cylo az ikrek és Rubix herceg vereségével elmenekül a bolygoról.
  - Vader utasítja BT-1 és Tripla-Zéró protokolldroidot, hogy keressék meg és hozzák el neki Aphrát.
  - A Kuat rendszerben állomásozó Executort megtámadja Cylo csapata. Cylo bejutva az Executor rendszerébe hatástalanítja a védőrendszerét és altatógázt juttatott a szellőzőrendszerébe, ezzel kiütve a katonai vezetőket, köztük Cassio Tagge főtábornokot is. Vader a fedélzetre lép, akit már Morit Astarte vár és párbajozni kezdenek, miközben Cylo csapata az uralkodót próbálják elfogni. Vader végez Morittal, majd a hídra sietve találkozik Cyloval, aki közli Vaderrel, hogy a páncélruháját ő készítette el és kitudja kapcsolni, azonban Vader újraindítja és végez Cyloval.
  - BT-1 és Tripla-Zéró protokolldroid megtalálják Aphrát és az Executorra viszik az uralkodó elé. Aphra elmeséli neki, hogy Vader egy magánhadsereget tervezett létrehozni és leakarta váltani az uralkodót. Az uralkodó tájékoztatja Vadert, hogy tud az árulásáról és megdicséri amiatt, hogy mégis képes az árnyékban működni. Vader egy légzsilipen kilöki az űrbe Aphrát, azonban Black Krrsantan, BT-1 és Tripla-Zéró protokolldroid megmentik az életét.
  - Palpatine császár Cassio Tagge főtábornokot a kudarca miatt, hogy még mindig bevetésre alkalmatlan az Executor, illetve hogy milyen könnyen megszerezte a hajó irányítását az ellenfél, lefokozza és Darth Vader parancsnoksága alá helyezi. Az uralkodó továbbá a birodalmi flotta parancsnokságát és az Executor befejezését Vaderre bízza. Vader az új pozíciójában első feladatként Erő fojtással kivégzi Tagge-t, majd utasítja Kendal Ozzel admirálist, hogy két hét alatt hozza bevethető állapotra az Executort.
  - Kreel őrmester vezetésével a birodalmi különleges SCAR század a Szellem holdon egy tucatnyi lázadó katonát felkutatnak és kivégeznek.
  - A lázadók Leia és Solo vezetésével megszerzik a Harbinger csillagromboló hajót a Birodalomtól. A Harbinger admirálisa, ahogy megtudja, hogy Darth Vader személyesen tartja felelősnek a hajó elvesztéséért, az admirális öngyilkos lesz.
  - A Birodalom megtudja, hogy a Tureen VII lakói a lázadókat támogatják. A Birodalom blokád alá vonja a bolygót, amit a lázadók háromszor is sikertelenül próbálják áttörni. A lázadó kézen lévő Harbinger csillagrombolóval végül sikeresen áttörik a blokádot és megsemmisítik az összes birodalmi bázist a bolygón. A SCAR század a harcokban elfogják Verette lázadó admirálist, majd kivégzik.
  - Luke Skywalker elutazik egy ismeretlen bolygóra, ahol a helyiek az élő Erővel átitatott kék kövekből merítik az erejüket. Korábban Yoda Jedi mester járt itt Y. e. 40-ben.
  - Chelli Lona Aphra és apja Korin Aphra felfedezik a romos Ordu Aspectut és benne számos Jedi maradványait, köztük Rurét. Közben Magna Tolvan kapitány vezetésével megérkeznek a birodalmiak, akik Chelli Aphrát követik. Chelli és az apja megtalálják Rur kristályát, ami tartalmazza a fellegvár mesterséges intelligenciáját és aktiválják. A mesterséges intelligencia aktiválja a fellegvár droidjait és elkezdi kivégezni a birodalmi rohamosztagosokat. Chelli és az apja inaktiválják a kristályt, ami által a fellegvár önmegsemmisítésre áll át, majd elmenekülnek Magna Tolvan kapitánnyal együtt.
  - Chelli Lona Aphra felkutatja Luke Skywalkert és a segítségét kéri, hogy az Ordu Aspectuból elhozott kristályt aktiválja. Luke nem képes rá, ezért ketten elmennek Ktath'atn királynőhöz, hogy rávegyék a kristály aktiválására. Ktath'atn királynő teljesíti a kérést, ha cserébe Luke egy Abersyn szimbióta segítségével szolgálni fogja. Ktath'atn aktiválja a kristályt és elküldi Aphrát, Luke kiszabadítja magát és végez a királynő gazdatestével, miközben a megérkező Leia, Sana Starros és Solo a királynő szolgálóival végeznek, végül elmenekülnek. Aphra utasítja BT-1-t, hogy égesse fel a Citadellát és értesítse a Birodalmat az Abersyn szimbióták veszélyéről.
  - Aphra aukcióra bocsátja az aktivált Rur kristályt az alvilág számos kartell és szindikátus vezetőjének. BT-1 és Tripla-Zéró protokolldroid a kristály beépítik egy droidba, illetve értesítik Darth Vadert az aukcióról. A droidok mészárlást végeznek az aukción számos vezetőt kivégeznek, eközben Aphra elmenekül. Vader megérkezve legyőzi a Rur kristályt, majd magával viszi és az uralkodónak ajándékozza. A számos alvilági vezető halálával megbénul az alvilág, ezzel lehetővé válik a Birodalomnak, hogy a lázadókra koncentráljanak.
  - A Horox III lévő bolygón a birodalmi SCAR század megsemmisíti a lázadók helyőrségét.
  - A Zeitooine bolygón a birodalmi katonák meghurcolnak egy családod, amiért Birodalom ellenes iratokat publikálnak. Thane Kyrell TIE vadászpilóta látván a család meghurcolását kiábrándul a Birodalomból, és később csatlakozik a lázadókhoz.
  - Ciena Ree birodalmi hadnagyot az Ivarujar bolygóra küldik, hogy evakuálja a helyi csapatokat. Ree a birodalmi rohamosztagosok mellett 40 civilt is megment a lávától, ezért a felettese a Birodalmi Biztonsági Iroda századosa Ronnadam megbünteti.
  - A Jedhai csatában Darth Vader megbízza Trios királynőt, hogy a Jedha holdról bányássza ki a megmaradt kyber kristályokat a Birodalomnak. Leia, Luke, Solo és Csubakka a Jedha holdra utaznak, hogy felkutassák Saw Gererra túlélt partizánjait és segítsenek megakadályozni a bányászatot. Nagyon kevés partizán maradt életben a Halálcsillag támadása és az Inferno osztag vadászata után, a megmaradt túlélőket Bentich vezeti. Leia szövetséget köt a partizánokkal. A lázadók és a partizánok együtt megtámadják a bolygóra telepített fúró fellegvárat, amit végül felrobbantanak. Leia a harcok közepette találkozik Trios királynővel, aki elárulja Leiának, hogy a Birodalom ellen van, nyíltan nem szállhat szembe vele, de hajlandó titokban segíteni a lázadóknak, akár erőforrásokkal is támogatni őket.
  - A Birodalom kiszorítja a Lázadó Szövetséget a Középső Peremvidékről, hatalmas veszteséget szenvednek el a lázadók, ezért intenzív keresésbe kezdenek egy új bázis találásához a Külső Peremvidéken.
  - Leia, Luke, Solo, Csubakka és Wedge Antilles a Crait bolygóra utaznak megfelelő bázis kutatás céljából. A lázadó csapatra rátalál a SCAR század, azonban a lázadók leggyőzik, majd elhagyják a bolygót. Leia közli Mon Mothmával, hogy a bolygót ismeri a Birodalom, ezért alkalmatlan bázisnak.
- Y. u. 1
  - Darth Vader megtudja, hogy Trios királynő szimpatizál a lázadókkal, megfenyegeti, hogy kémkedjen neki a lázadókról, különben Shu-Torun az Alderaan sorsára fog jutni.
  - A Lázadó Szövetség meg akarja győzni Mon Cala-i kereskedelmi flottát, hogy csatlakozzanak a lázadókhoz, azonban elutasítják, mindaddig, míg a királyuk Lee-Char király ki nem szabadul a fogságból. Leia, Trios vezetésével a lázadók elindulnak kiszabadítani Lee-Char királyt. Elrabolják Calamari szektor moffját Tan Hubit és segít megtalálni a lázadóknak a királyt. Lee-Char király haldoklik és már csak a gépek tartják életben, szállításra alkalmatlan állapotban van, ezért Leia rögzíti a beszédjét, miközben birodalmi rohamosztagosok törnek be a szobába: lelövik Lee-Char királyt és véletlenül Tan Hubi moffot is. Leia átadja a felvételt mon calamari Urtyának, aki az egész Mon Cala bolygón lejátssza a felvételt. A mon calamariak fellázadnak a megszálló birodalmiak ellen, áttörik a blokádod és a Mon Cala-i kereskedelmi flotta 12 hajója sikeresen elmenekül, majd csatlakoznak a lázadókhoz.
  - A Mon Cala-i kereskedelmi flotta 12 hajóját a Mako-Ta-i dokkokhoz viszik átépítésre. A munka befejeztével Mon Monthma egy kisebb ünnepségre hívja meg a lázadókat a dokkokhoz. Trios királynő eközben értesíti Vadert a lázadók hollétéről, a Halálszázad megérkezik és kitör a Mako-Ta-i csata. A csata közben Trios királynő elmenekül a lázadóktól, illetve Luke Jyn Erso emlékére megalapítja a Zsiványszázadot. A lázadók nagyon súlyos vereséget szenvednek el, a csatában meghal Jan Dodonna, Davits Draven, Bandwin Cor, Bob Hudsol és Vanden Willard lázadó tábornokok. Sikeresen elmenekül Mon Mothma kancellár, Hera Syndulla tábornok, Gial Achbar admirális és Leia, Luke és Solo is. A lázadók elveszítették a flottájuk nagy részét, köztük a mon calamariak hajóinak, több mint a felét. Mon Mothma a csata után Leiát tábornokká, Luke-ot parancsnokká, míg Solot ezredessé lépteti elő. Az uralkodó megdicséri Vadert a nagy győzelme miatt.
  - A Novka bolygón Leia, Luke és Solo megtámadnak egy birodalmi létesítményt, hogy segítsenek visszaszerezni Sana Starrosnak a hajóját.
  - Leia Organa elhatározza, hogy bosszút áll Trios királynő árulása miatt, ezért a lázadó csapat és Benthic partizánjai a Shu-Torunra utaznak, hogy megsemmisítsék a Shu-Torun bányarendszerének a központját, ezzel gazdasági csapást okozva. Trios megtámadja Leiát, azonban az egyik partizán megöli a királynőt.
  - A Lázadó Szövetség rátalál a Hoth bolygóra, és elkezdik felépíteni az új bázisukat az Echo bázist.
  - A Dandoran bolygón egy titkos birodalmi kutatóállomáson létrehoznak egy biológiai fegyvert, ami egy baleset révén elszabadul és élőhalottakká változtatja a bolygón lévő összes birodalmi kutatót és rohamosztagost. A bolygót karantén alá vonják és az élőhalottak kitörését előbb a birodalmiak, majd a lázadók akadályozzák meg.
- Y. u. 2
  - Megszületik Poe Dameron, későbbi lázadó pilóta.
- Y. u. 3
  - Elkezdik kibővíteni az Echo bázist.
  - A lázadók újból megerősödve offenzívát indítanak a Középső Peremvidék-i birodalmi erők ellen.
  - A lázadók Micha Evon kapitány vezetésével megtámadják és elfoglalják a Bamayar és a Haidoral Prime bolygót.
  - A lázadók Micha Evon kapitány vezetésével a helyi erők segítségével megsemmisítik a Birodalom biokémiai létesítményeit, majd elűzik a birodalmiakat a Coyerti bolygoról.
  - A birodalmiak megtörik a lázadók offenzíváját és elkezdik kiszorítani őket a Középső Peremvidékről.
  - A lázadókkal szimpatizáló Rejtett Kéz szindikátus legénységet állít össze, köztük Arr-Kilenc-Tizenkilencet, Dengart, Chio Faint, Gitát, Honnahát és Beilert Valance-t Darth Vader levadászására. A csapat elbukik, amikor kiderül, hogy Dengar Vader embere, később Vader a szindikátust felszámolja.
  - Darth Vader ismét megbízza Chelli Lona Aphrát, hogy találja meg a lázadók bázisát, illetve több ezer kutaszdroidot küld szét szerte a galaxisba a lázadók után.
  - A birodalmiak megtámadják Micha Evon kapitány által vezetett lázadókat a Metatessu szektorban. A birodalmiak megnyerik a csatát és a lázadók elmenekülnek.
  - Darth Vader kiakarja végezni Chelli Lona Aphrát és az apját, mert nem tudnak eredményeket felmutatni. A kivégzésük előtt megjelenik Tolvan kapitány és megmenti őket a haláltól. Aphra megtudja, hogy a lázadók bázisa a Hoth bolygón van, Vadert pedig szándékosan félre tájékoztatja, hogy a lázadók a Tython bolygón vannak. Aphra ezzel plusz 4 hetet ad a lázadóknak a felkészülésre.
  - Az egyik kutaszdroid a Hoth bolygóra becsapódik, amit Luke Skywalkert észrevesz, de egy Wampa elrabolja. Luke kiszabadul a Wampa barlangjából, majd kimászik a felszínre, ahol Han Solo rátalál és megmenti a fagyhaláltól. A birodalmi kutaszdroid rátalál a lázadók bázisára, Darth Vader elrendeli a támadást, miközben a lázadók elkezdik az evakuálást. Vader Erő fojtással végez Kendal Ozzel admirálissal, amiért hibázott és a lázadók észrevették a birodalmi flottát. Vader előlépteti Firmus Piett admirálist parancsnoknak. A birodalmiak megkezdik a szárazföldi támadást, ezzel kezdetét veszi a hothi csata. A harcok során Micha Evon kapitány az Echo bázison hal meg. A lázadók nagy része sikeresen elmenekülnek a birodalmiak elől, a hothi csatát a Birodalom nyeri meg, ami súlyos csapást jelent a lázadókra és ismét szétszóródnak.
  - Lando Calrissian kiszabadítja a rabszolgákat a Fantanine bányatelepről.
  - Luke Skywalker R2-D2-val a Dagobah bolygóra utaznak, hogy megkeressék Yoda mestert. Luke találkozik Yodával, aki tanítványának fogadja és elkezdi oktatni.
  - Darth Vader felbérli Boba Fett, Bossk, Dengar, IG-88B, Zuckuss és 4-LOM fejvadászokat, hogy kapják el az Ezeréves Sólymot. Leia, Solo és Csubakka Felhővárosba mennek, hogy segítséget kérjenek Lando Calrissiantól, a csapatot Boba Fett követi és jelenti Vadernek, hogy hol találja meg a lázadókat. Vader Landoval alkut köt és segít elfogni Leiat és Solot, hogy csapdát állítsanak Luke-nak. Luke otthagyja a Dagobah bolygót és elindul Felhővárosba segíteni a barátain. Vader lefagyasztja Solot és átadja Boba Fettnek, aki Jabbához viszi. Leia és Csubakka Lando segítségével elmenekülnek a városból. Luke találkozik Vaderrel és egy hosszú párbaj után Vader levágja Luke jobb kezét, majd elárulja neki, hogy ő az apja. Luke leveti magát Felhőváros aljára, ahonnan Leia kimenekíti az Ezeréves Sólyommal.
  - Lando Calrissian csatlakozik a lázadókhoz, majd Csubakkával elindulnak megkeresni Solot.
  - Darth Vader egy ZED-6-7 nevű nyomozó droid segítségével elindul kideríteni, hogy kik rejtették el előle a fiát. Elmennek a Tatuinra a Lars farmra nyomokat keresni, ahol rátalál az édesanyja sírjára, akit még ő temetett el Y. e. 22-ben. A Tatuin után a Coruscantra utaznak Padmé Amidala volt lakására, hogy ott is nyomokat keressenek, itt a droid egy régi adóvevőt talál, aminek a forrását követve a Vendaxa bolygóra utaznak. Vader itt Sabéval találkozik, Amidala volt hasonmásával. A Naboora utaznak, ahol Vader felnyitja Amidala sírboltját, és a droid felfedez a testen egy implantátumot, amelyet a Polis Massa aszteroida mezőre vezet. Elutaznak a Polis Massára és Vader megtudja, hogy Amidalát Obi-Wan Kenobi szállította a bázisra az életének megmentése érdekében, majd megtalálja a biztonsági felvételt, amin Amdiala és Kenobi utolsó beszélgetése van rögzítve.
  - Mon Mothma parancsnoknak lépteti elő Wedge Antillest, majd megbízza, hogy szervezze újjá a Vörös és a Zsivány századot.
  - A hoti csata után a lázadók a Vosch Klaszter, Caldra Prime és a Caldra Tertius pontnál gyülekeznek, azonban a közelben egy kalózbázis helyezkedik el, ezért Mon Mothma megbízza Wedge Antilles parancsnokot, hogy pusztítsák el a kalózbázist, nehogy kiderüljön a helyzetük.
  - A birodalmiak feltörik a lázadók kódolt kommunikációs csatornáját és megtudják, hogy hol állomásozik a lázadó flotta. Ellian Zahra birodalmi parancsnok vezetésével megtámadják a lázadó flottát, ami a rövid csata után sikeresen elmenekül és szétszóródik.
  - Detta Yao megkéri Aphrát, hogy segítsen megtalálni Vaale híres gyűrűit. A Kolkur bolygóra utaznak a gyűrűk után, azonban a bolygón a gyűrűkért Ronen Tagge, Cassio Tagge unokaöccse és zsoldosai is vadásznak. Yao, Aphra és a csapat összeütköznek Ronen Tagge csapataival, majd elmenekülnek a bolygoról. A Dianth bolygóra utazva Aphráék megtalálják az elveszett Vaale várost, ahol megtalálják a gyűrűket, Just Lucky megszerzi a gyűrűket Aphráéktól, majd csatlakozik Ronen Tagge csapatához. Ronen úgy dönt, hogy a foglyul ejtett Aphráékat magával viszi Canto Bight-i rezidenciájára, hogy bemutassa nekik, hogy pusztítja el a ritka összegyűjtött műkincseket. Aphra és a csapata kiszabadulnak, megölik Ronent és magukkal viszik a gyűrűket és számos más ritka műkincset.
  - Nakano Lash volt fejvadászra magas vérdíjat tűznek ki, ezért számos fejvadász, köztük Boba Fett is, aki ideiglenesen felfüggeszti Han Solo leszállítását Jabbának, elkezdi üldözni Lashot. A volt fejvadászt, azonban Vukorah a Töretlen Klán tábornoka öli meg.
  - Amanaman fejvadász jelenti Lando Calrissiánnak, hogy Boba Fett megérkezett Jabba palotájába Han Soloval.
  - A D'Qar bolygón a lázadók előőrsöt hoznak létre.
  - Lando Calrissian visszatér a lázadókhoz, azután, hogy megtudta, Solo megérkezett Jabbához. Luke, Leia és Lando visszatérnek Felhővárosba, hogy megkeressék Luke elveszett fénykardját. A fénykardot nem találják meg, feladják a keresést és elmenekülnek Felhővárosból.
  - Luke-nak egy ismeretlen nőről látomása van, ezért R2-D2-val elindul megkeresni. Luke rátalál a nőre a Serelia bolygón, akit Verlának hívnak és Ferren Barr padawan tanítványa volt. Verla mesélni kezd Luke-nak a 66-os parancs és az inkvizítorokról, majd megtudja, hogy Luke Vader fia, ezért meg akarja ölni, de végül képtelen rá. Verla tájékoztatja Luke-ot, hogy új fénykardot a Tempes-i Jedi előőrsben szerezhet. Luke megérkezik a Jedi előőrshöz, ahol a Legfőbb Inkvizítor szelleme megtámadja, de Luke legyőzi és megszerez egy sárgapengéjű fénykardot. Darth Vader megérzi a párbajukat, ezért Tempesre utazik, de addigra Luke elhagyja a bolygót. A Legfőbb Inkvizítor könyörög Vadernek, hogy engedje szabadon, de Vader visszautasítja és elhagyja a bolygót.
  - A Gyászoló Jajgatása nevű Szindikátus lebombázza Caviness IV bolygó egyik települését, ami a Töretlen klán irányítása alatt áll.
  - Remy a Dol'har Hyde bolygón egy Nihil csatahajó roncsaiban megtalálja a nihilek hosszú ideje elveszettnek hit pályameghajtóját. Ez egy speciális hiperhajtómű, ami képes rövidebb távolságokra is, és pályaszámítások nélkül ki-be lépni a hiperűrbe. A Correllia bolygón Beol De'Rruyet megvásárolja a hajtóművet és célja forradalmasítani az utazást. Palpatine császár megbízza Domina Tagge-t, hogy szerezze meg a hiperhajtóművet és akadályozza meg az elterjedését, mivel az uralkodó attól tart, hogy felborítja a galaxis gazdaságát. Domina Tagge sikeresen teljesíti Palpatine kérését.
  - A Tagge Vállalat megvásárolja a Gortus 4 holdat és hamarosan elkezdi kitermelni a hold érceit.
  - Palpatine császár megtudja Darth Vader személyes küldetését, ezért a Birodalmi Palotába hívatja az uralkodó, majd Erő villámokkal kezdi kínozni, amire Vader ellenáll és visszavág Sidiousnak. Mas Amedda megparancsolja a két császári testőrnek, hogy támadják meg Vadert, amire válaszul Vader Erő fojtással fojtani kezdi a két testőrt és Ameddát. Sidious az Erő segítségével összeroppantja a végtagjait és csak az egyik kezét hagyj épségben, illetve megrongálja a ruházatának a létfenntartó funkcióját. Sidious a magatehetetlen Vadert a Mustafar bolygóra viszi és pontosan azon a parton hagyja magára, ahol Obi-Wan Kenobi hagyta őt a párbajuk végén. Sidous megparancsolja Vadernek, hogy végleg felejtse el a múltját, és az Erő segítsége nélkül építse újjá magát.
  - Palpatine császár érzékeli, hogy Darth Vaderben gyengül az Erő sötét oldala, ezért megbízza Ochi fejvadászt, hogy vadássza le Vader Sith kiképzésének részeként, hogy megerősítse kapcsolatát az Erő sötét oldalával. Vader az egy kezével felmászik a volt szeparatista létesítménybe, ahol Y. e. 19-ben végzett a szeparatista vezetőkkel, majd egy régi B2-es szuper harci droid lábait hegeszti magára, amikor is Ochi rátámad. Ochi elveszi Vader fénykardját és csapdába ejti a Sith barlangban. A barlangban Vader legyőzi Ochit, visszaszerzi a fénykardját és rátalál egy Sith útkeresőre. Vader megkegyelmez Ochinak és megparancsolja neki, hogy fejtse meg neki az útkereső koordinátáit, ami végül utat mutat az Exegolra. Vader rendbe hozza magát az erődjében, majd Ochival útnak indulnak az Exegolra. Palpatine utasítja Sly Moore-t, hogy ölje meg Vadert, aki három csillagrombolóval Vader nyomába ered, azonban Vaderék sikeresen elmenekülnek előle. Az Exegolhoz érve, Vader és Ochi rátalálnak a Sith-fellegvárra, ahol már Sidious Mas Amedda és Sly Moore társaságában várta. Vader szembefordul Sidiousszal és közli vele, hogy már nem a tanítványa. Sidious megkéri Vadert, hogy kövesse őt a fellegvárba, ahol az uralkodó beavatja Vadert a titkaiba. A halhatatlanság titkát kutatva speciális klónozási technológiával kezdtek kísérletezni, hogy meghosszabbítsák az uralkodó élettartamát, megmutatja a modernizált hajógyártást, ahol az Xyston osztályú csillagromboló flotta építése folyik. Genetikai módosítással számos mesterségesen létrehozott lényeket mutat be Vadernek, többek között a későbbi Snoke fővezért és Luke Skywalker levágott jobbkezét is itt tárolta. Sidious végül megmutat egy masszív véreztetett Cyber kristályt, aminek akkora ereje van, hogy kiégeti Ochi szemét, míg Vader nehezen, de leküzdi a kristályt. Vader meggyengülve újra hűséget fogad Sidiousnak, végül elhagyják a bolygót.
  - A Ellian Zahra parancsnok vezetésével a birodalmiak megtámadja a lázadókat, kitör az Elessiai csata, amit végül a lázadók nyernek meg.
  - A lázadók rájönnek, hogy a birodalmiak feltörték a kommunikációs csatornájukat, Lando Calrissian Lobot segítségével új titkos kommunikációs csatornát hoznak létre.
  - A Bankár Klán alelnökét Exum Jermitet megöli Bossk'wassak'Cradossk fejvadász Jabba parancsára, amiért nem volt hajlandó üzletet kötni vele.
  - Palpatine császár megengedi Vadernek, hogy Ochi a szolgálatába álljon.
  - Lando Calrissian beszivárog Jabba palotájába.
  - A lázadó Alkony Társaság Hazram Namir százados vezetésével hadjáratba kezd. Sikeres támadást indít a birodalmi erőkkel szemben Mardona III, Nakadia, Najan-Rovi, Xagobah,Naator bolygókon és az Obumubo holdon. A lázadók a Sulluston megtámadnak egy birodalmi létesítményt. A támadás hírére megérkezik Palpatine császár legfiatalabb tanácsadója, a 20 éves Verge, hogy levadássza a lázadókat. A lázadók elfoglalják a birodalmi létesítményt, aminek a megostromlására parancsot ad Verge tanácsos, ezzel kitör a Sullusti csata. A csatát végül a lázadók nyerik meg, megölik Verge tanácsost, és a bolygó egy részét felszabadítják a birodalmi megszállás alól. A lázadókat nagy veszteség éri, és a Sullusti csatával az Alkony Társaság hadjárata véget tér.
  - Gratloe birodalmi admirális csapataival elfoglalja a Kudo rendszert, majd elszakad a Birodalomtól és saját uradalmat hoz létre. Számos birodalmi katona fellázad ellene és segítséget kérnek a Birodalomtól. Gratloe a lázadókat hívja, hogy eladja nekik a Celerity csillagrombolót és a pénzzel elmenekülhessen. A birodalmiak megszerzik az irányítást a csillagromboló felett és elmenekülnek a rendszerből.
- Y. u. 4
  - Leia Organa, Csubakka és Maz Kanata megölik Boushh fejvadászt, majd a ruházatát Leia magával viszi, hogy kiszabadítsa vele Solot.
  - Palpatine császár egy csapdát állít a lázadóknak, ezért utasítja Firmus Piett birodalmi admirális, hogy a katonai vezetőket rendelje a Hudalla rendszerbe. Egy csapat lázadó felfedezi őket, Piett admirális utasítja a birodalmi pilótákat, hogy legalább egy lázadó pilótát engedjenek el, hogy csapdába csalhassák a lázadó flottát. A lázadók tudomást szereznek a második Halálcsillagról, a Zastiga bolygón gyülekeznek a lázadó vezetők, hogy megvitassák a támadást. Megállapodnak, hogy a lázadó flotta újra egyesül a Sullust bolygónál.
  - Luke, Leia, Csubakka, R2-D2 és C-3PO elindulnak a Tatuinra kiszabadítani Han Solot. Luke visszatér Obi-Wan Kenobi kunyhójába, ahol rátalál több fénykard alkatrészre, majd megépíti az új zöld pengés fénykardját.
  - Kitör a mordali csata a birodalmiak és a lázadók között, a csatát egyik fél sem nyeri meg.
  - Luke Skywalker elküldi Jabba palotájába R2-D2-t és C-3PO-ot Soloért cserébe, Jabba nem fogadja el Luke ajánlatát és megtartja a droidokat. Később Leia Boushh fejvadász ruházatában Csubakka elfogásával jutnak be Jabba palotájába, majd este Leia kiolvasztja Solot. Jabba Solot börtönbe veti Csubakka mellé, míg Leiát táncosnőnek kényszeríti. Később megérkezik Luke, hogy ismét meggyőzze Jabbat, aki továbbra sem alkuszik és Rancor vermébe veti. Luke megöli az állatot, ezért Jabba Luke-ot, Solot és Csubakkát elviszi a Sarlakk veremhez, hogy ott végezzék ki őket. Luke R2-D2 és Lando segítségével kiszabadítja magát és a többieket, Boba Fett beleesik a Sarlakk vermébe, miközben Leia halálra fojtja Jabbát. A Tatuin után Luke és R2-D2 a Dagobah bolygóra utazik, míg a többiek a Sullust bolygónál csatlakoznak a lázadó flottához.
  - Boba Fett kiszabadul a Sarlakk gyomrából, azonban kiszabadulva megfosztják a páncéljától a dzsavák.
  - Boba Fett előbb a taszkenek foglya lesz, majd végül befogadják magukhoz.
  - Palpatine császár a második Halálcsillagra utazik, és az ügynökei révén eljuttatja a hírt a lázadókhoz. Ezzel erősítve, hogy a lázadók biztosan támadjanak.
  - Lando Calrissian a taanabi csatában legyőz egy kalóz flottát. A sikeres csata miatt tábornokká léptetik elő.
  - Luke a Dagobah bolygón találkozik Yodával, aki haldoklik, megerősíti Luke-nak, hogy Vader az apja, megkéri, hogy adja tovább majd a tudását és közli Luke-kal, hogy van egy testvére, végül meghal. Luke Obi-Wan Kenobival beszélve rájön, hogy a testvére Leia.
  - A lázadók megtervezik a támadást, Lando Calrissian tábornok vezeti a Halálcsillag elleni támadást, míg az Endor holdon a szárazföldi támadást Han Solo tábornok vezeti.
  - A birodalmiak megtudják, hogy a lázadó flotta a Sullust bolygónál állomásozik, Palpatine császár a lázadók támadását várja, ezért a birodalmi flottát az Endor tulsó oldalára utasítja.
  - Az Endor holdon az ewokok C-3PO segítségével befogadják a törzsükbe a lázadó csapatot, majd segítenek a lázadóknak a Birodalom ellen. Az ewok faluban Luke elárulja Leiának, hogy ő a testvére és Darth Vader az apjuk.
  - Luke feladja magát és Vader elé viszik, akit megpróbál áttéríteni a világos oldalra, de nem sikerül, végül Vader az uralkodó elé viszi.
  - Han Solo vezetésével megtámadják az Endor holdon a pajzsgenerátort, ezzel kitör az endori csata. Gial Ackbar admirális vezetésével a lázadó flotta megérkezik az Endorhoz, és a birodalmi flotta körbe zárj őket. Az Endoron az ewokok segítségével Solo csapata kiszabadul és megsemmisítik a pajzsgenerátort. Luke végezni akar az uralkodóval, de Vader megvédi a támadásától, majd hosszasan párbajozni kezdenek. Vader megtudja, hogy Luke mellett van még egy gyermeke, azonban a párbaj végén Luke levágja Vader jobb kézfejét és legyőzi az apját. Palpatine nem tudja áttéríteni Luke-t a sötét oldalra, ezért Erő villámokkal kínozza, majd meg akarja ölni, de Vader megmenti Luke életét és bedobja Palpatine-t a reaktor aknába. Palpatine teste a Halálcsillag reaktorába zuhan, miközben a tudata elhagyja a testét és az Exegolon lévő egyik klónjába költözik. Palpatine Erő villámjai megrongálja Anakin önfenntartó rendszerét és haldoklani kezd, Luke próbál segíteni az apján, de Anakin kéri, hogy vegye le a maszkját, hogy utoljára láthassa a saját szemével. Anakin meghal, majd Luke a holttestét a transzferre húzza és az Endor holdra viszi. A megsemmisült pajzsgenerátor után Lando vezetésével támadást indítanak a Halálcsillag ellen. Achbar admirális parancsot ad az Executor elpusztítására, a fedélzetén Firmus Piett parancsnok meghal. Lando szétlövi a Halálcsillag főreaktorát és megsemmisül a létesítmény. Tiaan Jerjerrod moff meghal a Halálcsillag fedélzetén.
  - Firmus Piett parancsnok halálával Rae Sloane altengernagy lesz a legmagasabb rangú tiszt. Piett halála után nem tud kapcsolatba lépni az uralkodóval, ekkor már tudja, hogy a csata elveszett. Elrendeli a csapatok visszavonását az Annaj rendszerbe. Emarr Ottkreg ezredes a csata alatt sorozatosan ellentmond Sloane altengernagynak, majd, amikor a visszavonulással sem ért egyet Sloane megelégeli és agyon lövi. Iden Versio birodalmi századparancsnok vezetésével evakuálják az Endor hold egy részét.
  - A lázadó flotta megakadályozza, hogy a Halálcsillag maradványai az Endorra zuhanjanak, így a darabok a Kef Bir holdra zuhannak.
  - Az Endoron Luke Jedi hagyományok szerint elhamvasztja Anakin testét, majd bejelenti a lázadóknak, hogy az uralkodó és Vader halott. Leia elmondja Solonak, hogy Luke a testvére. Yoda megtanítja Anakin Skywalkernek, hogy tudja a tudatát megőriznie, ezért Luke a győzelmi ünnepség közben látja apja szellemét Yoda és Obi-Wan Kenobi mellett.
  - Hera Syndulla tábornok nagymennyiségű ellátmánythoz az ewokoknak a segítségükért cserébe.
  - Sinjir Rath Velus a Birodalmi Biztonsági Iroda tisztje, aki a pajzsgenerátor őrzésére osztottak be, a csata után megöl egy lázadó katonát ellopja a személyiségét és egy hajóval elmenekül az Endorról. Kideríti, hogy a neve szerepel az endori áldozatok között, ezért nem tér vissza a birodalmi erőkhöz, hanem dezertál.
  - Leia Organa holografikus adást küld szerte a galaxisba, hogy az uralkodó halott és megsemmisítették a második Halálcsillagot. A polgárháború nem ért végett, tovább folytatódik és felszólítja a polgárokat, hogy lázadjanak fel a helyi birodalmi erőkkel szemben és csatlakozzanak a lázadókhoz egy Új Köztársaság létrehozásához. A hírre galaxis szerte ünneplések és Birodalom ellenes tüntetések indulnak meg. A Naboo bolygón Palpatine volt otthonánál ünnepel a tömeg. A Tatuin bolygón ünnepelni kezd a tömeg, amire a helyi birodalmi erők elhagyják a bolygót. A hatalmi vákuumban Jabba halálával és a birodalmiak kivonulásával a Bányakollektíva ragadja magához a hatalmat.
  - Palpatine halálhíre után galaxis szerte tömegével kezdenek csatlakozni a lázadókhoz.
  - Palpatine császár halálával a Birodalom új császára, Mas Amedda (de jure) lesz, azonban a befolyása csak a Coruscantra korlátozódik. A Birodalom tényleges vezetője Gallius Rax flottaadmirális (de facto).
  - Palpatine halálhírére a Coruscanton az Emlékmű téren ünnepel a tömeg, ami átcsap zendülésbe és ledöntik Palpatine császár szobrát. A coruscanti birodalmi biztonsági erők tüzet nyitnak a tömegre, ami rengetek polgár halálát okozza, ezzel kitör a coruscanti polgárháború.
  - Egy birodalmi armada megtámadja a lázadókat a Hosnian rendszerben, amit a lázadók szétvernek.
  - Leia Organa és Han Solo összeházasodnak az Endor bolygón.
  - Solo vezetésével a lázadók és az ewokok megtámadják az Endor túlsó oldalán lévő birodalmi bázist, ezzel teljesen megtisztítják a holdat a birodalmi erőktől.
  - Poe Dameron édesanyja Shara Bey lázadó hadnagy vezetésével felszabadítják a Beltire bolygót.
  - L'ulo L'ampar lázadó pilóta a zöldszázad vezetésével a Cawa City-i csatát megnyerve felszabadítják a Sterdic IV bolygót.
  - A birodalmiak aktiválják az őrszem droidokat, ezeket még Palpatine főkancellársága idején rendelte meg, hogy a halála esetén segítségükkel továbbra is parancsokat tudjon adni.
  - Egy őrszem droid felkeresi Gallius Rax tengernagyot és utasítja, hogy hajtsa végre a „Hamu” hadműveletet. Palpatine úgy gondolta, hogy ha idő előtt meghal, akkor a Birodalom nem érdemli meg, hogy túl élje, ezért annak elpusztítására egy műveletet hozott létre, majd újjáépítve egy új Birodalom érdekében az Ismeretlen Régióba küldjön néhány arra méltó emberét. Gallius Rax a terv alapján úgy tesz, mint ha a Birodalom egyben tartásáért harcolna, de titokban a lázadóknak szivárogtatja ki az információkat.
  - Egy őrszem droid felkeresi Garrick Versio admirálist és utasítja őt is a „Hamu” hadművelet végrehajtására. Versio utasítja lányát Iden Versiot, hogy menjen el a századjával a fondori hajógyárba és védje meg Raythe moffot, aki fontos kísérleti időjárási műholdakat szállít a hadművelet részére. A lázadók megérkeznek a Fondor bolygóhoz és kitör a fondori csata, amit a Birodalom nyer meg.
  - Iden Versio utasítja Del Meeko birodalmi ügynököt, hogy utazzon el a Pillio bolygóra és pusztítsa el az uralkodó titkos obszervatóriumát. Luke Skywalker a bolygóra utazik és ideiglenesen összefognak, hogy megtalálják az obszervatóriumot. A hely tele van műkincsekkel, ezért Meeko Luke hatására mégsem robbantja fel a helyet. Luke megtalál egy Jedi-iránytűt, amit magával visz.
  - Iden Verso és százada visszamegy a Vardos bolygóhoz és megtudja, hogy Versio admirális a fondori műholdakat a bolygó köré telepítette, hogy elektromos viharokat gerjesztve kiirtsa a birodalmi hű lakosságot. Garrick utasítja lányát, hogy menjen le a bolygóra és menekítse ki Gleb birodalmi oktatót. Iden Verso és csapata dühösek voltak, hogy ki akarják irtani a bolygót. Garrick utasítja lánya egyik emberét Gideon Haskot, hogy ha a lánya nem teljesíti a parancsot, ölje meg. Iden és Meeko Gleb mellett másokat is ki akarnak menekíteni, amit Hask nem enged és Ident a Birodalom elárulásával vádolva meg akarja ölni. Iden és Meeko elmenekülnek a Vardosról. Garrick admirális parancsnokká lépteti elő Gideon Haskot.
  - Iden Verso és Del Meeko felveszik a kapcsolatot Lando Calrissian tábornok lázadó csapataival és megadják magukat nekik. Lando választási lehetőséged nyújt nekik, civilként élhetnek tovább bárhol vagy csatlakoznak a lázadókhoz, végül az utóbbit választva csatlakoznak.
  - Han Solo vezetésével a lázadók megtámadják a Birodalmi Biztonsági Iroda tayroni bázisát. A lázadók tudomást szereznek a birodalmi „Hamu” hadműveltről, majd elpusztítják a bázist.
  - Brashan birodalmi kormányzó és Tuluh tábornok vezetésével Fedovoi End bolygó elszakad a Birodalomtól és létrehozzák az önálló független kormányzatukat. A bolygóra minden olyan birodalmi hű polgárt és katonát befogadnak, akik menedéket kérnek.
  - Leia Organa felkeresi Naboo királynőjét Sosha Sorunát, hogy támogassa az Új Köztársaság felállítást, amire a királynő igent mondott.
  - Egy őrszem droid felkeresi Lerr Duvat birodalmi kapitányt és utasítja, hogy a műholdakkal pusztítsa el a Naboo bolygót. Duvat a Naboo bolygóra telepíti a műholdakat, azonban Lando Calrissian vezetésével a lázadók felrobbantják a műholdakat. A birodalmiak a fővárosba Theedbe vonulnak vissza, ahol Leia Iden Verso segítségével legyőzik a birodalmiakat. Leia üdvözli a két volt birodalmi katonát a lázadók között.
  - Luke Skywalker és Shara Bey lázadó hadnagy küldetésre indulnak a Vetine bolygóra, ahol a helyi birodalmi bázisról megszerezzék a coruscanti Jedi Templom tetején állt Nagy Fa utolsó megmaradt töredékeit. A Nagy Fát Palpatine császár vágatta ki Y. e. 19-ben, amikor a Jedi Templomot Császári Palotává alakította. A kutatólaboratóriumban két kis facsemetét találnak, amiket Luke magával visz. A küldetés után Shara Bey és a férje Kes Dameron bejelentik, hogy visszavonulnak és civilként fognak tovább élni a Yavin 4-en fiukkal Poe Dameronnal. Luke búcsúzóul Bey-nek ajándékozza a Nagy Fa egyik kis facsemetéjét.
  - A birodalmi erők megkezdik kiirtani a lakosságot a „Hamu” hadművelet alapján Abednedo, Burnin Konn, Candovant és Commenor bolygókon.
  - Egy őrszem droid felkeresi Shakara Nuress birodalmi ezredest és parancsot ad, hogy irtsa ki a Nacronis bolygó lakosságát, a lázadók későn érkeznek meg, a birodalmiak végeznek a bolygóval, majd elmenekülnek.
  - A jiruusi csatát megnyerik a birodalmiak.
  - Darth Sidious tudata felemészti az első klóntestét, ezért a második klónjába költözik. Sidous utasítja a kutatóit, hogy élesszék fel Snoke-ot és indítsák útjára a galaxisba.
  - A lázadók elhagyják a D'Qar bolygón lévő előőrsöt.
  - Luke Skywalker elkezdi Jedinek oktatni Leia Skywalker Organa Solot az Ajan Kloss holdon. Leia megépíti a saját kék pengéjű fénykardját. Leia közli Luke-al, hogy nem fog Jedi életet élni. Luke-nak adja a fénykardját, hogy majd adja oda egy ígéretes tanítványának.
  - Ubrik Adelhard, az Anoat szektorért felelős birodalmi kormányzó lezárja a szektorát, ezzel létrehozva a vasblokádot. A lázadóknak nem sikerül áttörni a blokádot, a hónapokon át tartó blokád alatt lévő szektorban a polgárok éhezni kezdenek. A helyi lakosságból megalakul az ellenállás egy csoportja, akik az egész szektorban sugározni kezdik Leia bejelentését a császár haláláról. A hírre a lakosság felkel a birodalmiak ellen, majd Lando Calrissian tábornok vezetésével a lázadóknak sikerül áttörni a blokádot és felszabadítják az egész szektort. Ubrik Adelhard kormányzónak sikerül elmenekülnie a szektorból.
  - A lázadók felszabadítják a birodalmi irányítás alól a Sullust bolygót.
  - Palpatine császár halála után Valco Pandion, Dustig szektor kormányzója Nagymoffnak lépteti elő magát. Nem sokkal később megérkeznek a lázadók és a malastare-i csatában legyőzik a birodalmiakat és felszabadítják a szektort. Valco Pandion kormányzónak sikerül elmenekülnie a szektorból.
  - A birodalmiak a „Hamu” hadművelet alapján elkezdik kiirtani az Abednedo bolygó lakosságát, azonban megérkeznek a lázadók és a birodalmiak elmenekülnek.
  - A birodalmiak a Geonosis bolygón újra akarják indítani a droidgyártó üzemeket, amit Jom Barell lázadó őrmester akadályozz meg.
  - Gallius Rax utasítja Rae Sloane admirálist, hogy utazzon el az Akiva bolygóra, ahol a megmaradt birodalmi vezetők csúcstalálkozót tartanak. Rax azt kéri Sloane-től, hogy tartsa titokban, hogy életben van és hazudja azt, hogy meghalt. A birodalmi vezetők megalapítják a Birodalom Jövője Tanácsát, céljuk, hogy a széttöredezett Birodalmat újra egyesítsék. Gallius Rax titokban felveszi a kapcsolatot a lázadó Gial Ackbar flotta tengernaggyal és elárulja, hogy az Akiva bolygón vannak a birodalmi vezetők. Wedge Antilles lázadó kapitány az Akiva bolygóhoz utazik, hogy ellenőrizze a birodalmi jelenlétet, azonban Sloane emberei elfogják. Antilles kiszabadul a fogságból és értesíti a lázadókat. Ackbar flotta tengernagy utasítja Kyrsta Agate parancsnokot, hogy egy kisebb flottával utazzon el a bolygóhoz. A lázadók támadásában két csillagrombóló megsemmisül, amiben Valco Pandion nagymoff és Arsin Crassus moff meghalnak. Jylia Shale tábornokot és Yupe Tashu volt császári tanácsadót elfogják a lázadók. Rae Sloane admirális elmenekül a csatából, illetve Wedge Antillest megmentik a lázadók.
  - Rae Sloane admirális találkozik Gallius Raxsszal, majd Rax elárulja, hogy ő tájékoztatta a lázadókat a birodalmi csúcstalálkozoról, hogy az alkalmatlan vezetőktől megtisztítsa a Birodalmat, illetve beavatja a „Hamu” hadművelet részleteibe is. Rax alkalmas vezetőnek találja Sloane-t, ezért főadmirálissá lépteti elő, majd megígéri Sloane-nak, hogy az új Birodalomban császárné lehet.
  - A lázadók megnyerik a var-shaa-i csatát, a birodalmiak elmenekülnek.
  - A birodalmiak megnyerik a jeyelli csatát, a lázadók elmenekülnek.
  - Lindon Javes parancsnok Hera Syndulla tábornok tanácsadója lesz és együtt támadják meg a birodalmi erőket a Pandem Nai bolygónál.
  - A lázadók elindítják a Starhawk projectet, a megsemmisült csillagrombolók maradványaiból Starhawk hajókat kezdenek el építeni.

### Új Köztársaság (Y. u. 5 – Y. u. 34)

#### Galaktikus Polgárháború (folytatódik – Y. u. 5)
- Y. u. 5
  - A Köztársaság Helyreállításáért Szövetség megalapítja az Új Köztársaságot. Számos szektor csatlakozik a Köztársasághoz és megalapítják a Galaktikus Szenátust. A Szenátus Mon Mothmát választja kancellárnak és a Köztársaság új székhelyét Chandrilát választják. A Szenátus megállapodik abban, hogy az Új Köztársaságnak nem lesz állandó székhelye, hanem rotációban változtatva mindig más bolygón lesz a központja.
  - Gallius Rax információkat csempésztet ki Ralsius Paldora specialista birodalmi katonával a köztársaságiaknak. Paldora egy titkos csatornán felveszi a kapcsolatot Han Soloval és egy találkozót szervez le vele a Takodana bolygón lévő Maz Kanata tulajdonában lévő Takodana Kastélyban. Paldora menedékjogért cserébe átadja Solonak a birodalmi titkos útvonalakról, rejtekhelyekről és a fegyver raktárakról szóló információkat, valamint azokat a szükséges információkat, amikkel a köztársaságiak feltudják szabadítani a Kashyyyk bolygót. A birodalmi egységek megérkezve megpróbálják megölni Han Solot és az áruló Paldorát, azonban megérkeznek Iden Verso vezetésével a köztársaságiak és megnyerik a takodanai csatát.
  - Leia tábornok utasítja Iden Verso parancsnokot, hogy a Pokol századdal utazzon el a Bespinre és semmisítse meg a birodalmi üzemanyag raktárakat. A század megsemmisíti az üzemanyag raktárakat, amiben három csillagromboló is megsemmisül.
  - Lando Calrissian tábornok részlegesen felszabadítja a Felhővárost a birodalmiak alól.
  - Caern Adan vezette köztársasági erők a 204. birodalmi vadászszárny után kutatnak, akikre rá is bukkannak a Cerberon rendszerben. Caern Adan támadást indít a birodalmiak ellen, ezzel kitör a cerberoni csata. A csatában a birodalmi szektor kormányzót Hastemoor moffot megölik, míg a helyettesét Fara Yadeezt elfogják. Soran Keize birodalmi őrnagy vezetésével megtámadják a Jarbanov bolygót, amit a köztársaságiak sikeresen szétvernek. A csata végére a birodalmiak gyakorlatilag megsemmisítik a köztársasági flottát és végeznek Caern Adannel, de a csatát a köztársaságiak nyerik meg és a megmaradt birodalmiak gerillaharcra állnak át, ami hosszú hónapig tartó harcot jelentett.
  - A köztársaságiak megtámadják és lerombolják a Hyborean holdon lévő birodalmi börtönkomplexumot.
  - Perwin Gedde birodalmi helyettes tengernagy, aki a Birodalmi Biológiai Fegyverprogram vezetője is, az endori csata után hiteleket vett fel, majd dezertált. Slussen Canker rabszolgatartónál kért menedéket, ahol Norra Wexley köztársasági pilóta és csapata talál rá. A köztársaságiak elfogják, majd Chandrilára akarják szállítani, azonban Rae Sloane főadmirális utasítja az egyik fejvadászt, hogy ölje meg a volt helyettes tengernagyot, hogy a Birodalom biológiai fegyver titkai ne kerüljenek a köztársaságiak tudtára.
  - Norwich parancsnok vezetésével a köztársaságiak támadást indítanak Nag Ubdur felszabadítására a birodalmiak ellen, ezzel kitörik a Nag Ubdur-i csata. A birodalmi szárazföldi csapatok visszavonulni kényszerülnek, ezért felégetnek egy kereskedelmi várost és lemészárolják a lakóit, hogy lelassítsa a köztársasági csapatokat. A csata végére a birodalmi erők, öngyilkos támadásra kapnak parancsot, végül a csatát a köztársaságiak nyerik meg és felszabadítják a bolygót.
  - A köztársaságiak megtámadják a birodalmiak egyik központját az Arkanis bolygót. A köztársaságiak blokád alá vonják a bolygót és elkezdik ostromolni a birodalmi erőket. Brendol Hux az Arkanis Akadémia parancsnoka csapdába esett a csapataival, Gallius Rax flottaadmirális utasítja Rae Sloane főadmirálist, hogy menekítse ki a parancsnokot és a fiát. Sloane megbízza Mercurial Swift fejvadászt a feladattal, aki sikeresen kimenekíti a parancsnokot és a fiát a csatából. Arkanist felszabadítják a köztársaságiak, majd később a bolygó csatlakozik az Új Köztársasághoz.
  - Mas Amedda kontrollja egyre csökken a Coruscanton, és idő kérdése mikor veszíti el a polgárháborút, ezért Amedda felveszi a kapcsolatot Mon Mothma kancellárral és egy találkozót kér a Velusia bolygón. Mon Mothma mellett Leia Skywalker Organa Solo is elmegy a találkozóra, ahol Amedda meg akarja adni magát. Mon Mothma, azonban visszautasítja a feltétel nélküli megadását, mivel nem az ő kezében van a tényleges hatalom. Mon Mothma utasítja Ameddát, hogy előbb szerezze vissza az irányítást a Birodalom többi része felett és utána tárgyalhatnak a megadásról.
  - Rae Sloane főadmirálisban fokozódik a bizalmatlanság Gallius Rax flottaadmirálissal szemben, ezért a polgárháború dúlt Coruscantra utazik, hogy Rax után kutasson. Az Archívumban rátalál egy felvételre, amin egy kisfiú Palpatine császár, Mas Amedda és Wullf Yularen ezredes társaságában megérkezik a Coruscantra. Sloane a Császári Palotába indul, hogy Mas Ameddával beszélhessen, azonban útközben a felkelők elfogják. Mercurial Swift fejvadász siet a segítségére, majd elkíséri a palotáig. Amedda visszatérve a Velusiáról öngyilkosságot fontolgat azzal, hogy leugrik a Császári Palota egyik erkélyéről, azonban Sloane az irodájában várja és a kisfiúról kérdezi Ameddát, aki elárulja, hogy ő Gallius Rax és Palpatine császár hozta el őt a Jakkuról. Amedda úgy döntött, hogy a Birodalom irányításának a visszaszerzéséhez szoros szövetséget köt Sloane-nal, segít kideríteni mindent Raxról, cserébe az új Birodalomnak a része akar lenni, amit Sloane elfogad.
  - A Galaktikus Szenátus engedélyezi a támadást a Kuat bolygó és a környező birodalmi hajógyári ellen. A támadást Gial Ackbar flotta főparancsnok vezeti, ezzel kitör a több hétig tartó kuati csata. A birodalmi erőket Pollus Maksim szektor kormányzó irányítja. A csata végére óriási veszteségeket szenved el a Birodalom, ezért Maksim kormányzó megadja magát a köztársaságiaknak és a csatát az Új Köztársaság nyeri meg. A birodalmiak Kuat elvesztésével elveszítik hajó- és fegyvergyáraiknak egyik fő forrását.
  - Lozen Tolruck Kashyyyk rendszer birodalmi kormányzója nem fogadja el Rae Sloane főadmirális vezetését, ezért nagymoffnak lépteti elő magát, majd azt a hitet kezdi el terjeszteni, hogy Palpatine császár nem halt meg. Az Új Köztársaság Leia, Solo és Csubakka kérésére nem tud csapatokat küldeni Kashyyyk felszabadítására, ezért Han és Csubakka egyedül indulnak felszabadítani a bolygót. A birodalmiak elfogják Csubakkát, Han segítséget kér, ezért Leia egyedül kezd önkénteseket toborozni a kiszabadításukra. Az önkéntesek között van Wedge Antilles, Norra Wexley és számos alderanni katona is. Gial Ackbar flotta főparancsnok utasítja Norra Wexleyt, hogy hagyjon fel az egyéni küldetésével és térjen vissza a flottához, ezért Wexley kilép a köztársasági hadseregből. A köztársaságiak megtámadják a birodalmi börtönkomplexumot, majd kiszabadítják Csubakkát és az összes fogságban lévő vukit. A köztársaságiak megtudják, hogy a Birodalom az összes fogságban lévő vuki fejébe inhibitor chipet ültettek, hogy irányítani vagy könnyen megölni tudják a lázongó egyéneket, ezért a csapat betör Tolruck nagymoff rezidenciájára, hogy megszerezhessék az irányítót. Sinjir tudta, hogy nem tudják megszerezni az irányítót a nagymofftól, ezért titokban egy hiperhullámú adó-vevő tüskével kikapcsolta az irányítót. A Vukik, ahogy megtudják, hogy nem működnek a csipek azonnal bolygó szerte tömegesen lázadnak fel és támadják meg a birodalmi katonákat. Tolruck nagymoff utasítja a csillagrombolókat, hogy kezdjék el bombázni a bolygót, amiről az egyik köztársasági katona értesíti Leiát és Mothmát, akik a köztársasági flottát elküldik a Kashyyykhoz. Tolruck nagymoff a parancs kiadása után egy vuki mögé lopakodva hátulról kitöri a nyakát. A birodalmi katonák evakuálása közben, az egyik hangárba a köztársaságiak pók droidokat juttatnak be, amik elkezdik sorra kivégezni a birodalmi katonákat, az egyik pók droid végez a menekülő Urian Orlan ellentengernaggyal. Gial Ackbar megérkezik a flottával és megsemmisíti a csillagrombolókat.
  - Az Új Köztársaság felszabadítja a Kashyyyk bolygót, Han Solo és Csubakka elválnak egymástól. Csubakka a Kashyyyk bolygón marad, hogy segítsen felszámolni a még megmaradt birodalmi irányítás alatt álló fogoly- és munkatáborokat.
  - Leia Skywalker Organa Solo egy ideig népszerűtlen lett a Szenátusban, mivel önkénteseket toborzott a köztársasági hadseregből a Kashyyyk felszabadítására. Fegyelmi eljárást indítanak az Új Köztársaság hadseregének azon elemei ellen, akik Kashyyykban vettek részt a hivatalos parancsnoki láncolaton kívül. Wedge Antilles vezette Fantom századot büntetésként feloszlatják, Antillest meg a chandrilai katonai bázisának irányítására nevezik ki.
  - Gallius Rax flottaadmirális utasítja Rae Sloane főadmirálist, hogy alakítsa meg az Árnyéktanácsot az Új Birodalom vezetőivel. Az Árnyéktanács tagjai: Rae Sloane főadmirális, Brendol Hux parancsnok, Randd nagymoff, Hodnar Borrum tábornok és Ferric Obdur birodalmi propagandista. Rax megjelenik az ülésen és tájékoztatja a tanácsot, hogy a Birodalomnak több rejtett flottája van. Rax rájön, hogy Sloane tudomást szerzett arról, hogy ő szivárogtatja ki a birodalmi információkat a köztársaságiaknak, ezért elhatározza, hogy hamarosan megöleti.
  - A kuati birodalmi hajógyárak elvesztése hatalmas veszteséget jelent a Birodalomnak, ezért Gallius Rax flottaadmirális elhatározza, hogy megöleti a köztársasági vezetőket. Rax tájékoztatja a tervéről Rae Sloane főadmirálist, majd utasítja, hogy vegye fel a kapcsolatot Mon Mothma kancellárral és kezdeményezzen béketárgyalásokat a Chandrilán. A Galaktikus Szenátus megszavazza a béketárgyalások elkezdését, majd a Felszabadulás napi ünnepségekre meghívják a birodalmi küldötteket tárgyalni. A tárgyaláson számos olyan köztársasági katona is részt vesz, akik a Kashyyykon raboskodott, többek között Brentin Lore Wexley. Rax aktiváltatja az inhibitor chipjeiket és utasítja őket, hogy végezzék ki a köztársasági vezetőket. Mon Mothma és Kyrsta Agate parancsnok súlyosan megsérülnek, míg Hostis Ij tanácsost megölik. Rax utasítására Sloane személyi asszisztense Adea Rite meg akarja ölni a főadmirálist, azonban Sloane mellkason lövi és elmenekül a bolygóról. Brentin Lore Wexley szintén elmenekül a bolygóról és ideiglenesen társul Rae Sloane főadmirálissal, hogy felkutassák és megöljék Gallius Raxot.
  - A birodalmi területeken is terjed Palpatine császár halál híre, ezért egyre több Birodalomhoz hű polgár zarándokol el Palpatine császár nabooi volt otthonához. A Birodalom elhatározza, hogy visszaszerzi a bolygót a Köztársaságtól, ezért három inváziós támadást indítanak a Naboo ellen, azonban a köztársaságiakat mindegyik támadást visszaveri, végül a Birodalom végleg letesz a bolygó visszavételéről.
  - Lando Calrissian tábornok vezetésével a köztársaságiak megsemmisítik a sullusti birodalmi fegyvergyárat.
  - Gallius Raxnak nem sikerült megöletni a köztársasági vezetőket, ezért elérkezettnek látja az időt, hogy végrehajtsa Palpatine császár utolsó parancsát a „Hamu” hadműveletet. Az Árnyéktanácsot utasítja, hogy az összes birodalmi flottát rendeljék a Jakku bolygóhoz. Rax célja, hogy a köztársaságiakat egy utolsó nagy csatába hívja, a bolygó felrobbantásával megsemmisítse a köztársasági és a birodalmi haderőt, majd a csatából elmenekülve az arra méltó birodalmi tisztekkel az Ismeretlen Régióba meneküljenek, ahol egy Új Birodalmat alapítanának meg.
  - A kivonuló birodalmi területeken új kormányzatok alakulnak meg, amik nem hajlandóak csatlakozni az Új Köztársasághoz, ilyen szervezet az Új Szeparatista Unió, a Vállalati Rendszerek Konföderációja és a Maracavanya független kalóz szervezet.
  - Hera Syndulla vezetésével a köztársaságiak kiűzik a birodalmi erőket a Ciaox Verith rendszerből. A menekülő 204. birodalmi vadászszárny Soran Keize ezredes vezetésével a Chadawa bolygón kérnek menedéket Bordanivaux volt birodalmi kormányzótól, aki korábban kiszakította a területét a Birodalomtól és független kormányzatot hozott létre. Keize figyelmezteti Bordanivauxot, hogy elkezdik a „Hamu” hadművelet alapján kiirtani a bolygó lakosságát, azonban megérkezik Syndulla tábornok csapatai, és a birodalmi erők elmenekülnek.
  - Brashan volt birodalmi kormányzó vezette Fedovoi End bolygóra egyre több, főleg a „Hamu” hadművelet elől menekülő birodalmi hű polgár és dezertált birodalmi katona érkezik. Soran Keize ezredes vezetésével a 204. birodalmi vadászszárny megtámadja és szinte teljesen kiirtja a bolygó lakosságát.
  - Maracavanya független kalóz szervezet megsemmisít három birodalmi csillagromboló hajót.
  - A chandrilai támadás után a köztársasági vezetők úgy döntenek, hogy a Köztársaság székhelyét átköltöztetik a Nakadia bolygóra.
  - Gallius Rax utasítja a coruscanti Császári Palota őreit, hogy zárják házi őrizetbe Mas Ameddát, majd veréssel és kínzással fenyegetve arra kényszeríti, hogy propaganda adásokat közvetítsen, amikben őt méltatja.
  - Rae Sloane és Brentin Lore Wexley megérkeznek a Jakkuhoz és elkezdenek kutatni Gallius Rax múltja után. Rájönnek, hogy Palpatine császár megbízta kisfiú korában Raxot, hogy őrködjön a titkos jakkui obszervatóriumánál, illetve megtudják, hogy az obszervatórium egy fegyver, ami képes felrobbantani az egész bolygót.
  - Gallius Rax a Jakku fölött állomásoztatja a birodalmi flottát, arra várva, hogy a köztársaságiak támadjanak. Egyre több katona lázong és kérdőjelezik meg a birodalmi jelenlétet a Jakkunál, ezért Rax utasítja a lázongó katonák kivégzését. Rax leszáll a Jakkura, hogy megkeresse és megölje gyerekkori nevelőjét Kolobot, aki rabszolgaként kezelte. Kolob mielőtt Rax megölné megjövendöli neki, hogy hamarosan végezni fognak vele.
  - Gallius Rax megtudja, hogy Rae Sloane túlélte a chandrilai támadást és a Jakku bolygón van, ezért elindul és sikeresen elfogja Sloane-t és a társát. Rax meggyilkoltatja a hajóján Ferric Obdur birodalmi propagandistát, mivel már nem volt rá szüksége.
  - Tolwar Wartol köztársasági szenátor merényletet tervez Mon Mothma kancellár ellen, egy bombát helyez el a kancellár irodájába, azonban az irodába Auxi Kray Korbin tanácsadó lép be, aktiválja a bombát és felrobban. Wartol szenátort később elfogják és letartoztatják.
  - A köztársaságiak megtudják, hogy a birodalmi flotta a Jakkunál állomásozik, Mon Mothma megszavaztatja a támadás megindítását a Szenátussal. A Szenátus elfogadja és elindul a Jakkuhoz a köztársasági flotta.
  - A köztársasági flotta megérkezik a Jakkuhoz, ezzel kitör a jakkui csata. A köztársasági támadást az űrben Gial Ackbar flotta tengernagy és Kyrsta Agate parancsnok vezetik, míg a szárazföldi rajtaütést Brockway altábornagy és Tyben tábornok vezetik. Gallius Rax, Randd nagymoffot bízza meg a birodalmi flotta irányításával, míg a szárazföldi támadást Hodnar Borrum tábornokot. Wedge Antilles vezetésével újra megalakul a Fantom század. A csatában a köztársaságiak létszám fölényben vannak, azonban nem tudják átütni a birodalmi flotta védelmét. Groff birodalmi kapitány bepánikol, megtörve a birodalmi védelmi vonalat neki vezeti a csillagromboló hajóját a köztársasági flottának, amit Kyrsta Agate parancsnok kihasznál és közvetlenül megtámadja Gallius Rax zászlós hajóját a Ravagert, majd a vonónyalábbal magával húzza a bolygóra és mindkét hajó becsapódik a Jakku felszínére. Agate belehal az akcióba, míg Rax nem volt a Ravagert fedélzetén. Rax elkezdi kimenekíteni Brendol Huxot és az 5 éves fiát Armitage Huxot, utasítja őket, hogy szálljanak be az Eclipse hajóra és várják meg, míg megérkezik. A birodalmiak számára a csata elveszni látszik, ezért Randd nagymoff utasítja a megsérült csillagrombolókat, hogy vonónyalábbal rántsanak le magukkal annyi köztársasági hajót amennyit csak tudnak, míg a viszonylag épp csillagrombolók meneküljenek el. Rax az obszervatóriumhoz indul, hogy elindítsa a bolygó felrobbantását vele együtt a két flotta megsemmisítését. Sloane, Brentin Lore Wexley és Brentin felesége Norra Wexley, Rax után sietnek az obszervatóriumhoz, Sloane harcolni kezd Raxszal, aki azonban legyőzi, majd végez Brentin Lore Wexleyvel és elmenekül. Sloane Rax után fut és előbb vállon és lábon lövi, majd többször hasba lövi Raxot, halála előtt Rax közli Sloane-val, hogy vigye a Birodalom megmaradt embereit az Ismeretlen Régióba és építse újjá a Birodalmat. Sloane leállítja és megsemmisíti a bolygó pusztító fegyvert, majd megkeresi az Eclipse hajót és elmenekülnek a Jakkuról. Iden Versio köztársasági parancsnok a zuhanó Corvus csillagromboló fedélzetére siet, hogy megmentse apját Garrick Versiot, aki nem hajlandó elhagyni a hidat, és a hajóval együtt a Jakku felszínére csapódik. A szárazföldi birodalmi egységek látva, hogy a csillagrombolók lezuhannak, tömegével dezertálnak és menekülnek el a csata színhelyéről, míg a fanatikus katonák elkezdték beásni magukat a bolygón és gerillaharcosokként tovább harcoltak a köztársaságiakkal. Randd nagymoff vezetésével a megmaradt pár csillagrombolóval a Queluhan-ködbe menekülnek. A jakkui csatát megnyerik a köztársaságiak.
  - A coruscanti Császári Palotába betör egy csapat felkelő gyerek, hogy kivégezzék Mas Ameddát. Amedda meggyőzi a felkelő gyerekeket, hogy ha kiszabadítják a palotából, akkor véget vet a polgárháborúnak. A gyerekek megszöktetik Ameddát, majd felveszi a kapcsolatot Mon Mothmával és feltétel nélkül megadja magát, mivel Gallius Rax halála után már képes Amedda a teljes Birodalmat képviselni, ezért elfogadja a megadását.

#### Béke (Y. u. 5 – Y. u. 28)
- Y. u. 5
  - A Chandrilán Mon Mothma és Mas Amedda aláírják a békeszerződést, amit Galaktikus Összhangnak neveznek el. A szerződés aláírásával véget ér a Galaktikus Polgárháború, véget ér a coruscanti polgárháború és megszűnik a Galaktikus Birodalom. Mas Amedda felszólítja a megmaradt birodalmi erőket, hogy szüntessék be a harcokat és adják meg magukat a köztársaságiaknak, végül bejelenti, hogy lemond a Birodalom éléről. Mon Mothma azokat a túlélő birodalmi tiszteket háborús bűnösnek nyilvánítja, akik nem tartják be a békeszerződést és nem adják meg magukat. A birodalmi funkcionáriusokat, köztük Mas Ameddát is feltételes kegyelemben részesíti. A megmaradt birodalmiak a legtöbb helyen a galaxisban átadják a köztársaságiaknak a birodalmi akadémiákat, kiképző létesítményeket, bázisokat, börtön felügyeleteket. Galaxis szerte azonban jó pár birodalmi egységek nem hajlandóak megadni magukat és tovább harcolnak, míg más birodalmi egységek az Ismeretlen Régióba menekülnek.
  - A Coruscant csatlakozik az Új Köztársasághoz, majd a köztársasági flotta jelképesen bevonul a Coruscantra, ahol véget ért a polgárháború. Mivel a Coruscanton rengeteg birodalmi szimpatizáns lakos él, ezért engedélyezik Mas Ameddának, hogy ha megszavazzák, kormányt alakíthat. A lakosság Mas Ameddát szavazza meg Coruscant vezetőjének, de a köztársaságiak erős kontroll alatt tartják a kormányát.
  - A béke szerződés aláírása után nem sokkal Leia Skywalker Organa Solo megszüli Ben Solot a Chandrilán.
  - Mon Mothma javaslatára, attól tartva, hogy az Új Köztársaság nehogy a Galaktikus Köztársaság sorsára jusson, a Szenátussal megszavaztatja a köztársasági flotta azonnali leszerelését, és csak egy jelképes haderőt tartanak fent. Továbbá a Szenátus megerősíti, hogy az Új Köztársaság székhelye rotációsan változtatva mindig más bolygón legyen, azonban a Coruscanttal kivételeznek, ugyanis ott sohasem lehet.
  - A köztársaságiak felszámolják az utolsó ellenálló birodalmi egységeket a Jakku bolygón.
  - Luke Skywalker nekilát a Jedi Rend újjáépítésének. Elindul, hogy felkutassa az elveszett Jedi tanításokat, ereklyéket, illetve az erő érzékeny gyermekeket.
  - Ahsoka Tano és Sabine Wren elindulnak felkutatni Ezra Bridgert.
  - Az Exegol bolygón megszületik Palpatine fia. A fiú Palpatine szövetéből lett klónozva, azonban nem örökölte apja Erő-érzékenységét és vonásait. Palpatine undorodni kezd a fiútól, „kiábrándító hétköznapiságnak” tartja. Ennek ellenére nem végezteti ki, mivel a Palpatine vérvonalat tovább tudja vinni, és ha ő nem is, de az utódja még Erő-érzékeny lehet.
- Y. u. 6
  - Megszületik Tamara Ryvora a Kuat bolygón.
  - Megszületik Paige Tico a Hays Minor bolygón.
- Y. u. 7
  - Han Solo Csubakka helyettesítésére felveszi társnak Gannis Ducaint, aki a Christophsis bolygón ellopja tőle az Ezeréves Sólymot.
  - Han Solo és Lando Calrissian csapata végeznek Fyzen Gor bűnvezérrel és bandájával.
- Y. u. 8
  - Shara Bey elkezdi repülésre oktatni a fiát Poe Dameront.
- Y. u. 9
  - A Birodalmi Biztonsági Iroda volt tisztje Gideon kinevezi magát moffnak és átveszi az irányítást egy maradék birodalmi haderő fölött. A köztársaságiak, ezért háborús bűnösnek kiáltják ki és elrendelik az elfogását és a kivégzését.
  - Din Djarin mandalori fejvadász a Maldo Kreis bolygóra utazik és egy kocsmában elfogja Mythrolt, majd a Nevarro bolygóra utazik, ahol az elfogott szökevényt átadja a Fejvadászok Céhének.
  - Din Djarin elfogad egy megbízást egy volt birodalmi tiszttől, hogy szerezze meg neki Grogu Erő-érzékeny gyermeket. Djarin rátalál Grogura a Arvala-7 bolygón és egy G-11 orgyilkos droidot segítségével megszerzi a gyermeket. Djarin vissza megy a Nevarro bolygóra és átadja a volt birodalmi tisztnek Grogut, aki fizetés gyanánt beskar rudakat ad át, amivel megkovácsoltatja a teljes páncélját. Djarin meggondolja magát és megmenti Grogut a birodalmiaktól, akik felbérelik az összes fejvadászt, hogy öljék meg Djarint és vigyék vissza Grogut. A fejvadászok megtámadják Djarint, azonban a klánja segítségére siet, így Groguval elmenekülnek a Nevarroról.
  - Din Djarin és Grogu a Soran bolygóra menekülnek, ahol Djarin találkozik egy volt alderaani köztársasági katonával Carasynthia Dune-val. Djarin és Dune összefognak és segítenek egy helyi falut megvédeni egy portyázó csapattól, akik egy hátrahagyott AT-ST birodalmi lépegetőt birtokolnak. Djarin, Dune és a falusiak megsemmisítik a lépegetőt és megölik a portyázók vezérét. A birodalmiak egyik fejvadásza rátalál Djarinra és Grogura, azonban Dune végez vele.
  - Djarin és Grogu a Tatuinra utaznak, ahol Toro Calican kezdő fejvadász felbéreli Djarint, hogy segítsen levadászni neki a renegát Fennec Shand fejvadászt. Djarin és Calican elfogják Shandot, majd Djarin elindul egy plusz járművet keresni. Calican hasba lövi Shandot, mikor megtudja tőle, hogy a Djarinál lévő Erő-érzékeny gyermek sokkal többet ér nála. A haldokló Shandrára Boba Fett talál rá és megmenti az életét. Djarin vissza megy Mos Eisley-be és megöli Calicant.
  - Djarin volt társához Ranzar Malkal találkozik egy űrállomáson, hogy pénzt szerezhessen. Malkal felbéreli Djarint egy mentőakcióra, amiben egy csapat zsoldossal kiszabadítják Qint egy köztársasági börtönhajóból. A hajón a zsoldosok Djarin ellen fordulnak és bezárják egy cellába, Djarin kiszabadul és egyesével levadássza a zsoldosokat és bezárja őket egy cellába. Djarin magával viszi az aktivált köztársasági nyomkövető-jeladót, amit Qin zsebébe rejt, majd vissza viszi őt Malkal űrállomására, amikor is megérkezik három köztársasági X-szárnyú és lebombázzák az állomást.
  - Djarin elhatározza, hogy végez a volt birodalmi tiszttel, aki fejvadászokat küld Grogu után, ezért először a a Soran bolygóra utazik és felkéri Dune-t, hogy segítsen neki, majd az Arvala-7 bolygóra utaznak és csatlakozik hozzájuk Kuiil. Kuiil átprogramozta a G-11 orgyilkos droidot, amit korábban Djarin semmisített meg, majd a csapat elindul a Nevarro bolygóra. A csapatot Greef Karga a Fejvadászok Céhének a vezetője fogadja, aki elejébe el akarja fogni az egész csapatot, azonban Grogu megmenti az életét, ezért szembe fordul a birodalmiakkal. Djarin, Dune és Karga egy kocsmában találkoznak a birodalmi tiszttel, akit Gideon moff bízott meg, hogy szerezze meg az Erő-érzékeny gyermeket. A birodalmi tiszt jelzi Gideonnak, hogy meg van a gyermek, ezért Gideon parancsot ad a csapatának, hogy végezzenek ki mindenkit a kocsmában. Az összes birodalmival végeznek, míg a csapat túléli a támadást. Két birodalmi katona megtudja, hogy Kuiil próbálja kimenekíteni a bolygóról Grogut, ezért utána mennek és végeznek Kuiillel. G-11 droid megöli a két birodalmi katonát és vissza szerzi Grogut, majd a városba siet, hogy megmentse a csapat többi tagját. A kocsmából a csatornán keresztül menekülnek, ahol egy mandalori kovács, Djarinnak ad egy háti rakétát, majd G-11 droid feláldozza önmagát, hogy a csapat kijusson a csatornából. Gideon moff egy TIE vadászhajóval támad a csapatra, azonban Djarin megsemmisíti a hajót, majd később Gideon a Sötét Szablyával vágja ki magát a roncsokból, amit még a mandaloriai „Nagy Tisztogatás” idején szerzett meg.
  - Djarin megtudja Gor Koresh gengszter vezértől, hogy a Tatuinon van egy mandalori, ezért Djarin a Tatuinra utazik, hogy segítséget kérjen tőle a Jedik felkutatásában. Djarin Mos Pelgoba utazik, hogy felkutassa a mandalorit, azonban Cobb Vanthel találkozik Pelgo marsalljával, aki Boba Fett páncélját hordja. Djarin és Vanthel megállapodnak, hogy ha Djarin segít megölni a várost rettegésben tartó Krayt-sárkányt, akkor Vanthel vissza adja a páncélt. Djarin és Vanthe vezetésével a buckalakók és a falusiak összefognak és megölik a Krayt-sárkányt.
  - Djarin megtudja, hogy mandaloriak vannak a Trusk holdon, az információért cserébe, egy személyt és az ivadékait elviszi a holdra. Nagy nehezen eljutnak a holdra, ahol egy csapat quarren halász megpróbálja átverni és megölni Djarnit a páncéljának a megszerzésének céljából. A hajóra megérkezik Bo-Katan Kryze és a csapata, hogy segítsenek megmenteni Djarint és Grogut. Bo-Katan Djarin segítségét kéri elfoglalni egy birodalmi szállítóhajót, cserébe elvezeti az egyik Jedihez. A mandaloriak megölik a birodalmi katonákat és elfoglalják a hajót, majd Bo-Katan elárulja Djarinnak, hogy utazzon el a Corvus bolygóra és keresse Ahsoka Tanót.
  - Djarin a Nevarrora utazik, hogy segítséget kérjen a hajó megjavításában, cserébe Karga és Dune Djarin segítségét kérik a bolygó másik felén lévő birodalmi bázis megsemmisítésében. A csapat bejutnak a bázisra és kiderül, hogy a bázis Gideon moff titkos laboratóriuma, ahol Grogu vérével kísérleteznek. A csapat leállítja a reaktor hűtést, ami túlhevül és felrobban az egész bázis.
  - Ahsoka Tano a Corvus bolygón Morgan Elsbeth magisztrátus által irányított Calodan várost ostromolja, hogy megtudja hol van Thrawn főadmirális. Djarin megérkezik a bolygóra, ahol találkozik Elsbethel, aki megbízza, hogy kutassa fel és végezzen Ahsokával. Djarin megtalálja Ahsokát és bemutatja neki Grogut, majd megkéri, hogy legyen a mestere. Djarin és Ahsoka összefognak és felszabadítják Calodan várost a magisztrátus alól, végül Ahsoka visszautasítja, hogy Grogu mestere legyen, mivel Grogu erősen kötődik Djarinhoz, ami egyenes út a sötét oldalhoz. Ahsoka elküldi Djarint a Tython bolygón lévő volt Jedi templomhoz, ahol Grogu kapcsolatba léphet az Erővel.
  - Djarin elviszi Grogut a Tython bolygón lévő volt Jedi templomhoz, ahol Grogu kapcsolatba lép az Erővel. Luke Skywalker megérzi Grogu jelenlétét és elindul megkeresni. A bolygóra követi Djarint Boba Fett és Fennec Shand, hogy vissza szerezzék Boba páncélját, eközben megérkeznek a birodalmiak, hogy elvigyék Grogut. Djarin és Boba összefognak a birodalmiak ellen, azonban a birodalmi Sötét Osztag 4 katonájának sikerül elrabolniuk Grogut. Boba és Shand segítenek Djarinnak visszaszerezni Grogut.
  - Djarin, Dune marsall segítségével kiszabadítja a köztársasági fogságból a volt birodalmi katonát Migs Mayfeldet, aki ismeri a birodalmi kódokat. A csapat a Morakra utazik, ahol Mayfeld segítségével Djarin bejut a birodalmi bázisra, ahol a központi rendszerből megtudja Gideon moff tartózkodási helyét. Djarin és Mayfeld Boba segítségével elmenekülnek a bázisról, majd Djarin és Dune a segítségért cserébe engedik elmenni Mayfeldet.
  - Djarin és Dune elfogják Dr. Pershinget, akitől megtudnak minden információt Gideon moff haderejéről és a Sötét Osztagról. Djarin és Boba a Trusk holdra mennek, hogy Bo-Katan Kryze segítségét kérjék kiszabadítani Grogut. A csapat feljut Gideon moff hajójára és elfoglalják a hidat, Djarin Grogu kiszabadítására indul, azonban Gideon már a börtön cellában vár rá. Gideon a Sötét Szablyával Djarinnal kezd párbajozni, amiben Djarin legyőzi és elnyeri tőle a Sötét Szablyát. A csapat és Gideon a hídra zárják be magukat, mivel a Sötét Osztag elkezdi ostromolni a hajót, eközben megérkezik Luke Skywalker és végez a Sötét Osztaggal. Luke magával viszi Grogut, hogy taníthassa.
  - Boba Fett és Fennec Shand a Tatuinra mennek, megölik Bib Fortunát és átveszik tőle az irányítást Jabba volt palotája felett.
  - Luke Skywalker elkezdi felépíteni a Jedi Templomot az Ossus bolygón. Luke választás elé állítja Grogut, hogy Jedi tanítvány marad vagy Djarint választja. Grogu Djarint választja, ezért Luke R2-D2-val elviteti a Tatuin bolygóra Djarin után.
  - A Pyke-szindikátus meg akarja szerezni a Tatuin irányítását, amit Boba Fett és csapata akadályoz meg. A harcokban a pykok által felbérelt Cad Bane fejvadászt Boba Fett megöli.
  - Din Djarin a Mondalore-ra utazik, hogy megfürödjön az Élő vízekben, hogy visszatérhessen a volt klánjához az Őrség gyermekeihez. Djarin fogságba esik a Mandalore-on, ezért Grogu elmegy Bo-Katanhoz segítséget kérni. Bo-Katan kiszabadítja Djarint a fogságból, majd Djarin elmerül az Élő vizekben, Bo-Katan megmenti az életét, miközben szemtanuja lesz egy élő mitoszaurusz létezésének.
  - Gideon moffot kiszabadítja egy csapat mandalór zsoldos csapat a köztársasági fogságból.
  - Gorian Shard kalózvezér megtámadja a Nevarrot, Djarin, Bo-Katan és az Őrség gyermekei legyőzik a kalózokat és megmentik Nevarrot. Greef Karga főmagisztrátus engedélyezi a mandalóriaknak, hogy a bolygón letelepedhetnek.
  - Trask holdon Bo-Katan legyőzi Axe Wovest, Djarin vissza adja a Sötét Szablyát Bo-Katannak, majd egyesíti a megmaradt két mandalóri törzset.
  - A mandalóriak a Mandalore-ra utaznak, hogy újra a birtokukba vegyék. Gideon moff a mandalore-i birodalmi bázison megtámadja a mandalóriakat, Gideon és Bo-Katan egymással harcol, miközben Gideon megsemmisíti a Sötét Szablyát. Bo-Katan, Djarin és Grogu együtt végeznek Gideon moffal. Grogu az Erő segítségével megmenti Bo-Katan és Djarin életét, a birodalmi bázisra zuhanó mandalóri flotta könnyűcirkálójától.
  - A harcok után a mandalóriak visszafoglalják a Mandalore-t, majd az Élő Vízeknél Djarin hivatalosan is a fiának fogadja Grogut.
- Y. u. 10 
  - Meghal Poe Dameron édesanyja Shara Bey.
  - Megszületik CS-9147 az Otomok rendszerben, későbbi Első Rend katonája.
  - Megszületik HF-3311 a Gannaria bolygón, későbbi Első Rend katonája.
- Y. u. 11 
  - Megszületik FN-2187, későbbi nevén Finn.
  - Megszületik Rose Tico a Hays Minor bolygón.
- Y. u. 12 
  - Megszületik Korr Sella a Hosnian Prime bolygón.
  - Megszületik Tallissan Lintra a Pippip 3 bolygón.
- Y. u. 13
  - Megszületik Lando Calrissian lánya.
  - Megszületik Kaydel Ko Connix a Dulathia bolygón.
  - Megszületik ST-I4191 későbbi Sith katona az Exegol bolygón.
- Y. u. 14
  - Naka Iit egy kereskedelmi vállalkozást alapít a Jakku bolygón, ahol a jakkui csatában megsemmisült csatahajók roncsaiból vadászik értékes eszközök után.
  - Megszületik Devi, későbbi jakkui roncsvadász.
  - Megszületik Strunk, későbbi jakkui roncsvadász.
  - Megszületik Kazuda Xiono a Hosnian Prime-on.
  - Az Első Rend elrabolja a családjától a későbbi Finn nevű gyereket és az FN-2187 kód nevet adják neki.
- Y. u. 15 
  - Megszületik Rey, későbbi Jedi mester.
  - Luke Skywalker újraalapítja a Jedi Rendet.
  - Leia Skywalker Organa Solo a tízéves Ben Solot Luke-ra bízza, hogy Jedivé oktassa.
  - Az Első Rend a volt Lázadó Szövetség katonáinak a gyerekeit rabolják el, köztük Lando Calrissian lányát is.
- Y. u. 16 – Megszületik Izal Garsea a Batuu bolygón.
- Y. u. 18
  - Megszületik Torra Doza, későbbi pilóta.
  - Megszületik Jac Lodain, későbbi farmer.
  - Poe Dameron elhagyja az otthonát és csatlakozik a „Fűszerfutók” nevű csempész csoporthoz.
- Y. u. 19 
  - Megszületik Yama Dex a Corellián.
  - Luke Skywalker, Ben Solo és Lor San Tekka az Elphrona bolygón lévő volt Jedi előőrséghez utaznak, hogy régi Jedi leletek után kutassanak. Az előőrségbe megérkezik Ren lovagjai is, akik szintén a Jedi ereklyékért vadásznak. Luke párbajban legyőzi Rent és a lovagjait, majd távozás előtt Ren közli Ben Soloval, hogy érzi benne a sötét Erőt, és ha valaha is meg akarja ismerni ez Erő sötét oldalát lépjen vele kapcsolatba, majd neki adja a sisakját és távoznak.
- Y. u. 20 – Megszületik Mattis Banz a Durkteel bolygón.
- Y. u. 21
  - Az Első Rend felbéreli a Rinnrivin Di kartelljét, hogy a flottájuknak szerezzenek nyersanyagokat.
  - Darth Sidious megtudja, hogy az unokája Rey Erő-érzékeny, utána küldi Ochi fejvadászát, hogy hozza el neki a lányt. Rey apja és anyja eladják a lányukat Unkar Plutt ócskásnak, hogy megmentsék az életét. Ochi elfogja Rey apját és anyját, mivel nem árulják el neki Rey hollétét, ezért Sidious parancsára kivégzi őket, majd a holttesteiket eltemeti a Jakku bolygón.
  - Luke Skywalker és Lando Calrissian Ochi fejvadász nyomába erednek. A Pasaana bolygóra követik, azonban Ochit sehol sem találják. Ochi menekülés közben beleesik egy futóhomokba és ott hal meg.
- Y. u. 23
  - Poe Dameron elhagyja a „Fűszerfutók” nevű csempész csoportot és hazatér.
- Y. u. 24
  - Létrehozzák a Legfőbb Vezér posztot az Első Rend élére.
  - Brendol Hux a Parnasso bolygóra utazik, hogy katonákat toborozzon az Első Rend számára. Ekkor áll az Első Rend szolgálatába Phasma és Frey. Az ellenálló Scyre és Claw klánokat kiirtják.
  - Joph Seastriker beiratkozik a Köztársasági Akadémiára és pilótának tanul.
- Y. u. 25 
  - Phasma megkovácsoltatja króm páncélját.
- Y. u. 27 
  - Temmin Wexley csatlakozik az Új Köztársaság Védelmi Flottájához.
  - Poe Dameron beiratkozik a Köztársasági Akadémiára és pilótának tanul.
- Y. u. 28
  - Hosnian Prime bolygót választják az Új Köztársaság következő fővárosának.
  - Felavatják Bail Organa szobrát a Hosnian Prime bolygón.
  - A Galaktikus Szenátusban belviszály alakul ki, ezért a Szenátus két frakcióra oszlik, a populistákra, akik úgy gondolják, hogy a tagbolygóknak meg kell őrizniük szuverenitásukat és centristákra, akik erősebb galaktikus kormányzást és nagyobb köztársasági katonai erőt akarnak. Az ellentét a két frakció között ellehetetleníti, hogy a legfontosabb funkciókat pénz híján ellássák.
  - Az Első Rend látva Köztársaság helyzetét, utasítja Rinnrivin Di kartelljét, hogy foglalják el a Rylothot is magába foglaló Gaulus szektort. Rinnrivin Di kartellja a szektor bevételeit megszerezve finanszírozza az Első Rend flottáját. Ryloth küldötte, Yendor a Galaktikus Szenátusban a Köztársaság segítségét kéri, de a Szenátus határozatlan és főleg közömbös Rylothal. Leia Skywalker Organa Solo populista szenátor és a centrista kollégája Ransolm Casterfo vezetésével sikerül a két frakciónak megállapodnia, hogy legalább kivizsgálják az ügyet. A Szenátus a két szenátort küldi a Rylotra, hogy kivizsgálják az ügyet. Leia rájön, hogy a kartell a bevételeit az Ismeretlen Régióba utalja. A Szenátus visszarendeli a két szenátort, mivel a centrista frakció egy új pozícióra tesz indítványt. Első Szenátor néven egy új hivatalt akarnak létrehozni, amely erősebb végrehajtó hatalommal rendelkezne a hadsereg és a gazdaság felett. A Szenátus megszavazza az új pozíció létrehozását, amire a populisták Leiát jelölik. Leia a politikai helyzet miatt nem tud a Rylothra utazni, ezért Greer Sonnelt és Joph Seastriker pilótákat küldi. Az Első Rend, hogy a további nyomozást lelassítsa utasítja Arliz Hadrassiant, hogy szervezze meg a Galaktikus Szenátus elleni bombatámadást a Hosnian Prime-on. Leiát figyelmeztetik a bomba támadásról, aki kiürítteti az épületet, ezért senki nem hal meg a támadásban. Leia és Casterfo ismét a Rylothra utaznak, a két szenátor rájön, hogy a Szenátus elleni támadást Amaxine harcosok szervezték, akiknek közük van Rinnrivin Di kartelljéhez. A nyomozás során kiderül, hogy a centrista frakció számos tagja a régi Birodalommal szimpatizál és megveti az Új Köztársaságot, illetve Casterfo megtudja, hogy Leia Darth Vader lánya. Casterfo feltárja Leia valódi származását Darth Vader lányaként a Szenátus előtt, amire óriási felháborodás tört ki és Leia számos szövetségese ellene fordul, elveszíti a befolyását és a hitelességét. Leia visszalép az Első Szenátori jelöltségtől, majd ezután egy levelet ír fiának, amiben sajnálja, hogy eltitkolta az igazságot előle, aki szintén ekkor tudja meg, hogy a nagyapja Darth Vader volt. Leia ismét elhagyja köztársasági fővárost és tovább nyomoz a kartell és az Amaxine harcosok után, kideríti, hogy egy titokzatos szervezet az Ismeretlen Régióból áll a két szervezett mögött. Leia a Sibensko bolygóra utazik tovább nyomozni, ahol Rinnrivin Di megparancsolja Leia megölését. Leia egy vízalatti bunker tartóoszlopát kirobbantva megöli Rinnrivin Di kartell vezért és az Amaxine harcosokat, Leiát pedig Han Solo menti ki a beomló bunkerből. A populisták Tai-Lin Garrt jelölik Leia helyett az Első Szenátor posztjára, a hírre a centrista Lady Carise szenátor felbéreli Arliz Hadrassiant, hogy végezzen a populista jelölttel. Hadrassian végez a szenátor jelölttel, majd végül öngyilkos lesz. Lady Carise egy indítványt tervez beterjeszteni a Szenátusnak, amiben a centrista világokat ki akarja szakítani a Köztársaságból. Leia megtudja, hogy Lady Carise volt, aki felfette Casterfonak, hogy Darth Vader az apja, illetve megtudja, hogy a centrista világokat ki akarja szakítani a Köztársaságból, ezért az esküjének a megszegésére hivatkozva kérvényezi Lady Carise szenátor visszahívását a Szenátusból az Arkanis bolygón székelő Idősebb Házak szervezetétől, akik eleget tesznek a kérésnek.
  - Leia kiábrándul a Szenátusból és felismeri, hogy a Szenátus a döntésképtelenség miatt nemképes megvédeni a Köztársaságot, ezért lemond a szenátori tisztségéről.
  - Leia a megmaradt szövetségeseivel és volt veterán lázadó katonákkal a Hosnian Prime bolygón egy félkatonai szervezetet, Ellenállás néven hoznak létre.
  - Ben Solo megtudja, hogy a nagyapja Darth Vader volt, illetve Darth Sidious Vader és Snoke hangjával erőteljesebben kezd suttogni Solo fejében, ezek által még jobban növekedni kezd benne a sötétség. Luke Skywalker megérzi a növekvő sötétséget az unokaöccsében, hogy legyőzze a sötét oldalát a kunyhójába megy. Ben arra ébred fel, hogy Luke felette áll a fénykardjával, Ben rátámad Luke-ra majd az Erő segítségével Luke-ra omlasztja az egész kunyhót. Ben azt hiszi, hogy végzett Luke-al, majd elindul megsemmisíti a Jedi Templomot, amiben a Jedi padawanok a halálukat lelik. Három padawan Hennix, Voe és Tai megpróbáljak megállítani Bent, aki azonban párbajban legyőzi őket, majd Snoke-hoz menekül az Amaxine űrállomásra.
  - A Jedi Rend 18 év után ismét összeomlik és megszűnik.
  - Han Solo és Leia Skywalker Organa Solo tudomást szereznek a fiuk bukásáról, aminek a hatására eltávolodnak egymástól. Solo ismét összeáll Csubakkával és csepésznek állnak.
  - Luke Skywalker magát kezdi el hibáztatni, hogy nem tudta megvédeni a tanítványait, illetve a Jedi Rend és Ben Solo bukása miatt, ezért elhatározza, hogy száműzetésbe vonul az Ahch-To bolygóra.
  - Snoke legfőbb vezér Enric Pryde tábornokot nevezi ki a Feltámadó csillagromboló élére.
  - Ben Solo Snoke bíztatására elhatározza, hogy felkeresi Rent és csatlakozik hozzá, mint az egyik lovagja. Ben Varnakba utazik, ahol találkozik Rennel és a lovagjaival, majd elindulnak a Minemoonra, hogy megszerezzenek egy műtárgyat. Ren gyengének érzi Bent, ezért elhatározza, hogy megöli. A támadás miatt eluralkodik a sötét oldal Solon, amit Snoke, Leia és Darth Sidious is érzékel, végül Ben párbajban megöli Rent. Ren lovagjai hűséget esküsznek Bennek. Ben elkészíti a kereszttartó fénykardját, majd felveszi a Kylo Ren nevet.

#### Hidegháború (Y. u. 29 – Y. u. 34)
- Y. u. 29
  - Snoke legfőbb vezér felfedi az Első Rend létezését a köztársaságiak előtt, aminek a hatására a centrista frakció világai kiszakadnak a Köztársaságból és csatlakoznak az Első Rendhez.
  - Luke Skywalker távozása után R2-D2 alacsony fogyasztású üzemmódba kapcsol.
  - Leia Skywalker Organa Solo elkezd az eltűnt Luke Skywalker után kutatni.
  - Megépítik BB-8-at a Hosnian Prime bolygón.
  - Snoke legfőbb vezér érzi, hogy Kylo Renben dúl a sötét és a világos oldal, ezért neki adja Darth Vader megolvadt sisakját, hogy belőle merítse a sötétoldal erejét.
- Y. u. 30
  - BB-8 Poe Dameron tulajdonába kerül.
  - Armitage Hux és Phasma megállapodnak, hogy megölik Brendol Huxot. Armitage utasítja Phasmát, hogy végezzen az apjával, de úgy, hogy balesetnek látszódjon. Phasma egy Parnasszosz bogárral csípeti meg Brendol tábornokot, aki végül egy bakta tartályba kényszerül, és a méreg belülről teljesen feloldja.
  - Armitage Hux kinevezi magát az apja helyére a Rend hadseregének élére, amit Snoke elfogad.
- Y. u. 31
  - Az Első Rend elrabol egy köztársasági teherhajót, ezzel megsértve a Galaktikus Összhang békeszerződést. Poe Dameron fegyverkezésre szólítja fel a Köztársaságot, azonban a köztársasági vezetők elszigetelt eseménynek tartják és nem foglalkoznak a kérdéssel. Poe Dameron a Köztársaság nemtörődömségét látva elhagyja a köztársasági flottát és csatlakozik az Ellenálláshoz.
- Y. u. 32
  - Leia Skywalker Organa Solo megbízza Poe Dameront, hogy találja meg Lor San Tekkát, aki eltudja vezetni Luke Skywalkerhez. Poe megalapítja a Fekete századot a küldetéshez.
  - Kylo Ren megbízza Terexet az Első Rend Biztonsági Irodájának ügynökét, hogy kutassa fel Luke Skywalkert.
  - Az Első Rend elfogja Ackbar admirálist, Hoff kapitány vezetésével az ellenállók sikeresen kiszabadítják az admirálist, aki végül csatlakozik az Ellenálláshoz.
  - Poe Dameron, Terexet megelőzve kiszabadítja Grakkust a Megalox börtönből, aki cserébe elárul minden információt, hogy hol találja Lor San Tekkát.
- Y. u. 33
  - Lanever Villechamet választják a Köztársaság új kancellárjává.
  - Terex az Első Rend ügynöke újra a Ranc banda vezetője lesz és elkezdi üldözni Poe Dameront, aki behatolt a banda központjába, hogy információkat szerezzen az Első Rendről. Megérkezik a Fekete század Dameron megsegítésére és végeznek Terex bandájával, majd a Köztársasági és az Első Rend erői is megérkeznek a konfliktus végére. Az Első Rend kéri kiadatni Terexet, hogy letartóztathassák, amiért korábban engedetlen volt az Első Rend vezetőivel szemben.
  - Phasma szabályzó implanatátumot helyeztet Terex fejébe, hogy engedelmesebb legyen az Első Rendnek.
- Y. u. 34
  - A D'Qar bolygón rendezi be az Ellenállás a bázisát.
  - Kazuda Xiono pilóta csatlakozik az Ellenálláshoz. Xiono és Poe megtudják, hogy az Első Rend egy jelentős támadást készül tervezni a Köztársaság ellen.
  - Lor San Tekka a Cato Neimoidia bolygóra utazik, hogy megszerezzen egy ősi Jedi-Sith tárgyat, azonban lebukik és Reya báró bebörtönözteti. Leia és Poe Dameron a bolygóra érkezve egy csellel kiszabadítják San Tekkát, azonban a hajóra érkezve, Terex ellopja a hajót San Tekkával a fedélzetén. Terex értesíti Phasma kapitányt, felajánlva neki San Tekkát, cserébe eltávolítva a fején lévő szabályzó implantátumot. Útközben Terex megkedveli San Tekkát, ezért elhatározza, hogy elkábítja és egy űrruhában a Forveen köd közelében kirakja San Tekkát az űrbe. Phasma elrendeli Terex szabályzójának a levételét, mire Telex megadja San Tekka helyzetét, majd értesíti az Ellenállást is San Tekka helyzetéről. Az ellenállás pilótái érkeznek meg előbb Lor San Tekka helyzetéhez és elviszik a D'Qar-i bázisukra.
  - Leia Skywalker Organa Solo, Lor San Tekka segítségét kéri, hogy megtalálja Luke Skywalkert, San Tekka kis időt kér Leiától, hogy nyomozni tudhasson.
  - Később Lor San Tekka üzenetet küld Leia Skywalker Organa Solo tábornoknak, hogy megtalálta Luke Skywalker térképének egyik felét, és hogy küldjön el valakit érte a Jakku bolygóra.
  - Kylo Ren és csapata elfogja Del Meeko volt köztársasági katonát a Pillio bolygón, akitől Ren megtudja, hogy Lor San Tekka megszerezte Luke Skywalker térképnek az egyik felét, és hogy a Jakku bolygón van. Ren átadja Gideon Hask parancsnoknak, aki kivégzi a volt bajtársát.
  - Az Ellenállás végez a Cassander szektor kalózaival, mivel megtudták, hogy az Első Rend támogatásával akarták volna átvenni az irányítást a szektor felett.
  - Castilon bolygóra utazik Poe Dameron parancsnok és Kazuda Xiono pilóta, hogy utána nézzenek az Első Rend jelenlétének a bolygón. Doza kapitány az Első Renddel szimpatizál, de nem hajlandó átadni a bolygón lévő platformok irányítását, ezért az Első Rend kalóz támadásokat szervez a platformok ellen, hogy Doza az Első Rend segítségét kérje. Doza behívja az Első Rendet a kalózok ellen, majd katonai diktatúrát vezetnek be és elkezdik kivégezni a megszállás elleni tiltakozó lakosságot. Poe és Xiono kapcsolatba lépnek Leiával, aki közli, hogy az Ellenállás nem tud segíteni, így Poe elhagyja a bolygót, míg Xiono tovább marad harcolni az Első Renddel szemben.
  - Leia Skywalker Organa Solo tábornok Poe Dameront elküldi a Jakku bolygóra, hogy átvegye Lor San Tekkától Luke Skywalker térképének az egyik felét. San Tekka átadja Poe-nak a térképet, amikor is megérkezik az Első Rend és Kylo Ren. Poe nem tud elmenekülni, ezért BB-8-nak adja a térképet és elküldi a faluból. Ren végez Lor San Tekkával és elfogja Poe-t, majd elrendeli a falusiak kivégzését. Ren, Poe-t megkínozva megtudja, hogy a térkép BB-8-nál van a Jakku bolygón.
  - FN-2187 az Első Rend rohamosztagos katonája kiábrándul a Rendből, megszökteti Poe Dameront a csillagrombolóról, aki Finnek nevezi el a volt Rend katonáját, majd lezuhannak a Jakku bolygóra egy TIE vadásszal. Poe, Naka Iit segítségével elhagyja a bolygót és visszakerül az Ellenálláshoz, míg Finn összetalálkozik Reyjel és BB-8-al. A Rend katonái üldözni kezdik a csapatot, azonban az Ezeréves Sólyommal elmenekülnek a bolygóról.
  - Han Solo és Csubakka 27 év után ismét visszaszerzik az Ezeréves Sólymot. Időközben Solo teherhajójára felszáll a Guavian Halálbanda és a Kanjiklub, hogy behajtsák Solo tartozását. Rey elenged a teherhajón fogva tartott két rathtárt, amik megtámadják a két bandát, ez alatt Solo csapata eltudnak menekülni a Sólyommal.
  - Az Athulla bolygón az Első Rend egy titkos projektet vezet, amit az Ellenállás megtud. Iden Versio, lánya Zay Versio és Shriv Suurgav a bolygóhoz utazva megölik a projekt vezetőjét Leema Kait, ezzel a Rend projektje megbukik.

### Első Rend – Ellenállás háború (Y. u. 34 – Y. u. 35)
- Y. u. 34
  - Armitage Hux javaslatára Snoke parancsot ad a nyílt támadásnak a Köztársaság ellen, az Illum bolygóból szuper fegyvernek átalakított Starkiller bázisról szuper lézerrel megsemmisítik az Új Köztársaság székhelyét a Hosnian Prime-ot és még 4 bolygót, ezzel teljesen megsemmisítve a Hosnian rendszert és a köztársasági flottát. A Hosnian Prime megsemmisülése után összeomlik az Új Köztársaság és megszűnik, a félelem, illetve a biztonság miatt számos rendszer csatlakozik vagy csak támogatja az Első Rendet, ami ezután a galaxis legerősebb haderejével rendelkezik. Számos rendszer túlélő szenátorai vagy korábbi szenátorok kikiáltják a saját rendszerük semlegességét és az elzárkózás politikáját kezdik folytatni, nem segítenek sem az Első Rendnek, sem az Ellenállásnak.
  - A Kozmikus Erő 29 év után újra felébred.
  - Kazuda Xiono vezetésével a Castilon bolygón megalapítja az Ellenállás sejtjét. A sejt átveszi az irányítást a Kolosszus platform felett kiűzi a Rend rohamosztagos katonáit és elmenekülnek a bolygóról. Phasma elrendeli a platform mindenáron való visszaszerzését vagy elpusztítását.
  - Solo és csapata a Takodana bolygóra utaznak, hogy Solo, Maz Kanata segítségét kérje, hogy helyette ő vigye el a BB-8 droidot az Ellenálláshoz, mivel nem akar találkozni Leiával. Kanata kocsmájában az egyik vendég értesíti az Első Rendet, hogy megtalálta a droidot, míg egy másik vendég az Ellenállást értesíti. Rey megtalálja Luke Skywalker elveszett első fénykardját Kanata kocsmájának pincéjében, Kanata Reyre bízza a fénykardot, hogy keresse meg és vigye el Luke-hoz, azonban Rey visszautasítja. Kanata Finnre bízza fénykardot, hogy adja oda Reynek, időközben a bolygóra megérkezik az Első Rend katonái és Kylo Ren. Megsemmisítik Kanata kocsmáját, miközben megérkezik az Ellenállás és felveszik a harcot az Első Renddel. Ren elfogja Rey-t, akitől megtudja, hogy ismeri a térképet és magával viszi.
  - A Kestroi csatában Iden Versio megtudja, hogy a férjét Del Meekot megölte Gideon Hask a Rend parancsnoka.
  - Takodana bolygón újra találkoznak egymással Han és Leia.
  - D'Qar bolygón az Ellenállás bázisán ismét találkozik egymással Finn és Poe, majd Finn elárul minden részletet a Starkiller bázisról az ellenállóknak.
  - Ren a Starkiller bázison kihallgatja Rey-t, amikor is rájön, hogy Rey-ben még nála is hatalmasabb az Erő. Han, Csubakka és Finn elindulnak Rey megmentésére, elfogják Phasmát, akit arra kényszerítenek, hogy kapcsolja ki a bázis pajzsát. Poe Dameron parancsnok vezetésével elindul az Ellenállás támadása a bázis ellen, fő célpontjuk a bázis hőoszcillátora, amint Han és Csubakka belülről aknáz alá, majd Csubakka felrobbant. A súlyosan megsérült hőoszcillátor még működik, ezért Poe berepül a belsejébe és belülről bombázza szét, ezzel megsemmisül a hőoszcillátor és a bázis instabillá válik.
  - Iden Versio, lánya Zay Versio és Shriv Suurgav elindulnak megkeresni Gideon Huskot, hogy bosszút állhassanak Del Meeko megölése miatt. Huskot a Rend visszaparancsolja az idő közben megtámadott Starkiller bázis megvédésére. Husk csillagrombolója megérkezik az Illum rendszerbe, amikor is Iden megtámadja Huskot, Husk halálosan megsebzi Ident, de halála előtt Iden végez Huskkal, végül ő is meghal. Zay Versio és Shriv Suurgav a Starkilleri csata után visszatérnek a D'Qar bolygóra.
  - Han Solo újra találkozik a fiával Kylo Rennel, Han megpróbálja a világos oldalra vissza vinni a fiát, de Ren megöli az apját. Finn és Rey az Ezeréves Sólyomhoz menekülnek, de Ren követi őket, majd párbajban legyőzi Finnt. Rey-ben tovább növekszik az Erő és párbajban legyőzi Kylo Rent. Csubakka megmenti Rey-t és Finnt, majd elmenekülnek a bázisról. Snoke elrendeli a bázis evakuálását, végül a bázis megsemmisül. A bolygó helyén egy miniatűr csillag jön létre, amit később Solo csillagnak neveznek el.
  - Phasma kiszabadul a szemétledobóból és elindul, hogy elrejtse, hogy ő kapcsolta le a bázis pajzsait, észre veszi, hogy a nyilvántartást Sol Rivas hadnagy megnézte, ezért elindul felkeresni, hogy végezzen vele. Rivas elmenekül a bázisról és a Luprora bolygóra menekül, ahol Pashma utoléri és végez vele.
  - Az Ellenállás bázisán újra aktiválódik R2-D2 és a két térképet egyesítik, ami megmutatja, hol van Luke Skywalker. Csubakka, R2-D2 és Rey elindulnak az Ahch-To bolygóra, ahol Rey megtalálja Luke-ot.
  - Az Első Rend felfedezi az Ellenállás bázisát, az ellenállók erre rájönnek és elrendelik a bázis evakuálását. Az evakuálás közben megérkezik az Első Rend Armitage Hux vezetésével és megsemmisítik a D'Qari bázist, az ellenállók meg a Rend csatahajóját, végül az ellenállók elmenekülnek.
  - Leia Skywalker Organa Solo elrendeli a Fekete századnak, hogy utazzanak el a Peremvidékre és keressenek szövetségeseket. Pastoria bolygóra mennek, hogy meggyőzzék Siroc királyt, hogy segítsen az Ellenállásnak. Siroc úgy tesz, mint ha támogatná őket, cserébe a század segítségét kéri a helyi terroristákkal szemben, a század segít a királyi haderőnek leverni a terroristákat és végezni a vezetőjével, azonban kiderül, hogy a terroristák nem terroristák, hanem Siroc király riválisa, aki követelte tőle a trónt. Siroc közli a századdal, hogy esze ágában sincs támogatni a gyenge Ellenállást, ő az Első Rendet támogatja, végül a század elhagyja a bolygót.
  - Az Első Rend Pyre parancsnokot és Tierny ügynököt küldi el, hogy vadásszák le az ellenállók által megszerzett Kolosszus platformot. A Kolosszus platform megérkezik a D'Qari bázishoz, azonban elkéstek, a bázis megsemmisült és a csata törmelékei közt találták magukat. Pyre parancsnokot és Tierny ügynök csillagromolója megérkezik a bolygóhoz és megtámadja a Kolosszust, ami kikerülve a törmelékek közül elmenekül a rendszerből.
  - Az Első Rend az aktív nyomkövetővel rátalálnak a menekülő Ellenállásra és elkezdik támadni. Kylo Ren és két TIE vadásza megtámadják az Ellenállás főparancsnoki hídját, Gial Ackbar admirális és számos parancsnok meghal, míg Leia az Erős segítségivel életben marad és vissza megy a hajóra. Leia eszméletlen lesz, ezért Amilyn Holdo altengernagy veszi át Leia helyét.
  - R2-D2, Leia Obi-Wan Kenobinak szánt üzenetével meggyőzi Luke Skywalkert, hogy tanítsa Rey-t.
  - Rey, Csubakka segítségével elindul Snoke hajójára, ahol Kylo Ren Snoke elé viszi. Snoke megparancsolja Kylo Rennek, hogy ölje meg Rey-t, aki a lány helyett Snoke-ot öli meg, majd összefogva Rey-el végeznek Snoke elit testőrségével. Az Erő segítségével mindketten megpróbálják megszerezni Skywalker fénykardját, amely ez alatt kettétörik. Rey magához veszi a törött fénykardot és Snoke mentőhajójával elmenekül.
  - Finn és Rose Tico ellenálló karbantartó a Canto Bight városba indulnak, ahonnan sikeresen magukkal viszik DJ nevű kódtörő mestert, hogy Snoke hajójára feljutva kikapcsolják az aktív nyomkövető rendszert. Snoke hajóján elfogják a csapatot, amikor is Holdo altengernagy hiperűrugrással belevezeti az ellenállók főcirkálóját Snoke hajójába, ezzel súlyos kárt okozva a hajóban, illetve tucatnyi csillagrombolót megsemmisít.
  - Finn legyőzi Pashmát, végül Snoke pusztuló hajóján meghal.
  - Kylo Ren kinevezi magát az Első Rend legfőbb vezérének.
  - Az ellenállók a Crait bolygóra menekülnek, ahova Ren utasítására az Első Rend utánuk megy, ezzel kitör a Crait-i csata. Később Csubakka és Rey csatlakoznak az ellenállókhoz a csatában. Luke Skywalker elhatározza, hogy az Erős segítségével kivetüléssel megjelenik a csatában, ahol sok év után újra találkozik Leiával, majd időt nyerve az ellenállóknak, párbajozni kezd Kylo Rennel. Az ellenállók Rey segítségével megszöknek a csatából, míg Luke összeomlik a mentális stressztől, ami egy ilyen élethű illúzió fenntartásához szükséges, végül meghal az Ahch-To bolygón.
  - Az Ashas Ree bolygón Kazuda Xiono ellenálló sejtje rátalál egy Sith ereklyére, amit az Első Rend akar megszerezni Raith ügynök vezetésével. Mika Grey régész aktiválja az önmegsemmisítő Sith ereklyét, ami felrobban és megölve a Rend katonáit, köztük Raith ügynököt is. Xiono csapata elmenekül a bolygóról.
  - A Crait-i csata után a maradék ellenállókat a rylothiak fogadják be és segítenek elrejtőzni az Első Rend elől. Az Ellenállás létrehozza az új bázisát a Rylothon.
  - Barrut ezredes vezetésével az Első Rend megszállja az Ikkrukk bolygón lévő Grail várost, az Ellenállás Poe Dameron vezetésével a Fekete századot küldik el, hogy felszabadítsák a bolygót, ezzel kitör a Grail város-i csata. Barrut ezredes csataközben meghal, végül a csatát az Ellenállás nyeri meg.
  - Leia Skywalker Organa Solo küldetést indít a Corellia bolygóra, hogy a volt köztársasági szenátort Ransolm Casterfot szabadítsák ki, akit rabszolgának akar eladni az Első Rend, illetve, hogy csillaghajókat lopjanak a Rendtől. Poe Dameron kiszabadítja Casterfot, míg Wedge Antilles megszerzi a hajókat. A harcok során az Első Rend ezredese Genial meghal.
  - Leia Skywalker Organa Solo a Bracca bolygóra küldi a Salak századot, hogy további hajókat szerezzenek az Ellenállásnak.
  - Az Első Rend rátalál az Ellenállók bázisán a Rylothon, ezzel kitör a ryloth-i csata. A csatát az Első Rend nyeri meg, az ellenállók elmenekülnek a bolygóról, Poe Dameron javaslatára nem hoznak létre új bázist, hanem szétszóródnak a galaxisban.
  - Kylo Rend tudomást szerez a Rend tartalékhaderejéről, amit Enric Pryde tábornok irányít. Pryde helyet kap a Rend Legfelsőbb Tanácsában.
  - Az Első Rend Armitage Hux tábornok vezetésével elpusztítja a Tah'Nuhna bolygót, amiért segítettek az Ellenállásnak.
  - Az Ellenállás Poe Dameron vezetésével megtámadják az Avedot holdján lévő kalózbázist, hogy fegyvereket és lőszert szerezzenek.
  - Leia Skywalker Organa Solo tábornok missziót vezetett a Mon Cala bolygójára, Leia meggyőzi Ech-Char királyt, hogy támogassák az Ellenállást. A bolygóhoz megérkezik az Első Rend, a Rend a blokádot kezdi kiépíteni, miközben az ellenállók Ech-Char királytól kapott flottával sikeresen elmenekülnek a bolygóról.
  - A Kolosszus platformot megállítja az Guaviai Halálbanda erői, 1 millió kredit váltságdíjat követelnek, különben értesítik az Első Rendet, az ellenálló Ászszázad megtámadja és szinte teljesen megsemmisítik a Halálbanda erőit, a Kolosszus végül elmenekül.
  - Kazuda Xiono és Neeku Vozo küldetésre indulnak az Első Rend Titán nevű szupertanker üzemanyag raktárhajóra, hogy megszerezzék a Titán terelőjét a Kolosszus meghibásodott terelője helyére.
  - Az Első Rend elrendeli a Kashyyyki blokád felállítását.
  - Az Ellenállás visszafoglalja a Tevel és a Minfar bolygókat az Első Rendtől.
  - Vi Moradi ellenálló kém és Archex volt rohamosztagos Batuu bolygóra utaznak, hogy létrehozzanak egy Ellenálló bázist. Az Első Rend megtudja, hogy az ellenállók a Batuu bolygón vannak, ezért elküldik a 709. légiót,hogy irtsák ki a bolygóról az ellenállókat. A Rend katonái sorra elkezdik a lakosságot kihallgatni, Dok-Ondar régiségkereskedőnél megtalálják Ki-Adi-Mundi volt Jedi tábornok fénykardját. Kylo Ren megérkezik a bolygóra, majd Rey-el párbajozik. A csatában súlyosan megsérül a Rend főzászlóshajója a Finalizer. Az ellenállók elmenekülnek a bolygóról.
  - Kylo Ren, Enric Pryde tábornok irányítása alá rendeli Armitage Hux tábornokot.
  - A Kolosszus áttöri a Rend Dantooine-i blokádját és sikerül kimenekíteni ellenálló újoncokat a bolygóról.
  - Kylo Ren utasítására Pyre parancsnok és Tierny ügynök a Kolosszus hajót üldözik. Pyre parancsnok elrendeli a semleges Aeos Prime bolygó lebombázását, amiért engedték a Kolosszusnak használni az üzemanyagtöltő állomásukat.
- Y. u. 35
  - A menekülő Kolosszus hajó lakói úgy döntenek, hogy nem menekülnek tovább és felveszik a harcot a Renddel. Az Ászszázad és a Jádeszázad felveszik a harcot a Rend TIE harcosaival, a harcok során az ellenállók súlyosan megsebesítik a Rend hadihajóit, a pusztuló hajón Pyre parancsnok elveszíti az eszméletét, miközben Tierny ügynök Kylo Rentől kér erősítést, azonban Ren a kudarc miatt, Erő fojtással végez Tiernyvel. A csata után a Rend végleg beszünteti a Kolosszus utáni vadászatot.
  - Palpatine volt birodalmi császár egy üzenetet küld galaxis szerte, amiben felfedi, hogy életben van, és hogy ő a Sith sötét nagyúr. Megüzeni a galaxisnak, hogy a Sithek napja közeleg és ismét felemelkednek.
  - Kylo Ren elhatározza, hogy felkutatja a volt császárt és megöli, aki veszélyeztetheti hatalmát az Első Rend élén. Ren a Mustafar bolygóra utazik Pryde és Hux tábornokok kíséretében, ahol Ren nagyapja omladozó erődje mellett megtalálja Vader Sith útkeresőjét. Az útkereső segítségével Ren eljut az Exegol bolygóra, ahol egy ősi Sith citadellában rátalál Darth Sidiousra. Sidious felfedi Ren előtt a több tízezer Xyston-osztályú csillagrombolókból álló Sith Eternal flottát. Sidious a Sith Eternal flottát Végső Rendnek nevezi el, aminek az irányítását átadja Rennek, cserébe azt kéri, hogy végezzen Rey-el.
  - Poe, Finn és Csubakka információkat szereznek az Első Rendet eláruló kémtől, majd az Ajan Kloss-i ellenállási bázisra mennek, ahol közlik az ellenállókkal, hogy Palpatine életben van, aki egy Sith nagyúr, és hogy a Végső Rend 16 órán belül megtámadja a galaxis szabad világait az Exegol bolygóról. Rey elhatározza, hogy elindul megkeresni egy Sith útkeresőt, ami elvezeti az Exegolra, vele tart Csubakka, Peo és Finn is.
  - Pasaana bolygóra érkezik a csapat, ahol találkoznak Lando Calrissian tábornokkal. Calrissian elárulja, hogy annak idején Luke-kal üldözték Ochi fejvadászt, de nem találták meg. A csapat elindul Ochi hajójához, miközben a Rend katonái üldözik, a csapatot elnyeli egy futóhomok, aminek az alján egy barlangrendszerbe zuhannak, majd megtalálják Ochi holttestét és a Sith tőrt, amire rávésték a Sith útkereső helyét. A bolygóra megérkezik Ren és a lovagjai, a lovagok elkapják Csubakkát és magukkal viszik, miközben a csapat többi tagja elmenekülnek a bolygóról.
  - A csapat a Kijimi bolygóra utaznak, hogy segítséget kérjenek Zorii Bliss és Babu Frik-től, hogy C-3PO memóriájából kiolvassák a Sith írást, amit a Sith tőrről olvasott le. Megtudják, hogy Darth Sidious Sith útkeresője az elpusztult második Halálcsillag uralkodói tróntermében van. A bolygóra Ren lovagjai követték a csapatot, ezért a bolygóhoz megérkezik Ren csillagrombolója. Rey megérzi Csubakkát a fedélzetén, majd kiszabadítják, végül Ren elárulja Rey-nek, hogy Palpatine volt császár unokája, és ő rendelte el a szüleinek a meggyilkolását. Armitage Hux tábornok kiszabadítja Poe-t, Finnt és Csubakkát elárulja, hogy ő a titikozatos kém, aki segített az Ellenállásnak, továbbá segít nekik az Ezeréves Sólyommal elmenekülni a csillagrombolóról.
  - Enric Pryde tábornok lebuktatja Huxot és kivégzi.
  - Az ellenálló csapat a Kef Bir holdra utaznak, ahova a második Halálcsillag maradványai zuhantak. Rey megtalálja a trónteremben a Sith útkeresőt, ami Renhez jut és elpusztítja. Hosszú párbajban Rey legyőzi Rent, Leia segítségével, aki a megmaradt utolsó életenergiáit felhasználva megszólítja Bent, megbocsát neki a tetteiért és a fény felé szólítja. Rey halálos sebet ejt Renen, azonban az életerejét felhasználva begyógyítja a halálos sebét és az arcán lévő heget is, mivel megérzi Leia halálát és Renben növekvő fényt.
  - Leia Skywalker Organa Solot meghal az Ajan Kloss holdon.
  - Kylo Ren a tengerbe dobja a fénykardját, áttér a világos oldalra és ismét Ben Solo lesz. Darth Sidious ezt megérzi, ezért Sidious átadja az Első Rend és a Végső Rend irányítását Enric Pryde tábornoknak és utasítja, hogy pusztítson el egy világot.
  - Pryde a Kijimi bolygót választja, oda küld egy csillagromboló hajót és elpusztítja a bolygót.
  - Leia halála után Poe Dameron vezeti az Ellenállást, aki felkéri Finnt társvezetőnek.
  - Rey száműzetésbe vonul az Ahch-to bolygóra, a Palpatine származása és a Sith oldal elől menekülve. Luke Skywalker megjelenik Reynek, meggyőzi, hogy szembe kell szállnia a nagyapjával, ehhez Rey-nek adja Leia fénykardját és felfedi, hogy Ren hajójában van Darth Vader volt Sith útkeresője.
  - Rey elindul az Exegolra Luke régi X-szárnyújával, közben közvetíti az Ellenállásnak az útvonalat. Rey a Sith templomba igyekszik, miközben az Ellenállás megtámadja az Első- és a Végső Rend egyesített flottáját. Ben Solo megérkezik az Exegolra és kivégzi Ren lovagjait, miközben Rey Sidious testőreivel végez. Sidoius rádöbben, hogy Rey és Ben egy diádod alkotnak az Erőben, ami erősebb, mint maga az élet. Sidious felismeri, hogy erejük lehetővé teszi számára, hogy teljesen visszatérjen az életbe, ezért elszívja az életerejüket, ami által az összes korábbi Sith ereje Sidiousban egyesül. Lando Calrissian tábornok és Csubakka sikeresen kérnek segítséget a Galaxis lakóitól a Sithek ellen, és több mint 14 000 civil hajó érkezik meg az exegoli csatába, amit Galaktikus Flottának neveznek el. Sidious egy szakadékba löki Bent, majd Erő-villámokkal ideiglenesen megbénítja a Galaktikus Flottát, amit Rey szakít meg. Rey-ben egyesül az összes Jedi ereje, és felveszi a harcot Sidous ellen. Rey, Sidious Erő-villámainak a visszapattintásával sikeresen végez vele, illetve a templomban lévő összes Sith követőjével, ezzel végleg kihalnak a Sithek, és véget vetve a több ezeréves Jedi-Sith konfliktusnak. Finn és Jannah felrobbantják a parancsnoki hajó hídját, ezzel megölve Enric Pryde tábornokot. Rey feláldozta az életét, hogy végezzen Sidious-szal, azonban Ben, aki törött bordákkal, de túléli a szakadékot, visszamászik a trónterembe és úgy dönt, hogy feláldozza magát, hogy Rey újra élhessen, ezzel Ben Solo meghal. A Galaktikus Flotta megsemmisíti a Végső Rendet, ezzel véget ér az exegoli csata.
  - A galaxis polgárai megtudják, hogy Palpatine ismét halott és megsemmisült a Végső Rend, galaxis szerte az állomásozó gyenge és kimerült Első Rend erői ellen fellázadnak a helyi polgárok, ezzel megszűnik az Első Rend is.
  - Az Ellenállók visszatérnek az Ajan Kloss-i bázisára, ahol megünneplik a győzelmüket, és az Első Rend – Ellenállás háború végét.
  - Rey megépíti a saját sárga pengéjű fénykardját, majd a Tatuinra megy, ahol az elhagyatott Lars farmnál Luke és Leia fénykardját eltemeti.
  - Rey felveszi a Skywalker nevet.